# سيمون بوليفار
سيمون خوسيه أنطونيو دي لا سانتيسيما ترينيداد بوليفار إيه بونتي بالاثيوس أي بلانكو (بالإسبانية: Simón José Antonio de la Santísima Trinidad Bolívar y Ponte Palacios y Blanco)، يُعرف اختصارًا باسم سيمون بوليفار، عسكري وسياسي فنزويلي في فترة ما قبل الجمهورية القبطانية العامة لفنزويلا، وُلد في كاراكاس عاصمة فنزويلا في 24 يوليو عام 1783. هو مؤسس ورئيس كولومبيا الكبرى، وواحد من أبرز الشخصيات التي لعبت دورًا هامًا في تحرير الكثير من دول أمريكا اللاتينية التي وقعت تحت طائلة الحكم الإسباني منذ القرن السادس عشر مثل كولومبيا وفنزويلا والإكوادور وبيرو وبوليفيا وبنما. وأُطلق عليه جورج واشنطن أمريكا اللاتينية.
في عام 1813، منحه مجلس مدينة ماردة الفنزويلية لقب محرر فنزويلا، والتي صادقت عليه كاراكاس في العام ذاته، ليصبح لقبًا شرفيًا مرتبطًا به طيلة حياته. أشار بوليفار في رسالة منه إلى نائب رئيس كولومبيا الكبرى ورئيس جمهورية غرناطة الجديدة الجنرال فرانثيسكو دي باولا سانتاندير عام 1825 إلى أنه رجل المهام الصعبة جراء المشاكل المتكررة التي واجهته بغية تحقيق مخططاته التحريرية. فيما اعتبره الكثيرون بطل أمريكا الأول وشخصية مؤثرة في تاريخ العالم على خلفية تركه إرثًا سياسيًا جليًا في مختلف البلدان الأمريكية اللاتينية، والتي تحولت في بعض الأحيان إلى محافل قومية بالبلدان المذكورة. وكان تكريم بوليفار حافلًا بمختلف البلدان عبر إقامة بعض التماثيل والنصب التذكارية والمزارات والميادين. وقد سُميت دولة بوليفيا باسمه، تخليدًا لذكراه وتقديرًا لدوره التاريخي في تحريرها، وبالمثل غير اسم فنزويلا إلى جمهورية فنزويلا البوليفارية. وكانت أفكاره ومواقفه السياسية والاجتماعية دافعًا إلى تأسيس المنهج البوليفاري، الذي استند في بدايته نظريًا على فكر بوليفار السياسي وحياته وأعماله.
تأثر بوليفار خلال دراسته بالفلسفة، ودرس بشكل خاص لجان جاك روسو، الذي ترك أثرًا عميقًا في شخصيته. وفي مطلع شبابه، سافر إلى فرنسا حيث التقى المستكشف الألماني ألكسندر فون هومبولت، الذي نقل له اعتقاده بأن المستعمرات الإسبانية في حالة استعداد للتحرر، فراقت الفكرة لبوليفار وأخذ يمعن النظر في تحرير بلاده، حيث أنه كان متأثرًا بالثقافة الأوروبية وبغزوات نابليون في إسبانيا وشخصيته، التي شكلت محطة مهمة في حياته، وتركت بصماتها على سلوكه السياسي لاحقًا، وعندما أطاح نابليون بالحكومة الإسبانية، كان بمثابة التشجيع له على أن يفعل نفس الشيء مع الإسبان في أمريكا الجنوبية. وأصبح بوليفار ضابطًا في جيش الثورة، وبعد سلسلة حروب طويلة انتصر بوليفار على الإسبان، ونالت تلك الدول استقلالها، واشتهر بوليفار بوصفه  محرر أمريكا الجنوبية، واحترمه الجميع. وتأثر في سياسته بأفكار حركة التنوير في فرنسا، ومن بين الكتب التي قرأها مؤلفات الفيلسوف الإنجليزي جون لوك و الفلاسفة الفرنسيين روسو وفولتير ومونتسكيو. وقد واجه معارضة شديدة تخللت أيامه الأخيرة عندما هدف إلى توحيد أمريكا الجنوبية كلها تحت سلطته في اتحاد فيدرالي، لكن محاولاته لم تثمر إلا عن استقلال القارة الأمريكية الجنوبية من المستعمر الإسباني، فيما تهاوى طموحه لتوحيد القارة، في ظل سلطة مركزية، في مواجهة الواقع، حيث سرعان ما انقسمت القارة إلى دويلات عديدة تتنازع فيما بينها، تعاني من الحروب الأهلية والفقر. وأشار بعض المحللون أن الحروب التي خاضها بوليفار مع انتصاراته كانت تهدف إلى إقامة إمبراطورية أمريكية لاتينية، تُهيمن عليها الطبقة الغنية، مبنية على توجهات مركزية شمولية، يقودها بنفسه. وتُوفي في سانتا مارتا بعاصمة مقاطعة ماجدالينا بكولومبيا الكبرى في 17 ديسمبر عام 1830.

## أصوله

شعار النسب البوليفاري، الذي يمثل اليوم شعارًا لبلدية بوليفار بمقاطعة أنتيوكيا بكولومبيا.

وُلد سيمون بوليفار في مدينة كاراكاس عاصمة فنزويلا في 24 يوليو 1783، وينتمي كل من والده خوان بيثنتي بوليفار إيه بونتي أندراديه ووالدته ماريا دي لا كونثيبثيون بالاثيوس أي بلانكو إلى الطبقة الأرستقراطية بكاراكاس. وعندما تزوجا عام 1773 كان هناك فرقًا كبيرًا بالعمر بين الزوجين، حيث كان يبلغ والده آنذاك 47 عامًا، بينما كان عمر والدته لا يتجاوز ال15 ربيعًا. أنجبا ثلاثة أبناء يكبرن سيمون، وأخرى تصغره، وكانوا على الترتيب ماريا أنطونيا وخوانا نيبوموثينا وخوان بيثنتي وماريا ديل كارمن، والتي وافتها المنية عقب ولادته ببضعة أيام.
تنحدر أصول عائلة بوليفار من بلدية ثيناروثا- بويلبا دي بوليفار بمقاطعة بيسكاي بإقليم الباسك بإسبانيا، والتي كانت تنتمي لبلدية ماركاينا-كزيماين في الفترة من 1969 إلى 2005. وكان أفراد عائلته يقومون بعمليات بارزة في فنزويلا ببداية فترة الاستعمار.
ووصل كل من بوليفار الأب والابن إلى كاراكاس، عقب مرور ثلاثين عامًا على تأسيسها. ويُعدا بذلك أول أفراد عائلة بوليفار وصولًا إلى فنزويلا. وفي عام 1589، وبغية التمييز بين الاثنين، حاز الأب على لقب سيمون دي بوليفار الأكبر، فيما حمل الابن لقب سيمون دي بوليفار إيه كاسترو الأصغر.
عمل بوليفار الأكبر محاسبًا قانونيًا ملكيًا، بعد أن منحه الملك فيليب الثاني امتيازات خاصة، تمثلت في ثقته الكبيرة به وبابنه ليكون حاميًا لقطاع الأنشطة الاقتصادية الأولية الملكية، الممثلة في الزراعة وتربية الحيوانات في كل من كاراكاس وجزيرة مارغريتا. علاوة على ذلك، كان مدعيًا عامًا أمام المحكمة الإسبانية لكل من كاراكاس وسانتا آنا دي كورو وتروخيو وباركيسيميتو وكارورا والتاكويو وماراكايبو فيما بين عامي 1590 و 1593، ليُطلع الملك على وضع المقاطعة، مع طلب بعض التحسينات والامتيازات مع الإعفاء من الضرائب لتطويرها في الوقت نفسه.
وبمرور الوقت، تمت الكثير من عمليات التزواج بين عائلة بوليفار وأوائل العائلات التي سكنت فنزويلا، والتي بدورها كانت قد تبوأت بعض المراكز القيادية والشرفية الهامة مثل قادة الفرق العسكرية الملكية والماركيث دي بوليفار والفيكونت دي كوكوراتي. وارتبط الأخير بالتخلي عن مناجم كوكوراتي والقدرة على نقل السيادة إلى مدينة أروا، عاصمة ولاية ياراكوي، والتي اشتهرت بوجود كبرى مناجم النحاس، والتي بدورها كانت تنتسب إلى القائد بوليفار حتى وفاته.
أما عن عائلة أمه بالاثيوس، فقد تمركزوا بميراندا دي إيبرو بمقاطعة برغش بإسبانيا. وكان خوسيه بالاثيوس دي أجيري إيه أريثتيا- سوخو إيه أورتيث دي ثاراثي، المولود في ميراندا دي إيبرو عام 1647، الأول وصولا إلى فنزويلا، وتُوفي في كاراكاس عام 1703. فيما تزواج الآخرين من العائلة ذاتها مع بعض العائلات الأرستقراطية، وشغلوا مناصب عدة مثل المحافظ والحاكم والمدعي العام، إضافة إلى مناصب أخرى. وبعد جيلين من نشأة هذه العائلة وبالتحديد خوسيه بالاثيوس، وُلدت ماريا دي لا كونثيبثيون بالاثيوس دي أجيري إيه أريثتيا- سوخو إيه بلانكو، ابنة كل من فيليثيانو بالاثيوس دي أجيري إيه أريثتيا- سوخو إيه خيل دي أرياتا وفرانثيسكا بلانكو دي إيريرا، ذات الأصول الكنارية التي استقرت في فنزويلا.

## أسلافه
شجرة نسب سيمون بوليفار:
|  |                                                                                      |  |  |  |  |  |  |  |  |  |  |  |  |  |  |  |
|  | 16. أنطونيو بوليفار إيه دياث دي روخاس                                                |  |  |  |  |  |  |  |  |  |  |  |  |  |  |  |
|  |                                                                                      |  |  |  |  |  |  |  |  |  |  |  |  |  |  |  |
|  |                                                                                      |  |  |  |  |  |  |  |  |  |  |  |  |  |  |  |
|  | 8. كابيتان لويس بوليفار ريبوييدو                                                     |  |  |  |  |  |  |  |  |  |  |  |  |  |  |  |
|  |                                                                                      |  |  |  |  |  |  |  |  |  |  |  |  |  |  |  |
|  |                                                                                      |  |  |  |  |  |  |  |  |  |  |  |  |  |  |  |
|  | 17. ليونور ريبوييدو أرجوميدو                                                         |  |  |  |  |  |  |  |  |  |  |  |  |  |  |  |
|  |                                                                                      |  |  |  |  |  |  |  |  |  |  |  |  |  |  |  |
|  |                                                                                      |  |  |  |  |  |  |  |  |  |  |  |  |  |  |  |
|  | 4. خوان دي بوليفار إيه مارتينث دي بييجاس                                             |  |  |  |  |  |  |  |  |  |  |  |  |  |  |  |
|  |                                                                                      |  |  |  |  |  |  |  |  |  |  |  |  |  |  |  |
|  |                                                                                      |  |  |  |  |  |  |  |  |  |  |  |  |  |  |  |
|  | 18. لورينثو مارتينث دي بييجاس                                                        |  |  |  |  |  |  |  |  |  |  |  |  |  |  |  |
|  |                                                                                      |  |  |  |  |  |  |  |  |  |  |  |  |  |  |  |
|  |                                                                                      |  |  |  |  |  |  |  |  |  |  |  |  |  |  |  |
|  | 9. آنا ماريا مارتينث دي بييجاس إيه لادرون دي جيفارا                                  |  |  |  |  |  |  |  |  |  |  |  |  |  |  |  |
|  |                                                                                      |  |  |  |  |  |  |  |  |  |  |  |  |  |  |  |
|  |                                                                                      |  |  |  |  |  |  |  |  |  |  |  |  |  |  |  |
|  | 19. ماجدالينا لادرون دي جيفارا إيه روخاس                                             |  |  |  |  |  |  |  |  |  |  |  |  |  |  |  |
|  |                                                                                      |  |  |  |  |  |  |  |  |  |  |  |  |  |  |  |
|  |                                                                                      |  |  |  |  |  |  |  |  |  |  |  |  |  |  |  |
|  | 2. خوان بيثنتي بوليفار إيه بونتي- أندراديه                                           |  |  |  |  |  |  |  |  |  |  |  |  |  |  |  |
|  |                                                                                      |  |  |  |  |  |  |  |  |  |  |  |  |  |  |  |
|  |                                                                                      |  |  |  |  |  |  |  |  |  |  |  |  |  |  |  |
|  | 20. خاثينتو بونتي- أندراديه                                                          |  |  |  |  |  |  |  |  |  |  |  |  |  |  |  |
|  |                                                                                      |  |  |  |  |  |  |  |  |  |  |  |  |  |  |  |
|  |                                                                                      |  |  |  |  |  |  |  |  |  |  |  |  |  |  |  |
|  | 10. بيدرو بونتي- أندراديه إيه خاسبي دي مونتينيجرو                                    |  |  |  |  |  |  |  |  |  |  |  |  |  |  |  |
|  |                                                                                      |  |  |  |  |  |  |  |  |  |  |  |  |  |  |  |
|  |                                                                                      |  |  |  |  |  |  |  |  |  |  |  |  |  |  |  |
|  | 21. ماريا خاسبي دي مونتينيجرو                                                        |  |  |  |  |  |  |  |  |  |  |  |  |  |  |  |
|  |                                                                                      |  |  |  |  |  |  |  |  |  |  |  |  |  |  |  |
|  |                                                                                      |  |  |  |  |  |  |  |  |  |  |  |  |  |  |  |
|  | 5. ماريا بيترونيلا بونتي- أندراديه إيه مارين دي ناربايث                              |  |  |  |  |  |  |  |  |  |  |  |  |  |  |  |
|  |                                                                                      |  |  |  |  |  |  |  |  |  |  |  |  |  |  |  |
|  |                                                                                      |  |  |  |  |  |  |  |  |  |  |  |  |  |  |  |
|  | 22. فرانثيسكو مارين دي ناربايث إيه بيلتشيث                                           |  |  |  |  |  |  |  |  |  |  |  |  |  |  |  |
|  |                                                                                      |  |  |  |  |  |  |  |  |  |  |  |  |  |  |  |
|  |                                                                                      |  |  |  |  |  |  |  |  |  |  |  |  |  |  |  |
|  | 11. ماريا خوسيفا مارين دي ناربايث                                                    |  |  |  |  |  |  |  |  |  |  |  |  |  |  |  |
|  |                                                                                      |  |  |  |  |  |  |  |  |  |  |  |  |  |  |  |
|  |                                                                                      |  |  |  |  |  |  |  |  |  |  |  |  |  |  |  |
|  | 23. خوسيفا ماريا دي ناربايث                                                          |  |  |  |  |  |  |  |  |  |  |  |  |  |  |  |
|  |                                                                                      |  |  |  |  |  |  |  |  |  |  |  |  |  |  |  |
|  |                                                                                      |  |  |  |  |  |  |  |  |  |  |  |  |  |  |  |
|  | 1. سيمون خوسيه أنطونيو دي لا سانتيسيما ترينيداد بوليفار إيه بونتي بالاثيوس إي بلانكو |  |  |  |  |  |  |  |  |  |  |  |  |  |  |  |
|  |                                                                                      |  |  |  |  |  |  |  |  |  |  |  |  |  |  |  |
|  |                                                                                      |  |  |  |  |  |  |  |  |  |  |  |  |  |  |  |
|  | 24. خوسيه بالاثيوس دي أجيري إيه أريثتيا- سوخو إيه أورتيث دي ثاراتي                   |  |  |  |  |  |  |  |  |  |  |  |  |  |  |  |
|  |                                                                                      |  |  |  |  |  |  |  |  |  |  |  |  |  |  |  |
|  |                                                                                      |  |  |  |  |  |  |  |  |  |  |  |  |  |  |  |
|  | 12. فيليثيانو بالاثيوس دي أجيري إيه أريثتيا- سوخو إيه خيدلير                         |  |  |  |  |  |  |  |  |  |  |  |  |  |  |  |
|  |                                                                                      |  |  |  |  |  |  |  |  |  |  |  |  |  |  |  |
|  |                                                                                      |  |  |  |  |  |  |  |  |  |  |  |  |  |  |  |
|  | 25. إيزابيل ماريا خيدلير ريبييا                                                      |  |  |  |  |  |  |  |  |  |  |  |  |  |  |  |
|  |                                                                                      |  |  |  |  |  |  |  |  |  |  |  |  |  |  |  |
|  |                                                                                      |  |  |  |  |  |  |  |  |  |  |  |  |  |  |  |
|  | 6. فيليثيانو بالاثيوس دي أجيري إيه أريثتيا- سوخو إيه خيل دي أراتيا                   |  |  |  |  |  |  |  |  |  |  |  |  |  |  |  |
|  |                                                                                      |  |  |  |  |  |  |  |  |  |  |  |  |  |  |  |
|  |                                                                                      |  |  |  |  |  |  |  |  |  |  |  |  |  |  |  |
|  | 26. فرانثيسكو خيل دي أراتيا                                                          |  |  |  |  |  |  |  |  |  |  |  |  |  |  |  |
|  |                                                                                      |  |  |  |  |  |  |  |  |  |  |  |  |  |  |  |
|  |                                                                                      |  |  |  |  |  |  |  |  |  |  |  |  |  |  |  |
|  | 13. إيزابيل ماريا خيل دي أراتيا إيه أجيري- بييليلا                                   |  |  |  |  |  |  |  |  |  |  |  |  |  |  |  |
|  |                                                                                      |  |  |  |  |  |  |  |  |  |  |  |  |  |  |  |
|  |                                                                                      |  |  |  |  |  |  |  |  |  |  |  |  |  |  |  |
|  | 27. ماريا روسا أجيري- بييليلا إيه لايا- موخيكا                                       |  |  |  |  |  |  |  |  |  |  |  |  |  |  |  |
|  |                                                                                      |  |  |  |  |  |  |  |  |  |  |  |  |  |  |  |
|  |                                                                                      |  |  |  |  |  |  |  |  |  |  |  |  |  |  |  |
|  | 3. ماريا دي لا كونثيبثيون بالاثيوس إي بلانكو                                         |  |  |  |  |  |  |  |  |  |  |  |  |  |  |  |
|  |                                                                                      |  |  |  |  |  |  |  |  |  |  |  |  |  |  |  |
|  |                                                                                      |  |  |  |  |  |  |  |  |  |  |  |  |  |  |  |
|  | 28. ماتيو بلانكو أنفنتي                                                              |  |  |  |  |  |  |  |  |  |  |  |  |  |  |  |
|  |                                                                                      |  |  |  |  |  |  |  |  |  |  |  |  |  |  |  |
|  |                                                                                      |  |  |  |  |  |  |  |  |  |  |  |  |  |  |  |
|  | 14. ماتيو خوسيه بلانكو إيه فيرنانديث دي أراوخو                                       |  |  |  |  |  |  |  |  |  |  |  |  |  |  |  |
|  |                                                                                      |  |  |  |  |  |  |  |  |  |  |  |  |  |  |  |
|  |                                                                                      |  |  |  |  |  |  |  |  |  |  |  |  |  |  |  |
|  | 29. خوسيفا فيرنانديث دي أراوخو إيه ريبييا                                            |  |  |  |  |  |  |  |  |  |  |  |  |  |  |  |
|  |                                                                                      |  |  |  |  |  |  |  |  |  |  |  |  |  |  |  |
|  |                                                                                      |  |  |  |  |  |  |  |  |  |  |  |  |  |  |  |
|  | 7. فرانثيسكا بلانكو دي إيريرا                                                        |  |  |  |  |  |  |  |  |  |  |  |  |  |  |  |
|  |                                                                                      |  |  |  |  |  |  |  |  |  |  |  |  |  |  |  |
|  |                                                                                      |  |  |  |  |  |  |  |  |  |  |  |  |  |  |  |
|  | 30. خوان أثينثيو دي إيريرا إيه أسكانيو                                               |  |  |  |  |  |  |  |  |  |  |  |  |  |  |  |
|  |                                                                                      |  |  |  |  |  |  |  |  |  |  |  |  |  |  |  |
|  |                                                                                      |  |  |  |  |  |  |  |  |  |  |  |  |  |  |  |
|  | 15. إيزابيل كلارا دي إيريرا إيه ليندو                                                |  |  |  |  |  |  |  |  |  |  |  |  |  |  |  |
|  |                                                                                      |  |  |  |  |  |  |  |  |  |  |  |  |  |  |  |
|  |                                                                                      |  |  |  |  |  |  |  |  |  |  |  |  |  |  |  |
|  | 31. باولا روسا دي ليندو إيه أوتشوا                                                   |  |  |  |  |  |  |  |  |  |  |  |  |  |  |  |
|  |                                                                                      |  |  |  |  |  |  |  |  |  |  |  |  |  |  |  |
|  |                                                                                      |  |  |  |  |  |  |  |  |  |  |  |  |  |  |  |

## سيرته الذاتية

### طفولته وشبابه
وُلد سيمون بوليفار في 24 يوليو 1783 في أحد منازل ميدان سان خاثينتو دي كاراكاس، المحاط بمسقط رأس بوليفار والمتحف البوليفاري. وقام الدكتور خوان فيليكس خيريث دي أريستيجيتا بتعميده في كاتدرائية كاراكاس، مانحًا إياه اسم سيمون خوسيه أنطونيو دي لا سانتيسيما ترينيداد دي لا كونثيبثيون، عقب الاتفاق مع والده.

#### سنواته الأولى

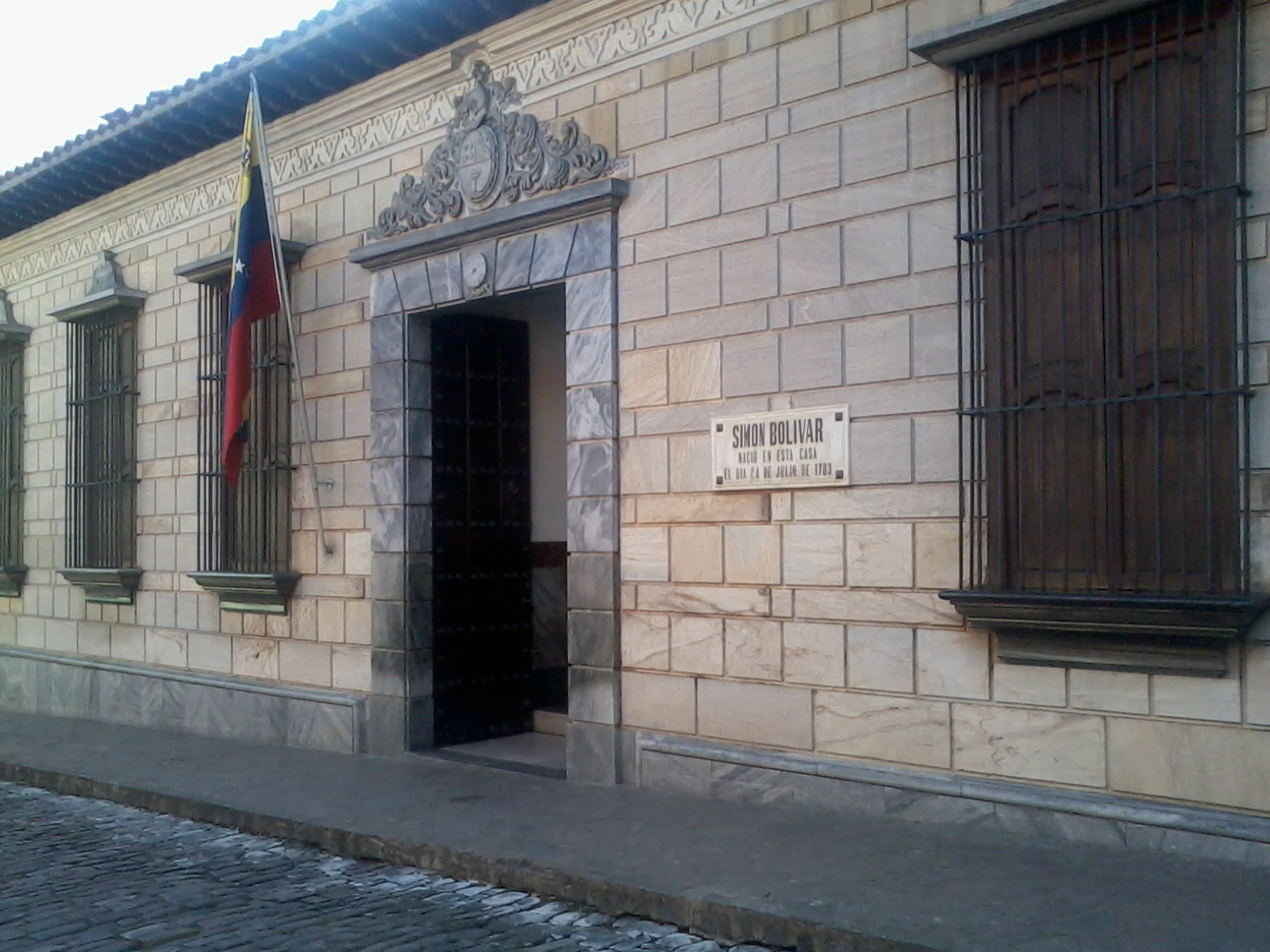
واجهة المنزل الذي وُلد به المحرر سيمون بوليفار.

في يناير عام 1786، وعندما أتم سيمون عامه الثاني، تُوفي والده بمرض السل، وبقيت والدته السيدة كونثيبثيون على رأس العائلة، مُوفية بكل طلبات العائلة حتى وفاتها. وكانت هي الأخرى قد أصيبت بالسل وسقطت مبكرًا، عقب المسؤوليات التي أُلقيت على عاتقها. وتُوفيت كونثيبثيون في 6 يوليو عام 1792، عندما كان يبلغ سيمون عامه التاسع، وكانت وقتها حذرة في وصيتها تجاه من يتحمل مسؤولية أبنائها. انتقل الأبناء بعد ذلك إلى معية جدهم لوالدتهم السيد فيليثيانو بالاثيوس ليتولى أمرهم، إلا أنه مرض كثيرًا بعد ذلك، وبدأ في إعداد وصيته لتسليم وصاية أحفاده إلى أخوالهم، ولكنه بالوقت نفسه، ترك لهم الاختيار مع إدراك كامل الاحترام لإرادتهم.
ومن جهته، وثّق سيمون بخاله السيد إستبين بالاثيوس إيه بلانكو، المتواجد بإسبانيا، إلا أنه كان يتوجب عليه الانتقال لمعية خاله السيد كارلوس بالاثيوس إيه بلانكو، والذي كان فظًا في كثير من الأحيان، وعلاقته بسيمون غير جيدة وكانت عقليته منغلقة، وكان يتوجب عليه الابتعاد بشكل مستمر عن كاراكاس لرعاية مصالحه ومتابعة أملاكه، وبدوره كان يترك ابن أخته في رعاية الخدم، وكان سيمون يدرس على حسابه في مدرسة كاراكاس العامة.
ووفقًا للمصادر والمعلومات التي تركها بوليفار في مراسلاته، فإنها من المفترض أن تكون طفولة سعيدة وآمنة ومليئة بالمناسبات العطرة والذكريات العائلية البارزة، مع تأثره ببيئته الأرستقراطية، وبوجه عام، تواجده داخل بيئة تتسم بالتوازن العاطفي والمؤثر.
وفي هذا الصدد، فإن هناك بعض القصص التي شاعت في فنزويلا، والتي كانت تقدم بوليفار على أنه طفلًا غامضًا ومزعجًا، وذلك نتيجة لبعض الكتاب الرومانسيين الذين اعتبروا أنه من غير المعقول نسب طفولة غير معبرة عنه، معتقدين، وتوافقًا مع موضة العصر، أنه من غير الجائز نبوغ رجل غير عادي من طفل عادي؛ ولكنهم بالوقت نفسه، برهنوا على أنه قد تم اختراع هذه القصص، وربما تم إقحامها في قصص التاريخ عبر المؤرخ والصحفي أريستيديس روخاس، معتبرين إياه بمثابة قاصًا ممتازًا، إلا أنه في الوقت نفسه، اعتاد على استخدام مخيلته في كثير من الأحيان لملأ الفراغات الوثائقية غير الموثقة بقصصه.

#### تعليمه
لم يُعطِ أداء بوليفار المدرسي بالمدرسة مؤشرًا جيدًا بمدرسة كاراكاس العامة، التي كان يديرها مجلس المدينة، حيث عملت بشكل سيئ بسبب نقص الموارد والتنظيم. وفي ذلك الوقت، كان سيمون رودريجيث معلمًا لبوليفار في هذه المدرسة، وبدوره فكر خاله كارلوس في إرساله ليعيش معه لعدم قدرته على رعايته بشكل كامل، تزامنًا مع اعتراض ابنة أخته ماريا أنطونيا على تعليمه وعدم تلقيه الاهتمام بشكل كافٍ. وتجنبًا لمبدأ العيش مع معلمه، هرب سيمون من منزل خاله في 23 يوليو 1795 ليلجأ إلى منزل شقيقته ماريا أنطونيا، التي احتضنته مؤقتًا إلى حين حل قضيته في المحكمة الملكية في كاراكاس، والتي قضت بعودة سيمون إلى حضانة خاله.
حاول سيمون المقاومة، إلا أنه اقُتيد بالقوة من منزل شقيقته حتى مسكن معلمه. ولم تكن الظروف التي عاش فيها مع معلمه مثالية، بل كان عليه مشاركة عشرين شخصًا لمنزل غير مؤهل لذلك، إلا أن سيمون لاذ بالفرار أكثر من مرة، وكان يعود بأمر قضائي. وبعدها بفترة قصيرة، استقال رودريجيث من وظيفته للسفر إلى أوروبا؛ وبدورها قضت المحكمة بنقل سيمون إلى أكاديمية الرياضيات، والتي كان يديرها الأب أندوخار، والذي كان يعمل بمنزل خاله كارلوس.
وبعد ذلك، تحسن تعليم بوليفار بالأكاديمية نوعيًا وكيفيًا، وأتمها بدروس التاريخ وعلم أوصاف الكون الذي درسها مع السيد أندريس بيو، حتى التحاقه بكتيبة الميليشيات بأودية أراجوا في 14 يناير 1797. وبهذا، يتجاوز بوليفار الاعتقاد الخاطئ بتواجده في المدرسة الملكية في سوريثي بإقليم تارن بجنوب فرنسا.

#### زواجه

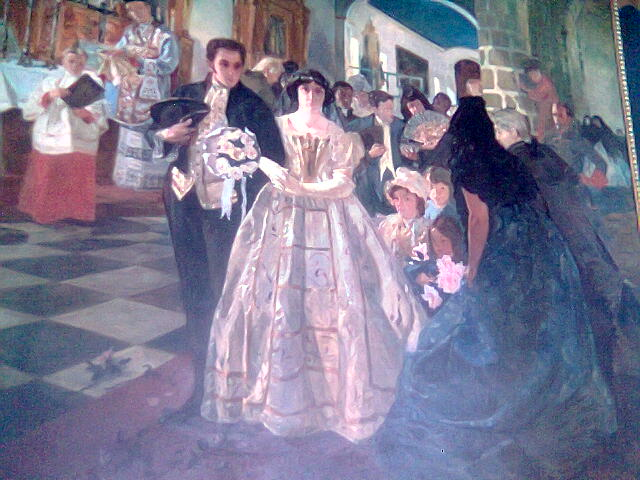
سيمون بوليفار مع زوجته ماريا تيريزا 1802.

أُرسل بوليفار إلى إسبانيا في عمر ال15 لإكمال دراسته. وفي عام 1800، تعرف إلى ماريا تيريزا خوسيفا خواكينا رودريجيث ديل تورو ألايثا في مدريد، عندما كان في السابعة عشرة من عمره، بينما كانت ماريا تيريزا في سن العشرين. وفي أغسطس عام 1800، قبلت ماريا تيريزا الخطبة إلى سيمون بوليفار، وعقدا الزواج في 26 مايو 1802 في مسرح قصر دوق فراياس، حيث كانت كنيسة سان خوسيه بمدريد؛ حيث كان بوليفار بعمر ال18، بينما ماريا تيريزا بعمر ال21. وبعدها بعشرين يومًا، انتقلا إلى لا كورونيا.
وفي 15 يونيو 1802، انتقلا الزوجان إلى كاراكاس، واستقرا في لا جوايرا، والتي تقع في شمال وسط فنزويلا، وعلى بعد 30 كم من كاراكاس. وبعد إقامة قصيرة في كاراكاس، انتقلا إلى المنزل الكبير لبوليفار في سان ماتيو. وأعقب ذلك، إصابة ماريا تيريزا الحمّى الصفراء أو ما يُعرف بالملاريا، ليعود الزوجان إلى كاراكاس، حيث تُوفيت زوجته في 22 يناير 1803، لينتهي الزواج الذي استمر لمدة ثمانية أشهر على الأكثر. وقرر بعدها بوليفار تكريس وقته للسفر، ليخفف من حدة الألم الذي ألَّم به عقب وفاة زوجته. وأقسم وهو في هذه الحالة ألا يتزوج مرة أخرى، وعلى الرغم من مروره بالعديد من قصص العشق، إلا أن بوليفار أتم كلمته.

#### رحلته الثانية إلى أوروبا

قسم بوليفار في مونتي ساكرو في روما.

في نفس العام الذي تُوفيت به زوجته، سافر بوليفار إلى باريس، حيث تخصص برفقة معلمه سيمون رودريجيث في قراءة الكلاسيكيات، مع إبرازها في مختلف مجالات المعرفة العالمية. ثم سافر بعدها إلى إيطاليا برفقة رودريجيث، وكلاهما كانا حاضرًا في حفل تتويج بونابرت في ميلانو، بوصفه ملكًا لإيطاليا في 26 مايو 1805. وفي 15 أغسطس 1805، عقد بوليفار قسم مونتي ساكرو في روما وأقسم بتحرير بلاده من الاحتلال الإسباني. وفي 1806، عاد إلى فنزويلا لعقد بعض المفاوضات العائلية لحشد الجهود للقضية الثورية.

## حياته العسكرية

### أحداث سبقت الاستقلال
سببت الضغوط التي مارسها نابليون، طيلة عام 1808، سلسلة من الأحداث التي أدت إلى تفاقم الوضع الإسباني الخطر بالفعل، حيث تنازل الملك كارلوس الرابع عن العرش لابنه فريناندو في 19 مارس 1808 عقب أحداث التمرد والانقلاب بأرنخويث. وفي وقت لاحق في 5 مايو 1808، انتهت الكارثة عقب تخلي كارلوس الرابع وابنه جبريًا عن العرش لنابليون في بايون، وتعيين شقيقه جوزيف بونابرت كملكًا جديدًا على إسبانيا. وأثار ذلك ردة فعل شعبية في إسبانيا، والذي تسبب فيما يُعرف اليوم بحرب الاستقلال الإسبانية، وتم تشكيل المجالس الإقليمية على حد سواء بالأمريكتين وإسبانيا لدعم الكفاح ضد الغزاة الفرنسيين لاستعادة العرش، ممثلًا في العاهل الشرعي.

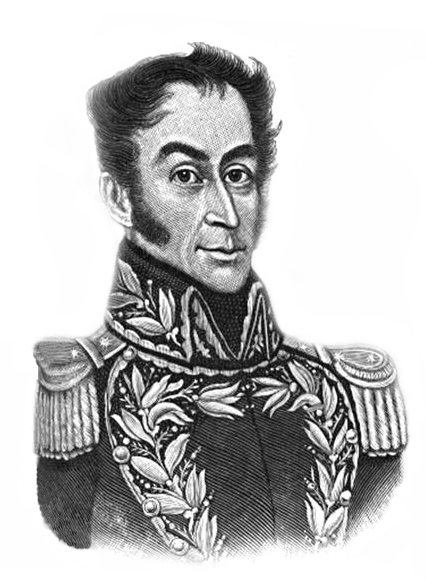
بورتريه للجنرال بوليفار في ثيابه العسكرية.

وعلى الرغم من ذلك، فإنه كان يُتحدث في المجالس الأمريكية وبحماس شديد عن المجلس الشعبي بقادس، وكانت السلطات الإسبانية تنظر بعين الريبة إلى معظم هذه المجالس وتشتبه بأنهم مواليين للفرنسيين، حيث أنهم لم ينسوا العديد من الأحداث مثل واقعة أنطونيو نارينيو في بوغوتا ونشره لكتاب حقوق الإنسان، ولا مؤامرة مانويل جوال وخوسيه ماريا إسبانيا، ولا الحملات العسكرية الفاشلة في فنزويلا لفرانثيسكو دي ميراندا.
ولكنهم بالوقت نفسه، اعتبروا أن لهذه المجالس الحق في محاكاة نظرائها في شبه الجزيرة، حيث أنه تم اعتبار السيادة الإسبانية جزءًا أساسيًا لا يتجزأ من إسبانيا، وأن هذه الأراضي ليست فقط مستعمرات.
ومع مرور الوقت، تشكلت فرقتان متابينتان نتيجة للمناقشات السياسية وعدم الاستقرار الدولي: كانت الفرقة الأولى ممثلة في الجيش الملكي في أمريكا بقيادة خوان دي كاساس، والذي أطلق على نفسه اسم الواقعيين، الذي أراد مواصلة تبعيته المباشرة للعاهل الإسباني؛ فيما كانت الفرقة الثانية بقيادة الوطنيين الراغبين في تأسيس مجلس محافظين باستقلالية كاملة تشبه المجالس المحلية في إسبانيا، ولكن دون الحفاظ على مزيد من الروابط معها، ولكنهم اختلفوا في الاعتراف الرسمي بفيرناندو السابع بصفته السيادية، رغبة منهم في محاكاة المثال البرازيلي الذي يُحكم من براجنزا، مع استقلاله ذاتيًا عن البرتغال.
وفي منتصف عام 1807، عندما عاد بوليفار إلى كاراكاس، وجدها مدينة غارقة في جو من الاضطراب الاجتماعي والسياسي الكبير، حيث كان يحكمها شخصيات مؤقتة تحت إشراف القائد الإسباني الزائر الوصي على العرش، خواكين دي موسكيرا إيه فيجيروا، والذي كان يثير امتعاض مجتمع كاراكاس. وفي الوقت ذاته، كان يشكل بيئة غير مواتية لمواجهة الأزمات، وكان مسببًا مساعدًا على ترسيب الأحداث لصالح حروب الاستقلال.
وقد كانت عودة بوليفار إلى كاراكاس عن اقتناع تام للحاجة الملحة إلى استقلال أمريكا، حيث اشترك في اجتماعات وطنية عدة للتآمر على السلطات الإسبانية، وعمل جاهدًا على إقناع أقاربه وأصدقائه بأنه الخيار الأمثل، عدا شقيقه خوان بيثنتي، إلا أنه لم يستطع إنجاز ذلك بسهولة، حيث أن الأخبار كانت تصل من أوروبا بشكل متأخر جدًا وبالقليل من التفاصيل، حيث عرف الشعب هذه الأحداث فقط بشكل عام وغير دقيق، مما جعله غير قادر على تقييم الوضع.

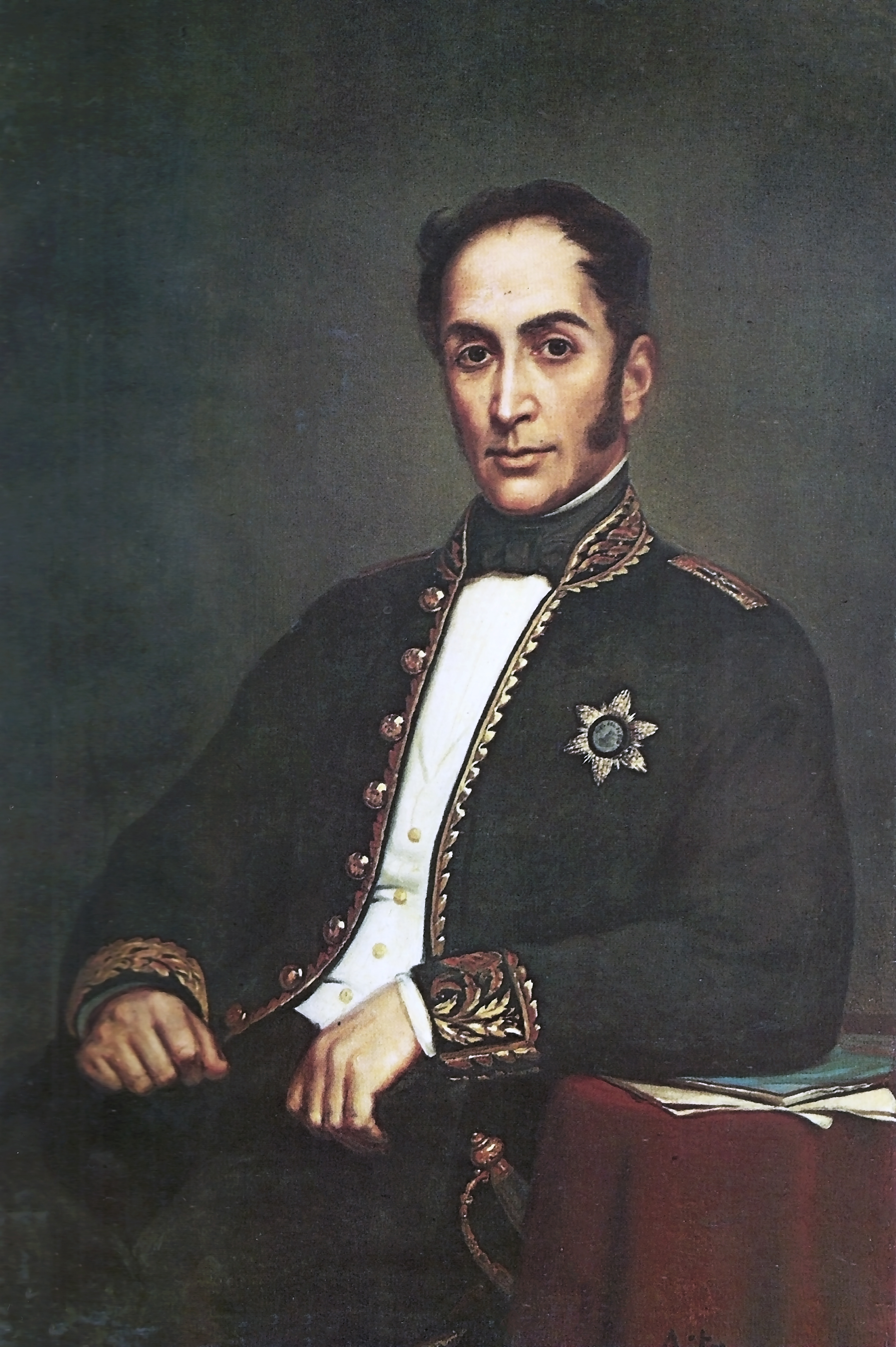
لوحة للمحرر بوليفار الدبلوماسي.

ولكن فجأة ودون سابق إنذار، تغيرت الأمور خلال أيام قليلة، وتسببت سلسلة من الأحداث المتلاحقة في إحداث هزة عنيفة في كاراكاس. ففي أوائل يوليو 1808، تلقى خوان دي كاساس، الحاكم المسؤول عن كاراكاس، نسختين من صحيفة ذي تايمز اللندنية اليومية، والذي أرسلهم حاكم ترينيداد في وقت سابق إلى حاكم كومانا، واللاتي تناولن خبر التنازل عن عرش إسبانيا لصالح نابليون.
وبدورها، حاولت السلطات التكتم على الأمر قدر المستطاع خشية دق ناقوس الخطر الاجتماعي، ولكن مع وصول المركب الفرنسية لو سربن إلى ميناء لا جوايرا في 15 يوليو 1808 مع عدد من المفوضين المبعوثين من قبل نابليون أكدت الأخبار وأحبطت الخطة. وقدم أحد الضباط الفرنسين وثيقة رسمية للحاكم كاساس، والتي أكدت الأخبار السيئة التي تناولتها ذي تايمز، بينما تم تداول الوضع في الحكومة، وبدأ السكان مذعورين جراء وصول الفرنسيين، الذين أذاعوا خبر زوال الملكية التقليدية على نطاق واسع في العديد من الصحف والمطبوعات.
كانت ردة الفعل الشعبية مفعمة بالغضب والسخط، وازداد الوضع سوءًا عندما قام قائد فرقاطة إنجليزي يُدعى بيفر بالنزول في لاجوايرا، عقب تتبعه لـ لو سربن، دون إلقاء القبض عليه، ليُخبر الحاكم كاساس والشعب بإن الصراع في إسبانيا لرفض الفرنسيين لا يزال مستمرًا، وأن نابليون لم يسيطر على الوضع بعد. وأسهمت هذه الضجة في توجه أفراد المجتمع في اتجاهين، تمثل أولهما في بوليفار الذي أراد إعلان الاستقلال؛ فيما تشكل الآخر من شعوب الكريول، الذين أرادوا الحفاظ على إخلاصهم وولائهم للملك فيرناندو السابع.
وفي 11 يناير 1809، وصلت إلى كاراكاس بعض المراسلات الرسمية للإعلان عن إنشاء المجلس المركزي الأعلى لإسبانيا وجزر الهند، والتي انتهت بنقلها إلى إشبيلية في أبريل 1809، وبعدها بثلاثة أيام، وصل إلى فنزويلا المشير بيثنتي إمباران، ليكون القائد الأعلى لفنزويلا وحاكم كاراكاس. وقد أعطى وصوله منظورًا جديدًا فيما يخص الوضع السياسي، حيث أُثيرت بعض الشائعات حول علاقته ومدى تأييده للفرنسيين، واتهامه في رغبته الانخراط مع السكان.
ولعدم القدرة على تحقيق قدرًا كبيرًا من المصداقية، قرر أعضاء مجلس كاراكس، في 19 أبريل 1810، إنشاء مجلس كاراكاس العسكري الأعلى، المخول بالحفاظ على حقوق الملك فيرناندو السابع، وانتهى الأمر بالتوقيع على بيان استقلال فنزويلا وإعلان دستور الجمهورية الأولى لفنزويلا في 5 يوليو عام 1811. وعقب ثورة 19 أبريل 1810، أُجبر القائد العام لفنزويلا، بيثنتي إمباران، على التخلي عن سلطاته لصالح هذا المجلس، مع طرد الموظفين الإسبان من مناصبهم وترحيلهم إلى إسبانيا. وبعد فترة وجيزة، وبعد أن تم الكشف عن الحقائق، تم الإعلان عن فرض الحصار على سواحل فنزويلا، ولكن بعد فوات الأوان، حيث كان من غير الممكن إيقاف عملية الاستقلال. فيما قررت بقية المجالس الأمريكية حذو نفس طريق كاراكس.
وكانت أصداء بيان الاستقلال على الطبقة الأرستقراطية مخيبًا للآمال، حيث كانت هي الطبقة ذاتها التي ينتمي لها بوليفار، والتي كانت تسعى دومًا إلى الحفاظ على سلطتها وأملاكها ومنع الفئات الفقيرة من الهنود والعبيد السود من المس بممتلكاتها.

### بعثته إلى لندن

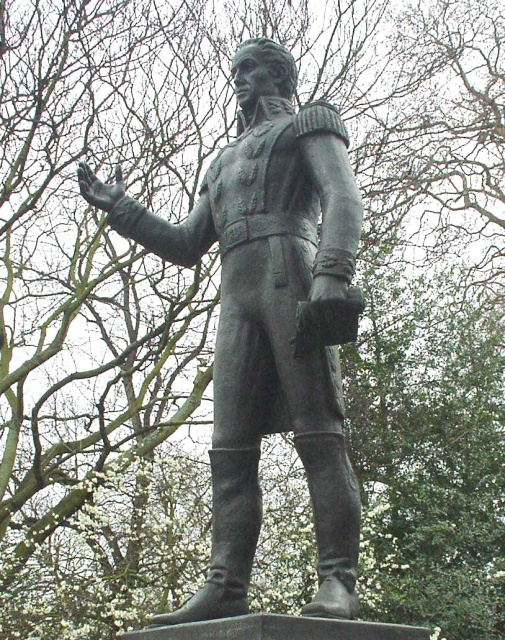
تمثال بوليفار بميدان بيلجريف بلندن.

بدأ نظام الحكومة الجديد في خلق آفاق جديدة في شتى المجالات. ووصلت أخبار ما حدث في كاراكاس إلى الأدميرال توماس ألكسندر كوكرين، قائد القوات البحرية البريطانية بمنطقة الكاريبي، الذي رغب في إخبار لندن بما حدث، واضعًا الحراقة ويلنجتون تحت أمر مجلس كاراكاس في حالة رغبتهم في إرسال وفد إلى لندن.
وهكذا، أُرسل العقيد بوليفار إلى إنجلترا برفقة كل من أندريس بيو ولويس لوبيث مينديث في بعثة دبلوماسية مع تعليمات بالتقدم بطلب الحصول على الدعم البريطاني للمجلس نيابة عن الملك فيرناندو السابع، مستفيدين من الوضع الراهن في إسبانيا والتحالف القائم بين إسبانيا وبريطانيا العظمى، اللاتي تركن خلافاتهم التاريخية جانبًا، أمام الخطر الذي يمثله نابليون لكليهما.

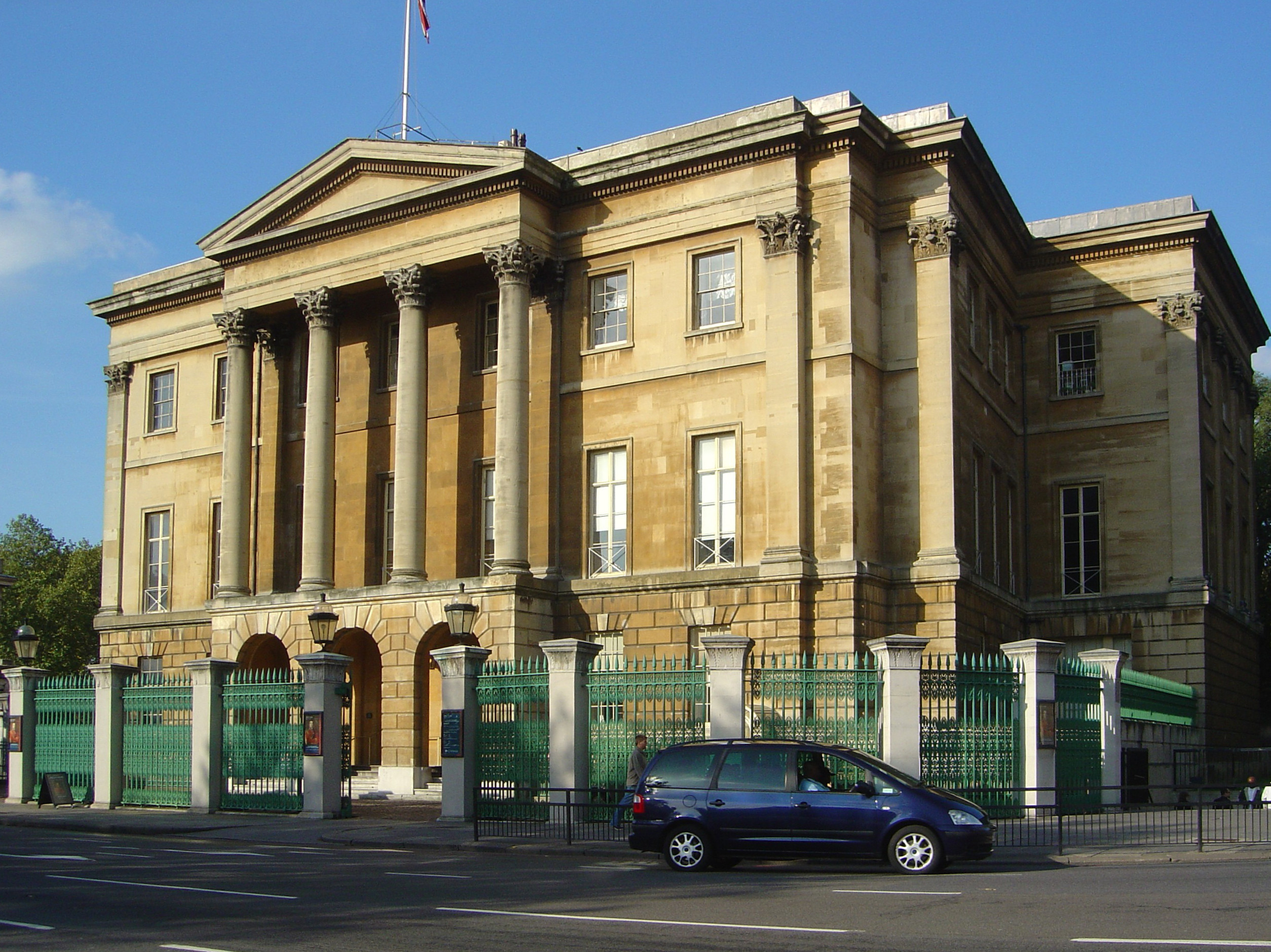
أبسلي هاوس، مقر متحف ويلنجتون.

تزامنت وصول البعثة الدبلوماسية إلى لندن مع تقديم بريطانيا العظمى مساعدات عسكرية لإسبانيا ورفض فنزويلا لسلطة مجلس الوصاية الإسبانية، وهو بدوره ما أعطى طابعًا بعدم الارتياح خلال هذه الفترة. وعلى الرغم من ذلك، فقد ارتأى القائد ويلزلي أنه من المناسب استقبال الوفد في مسكنه الخاص، أبسلي هاوس، خوفًا من قيام أعضائها باللجوء إلى نابليون طلبًا للمساعدة، وفي الوقت نفسه، لاستغلال الفرصة للتعرف على المخططات الفنزويلية.
كان الموقف البريطاني واضحًا للغاية منذ البداية، ملمحًا للوفد أنه من المستحيل تقديم الدعم السياسي لفنزويلا في تلك اللحظات، وفي محاولة للضغط على إسبانيا لتركهم التعامل بحرية مع مستعمراتها، ومن جهتهم، حاول البريطانيون تحويل المفاوضات نحو اتفاقيات تجارية أكثر تماشيًا مع مصالحهم.
وبالرغم من عدم قدرتهم على استيفاء كل أهدافهم، إلا أنهم استطاعوا تحقيق بعض الالتزامات الهامة، عقب لقاءهم القائد فرانثيسكو دي ميراندا في لندن، والذي بدأ معه بوليفار بعض المشاورات لضمان مشاركته الملموسة في المفاوضات عبر اتصالاته الشخصية. وبذلك، تحقق لبوليفار التواطؤ الإنجليزي السري والانفتاح التجاري وإمكانية ضغط إنجلترا على إسبانيا لتقوية وتحسين المصالح الفنزويلية.

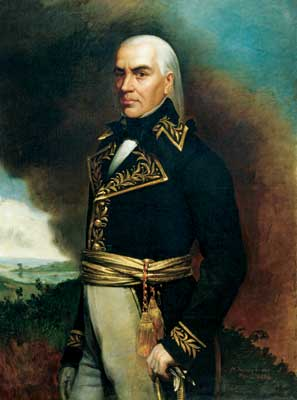
فرانثيسكو دي ميراندا، الرئيس الثالث لفنزويلا.

### بوليفار خلال الجمهورية الأولى
عقب الاتفاق مع الإنجليز على وجود ممثل دائم لهم في لندن، امتطى بوليفار الفرقيطة شفير، وصولًا إلى لا جوايرا في 5 ديسمبر 1810. وبُذلت الجهود الرامية لعودة ميراندا، والذي وصل بالفعل إلى فنزويلا على متن المركب أفون في 10 ديسمبر 1810، حيث أُقيم له حفل استقبال رسمي بارد من قبل مجلس كاراكاس العسكري الأعلى، والذي منحه رتبة فريق.
وسرعان ما بدأت الصراعات بين ميراندا والرئيس العسكري للحكومة، الماركيز ديل تورو، لعدم قدرته السيطرة على حملات تمرد كورو، التي قادتها القوات الموالية للمجلس الأعلى لكاراكاس ضد مدينة كورو، التي رفضت الاعتراف بشرعية مجلس كاراكس بوصفه وصيًا على عرش القبطانية العامة لفنزويلا خلال فترة غياب الملك، مع الاعتراف بمجلس قادس. وفي الوقت نفسه، فإن الظروف السياسية في كاراكاس أدت إلى ظهور بعض المنظمات مثل الجمعية الوطنية الثورية، التي أسسها ميراندا عام 1811، والتي كانت بمثابة نوع من الجمعيات المستقلة التي تعمل بوصفها منتدى للنقاشات السياسية، التي يتم الإعلان عن نتائجها في منشور خاص يحمل اسم الباتريوتا دي فنزويلا.
كان بوليفار عضوًا هامًا في هذه الجمعية، التي شاركت بشكل فعال في التحركات اللاحقة التي حدثت في 5 يوليو 1811 للتصديق على إعلان الاستقلال، والذي دافع عن المواقف المعارضة لدستور 21 ديسمبر 1811، والذي اُعتبر نسخة حرفية من المعمول به في الولايات المتحدة، والذي لم يتماشى مع ظروف فنزويلا في تلك اللحظات.
في 13 أغسطس 1811، حققت قوات ميراندا نصرًا على المتمردين في بلنسية، الذين حاولوا استرداد امتيازات عاصمتهم السابقة. وبدأت حياة بوليفار العسكرية انطلاقًا من هذا الحدث، حيث قاد هجومًا على أحد المواقع المحصنة، والتي برهنت على حياته العسكرية البارزة. لذلك، منحه ميراندا رتبة عقيد، وأرسله للإعلان عن الانتصار ضد حكومة كاراكاس.
وبعد فترة وجيزة، بدأ يعلو شأن بوليفار وبدأ بتنفيذ توجيهات ميراندا في أودية أراجوا، ثم أقنعه بعد ذلك القائد الأعلى للقوات العسكرية الجمهورية بقبول رتبة مقدم في الأركان العامة، وعينه قائدًا عسكريًا على مدينة بويرتو كابييو، الحصن الرئيسي لفنزويلا، والذي يُعد نقطة عسكرية رئيسية لخصاله المتماشية مع الميناء والترسانة والسجن العسكري ونقطة دعم وتحكم رئيسية في المنطقة. وهكذا، ظل سجناء الحرب محتجزين في قلعة سان فيليب، والتي كانت في الوقت نفسه جزءًا كبيرًا من الترسانة العسكرية الجمهورية.
وعلى الرغم من كونه مخالفًا لقواعد الأمن العسكري، إلا أنه احتل وضعًا خاصًا، إلا أن ميراندا أمر بنقل السجناء إلى مكان آخر، إلا أن هذه العملية قد باءت بالفشل ولم تكتمل مطلقًا، وكانت مسببًا رئيسيًا في سقوط بويرتو كابييو، إضافة إلى قلة الخبرة العسكرية لبوليفار. وقد تمكن السجناء من أخد الحراس والسيطرة عليهم بفضل خيانة أحد الضباط الذي قاموا برشوته، واستطاعوا السيطرة على قلعة سان فيليب وبدأوا بقصف بويرتو كابييو.
حاول بوليفار استرداد الحامية خلال ستة أيام من القتال مع القوات التي تمكنت من السيطرة عليها، والتي على ما يبدو أنها لم تتجاوز أربعين قوة عسكرية، ولكن كان الوضع غير مواتٍٍ؛ فلم يستطع قصف القلعة لقلة نطاق قذف المدفعيات، فيما بدأت قوات القائد الإسباني دومينجو مونتي دي بيردي بقذف المدينة، وعقب محاولات فاشلة لشن هجوم مباشر على القلعة، قرر بوليفار ترك الساحة بحرًا، وبالكاد تمكن من الهرب.
ورجح هذا الحدث، جنبًا إلى زلزال فنزويلا 26 مارس 1812، كفة المواليين للملكية الإسبانية. وعلى الرغم من اعتقاد البعض مقدرتهم على مواصلة القتال، استسلم ميراندا في 26 يوليو 1812، وبقرار من كونغرس فنزويلا الوطني الأول 1811 وفقًا لمعاهدة لا بيكتوريا، الذي أقر بعودة السيادة الإسبانية على فنزويلا مجددًا.
وفي 30 يوليو 1812، وصل ميراندا إلى لا جوايرا، واضعًا في نيته البقاء السفينة الإنجليزية سفير وسط بيئة يعرف القليل منها أن المفاوضات مع مونتيبيردي قد بدأت بقرار من الكونغرس، وليس وفقًا لرغبات ميراندا، في الوقت الذي شعر فيه الكثير من الضباط الجمهوريين بالخيانة.
ولذلك، عندما استضاف القائد الميداني العقيد مانويل ماريا كاساس ميراندا في منزله، تقابل مع مجموعة كبيرة من الشخصيات، من بينهما السيد ميجيل بينيا وسيمون بوليفار، والذين أقنعاه بالبقاء لليلة واحدة على الأقل في منزل كاساس. وفي الساعة الثانية من فجر اليوم التالي، عندما كان ميراندا مستغرقًا في النوم، دخل كل من كاساس وبينيا وبوليفار إلى غرفته مع أربعة جنود مسلحين، وجردوه بحذر من سيفه ومسدسه، وقاموا بإيقاظه بغلظة وأمروه بارتداء ثيابه، ثم أخذوه مكبلًا وسلموه إلى القائد الإسباني مونتيبيردي.
وفي مقابل هذه الخيانة، سلم الإسباني فرانثيسكو أنطونيو دي يوتوربي إيه إيريث وثيقة المرور الآمن إلى خارج البلاد إلى بوليفار، عقب معروفه الذي أداه لمونتيبيردي. وارتاى القائد الإسباني أن ما حدث من تسليم ميراندا يُعد خدمة جلية للدولة الإسبانية، قائلًا: «يجب عليّ تلبية طلب العقيد بوليفار، كمكافأة له على خدماته المقدمة إلى ملك إسبانيا نظير تسليم ميراندا».

### بيان كارتاخينا

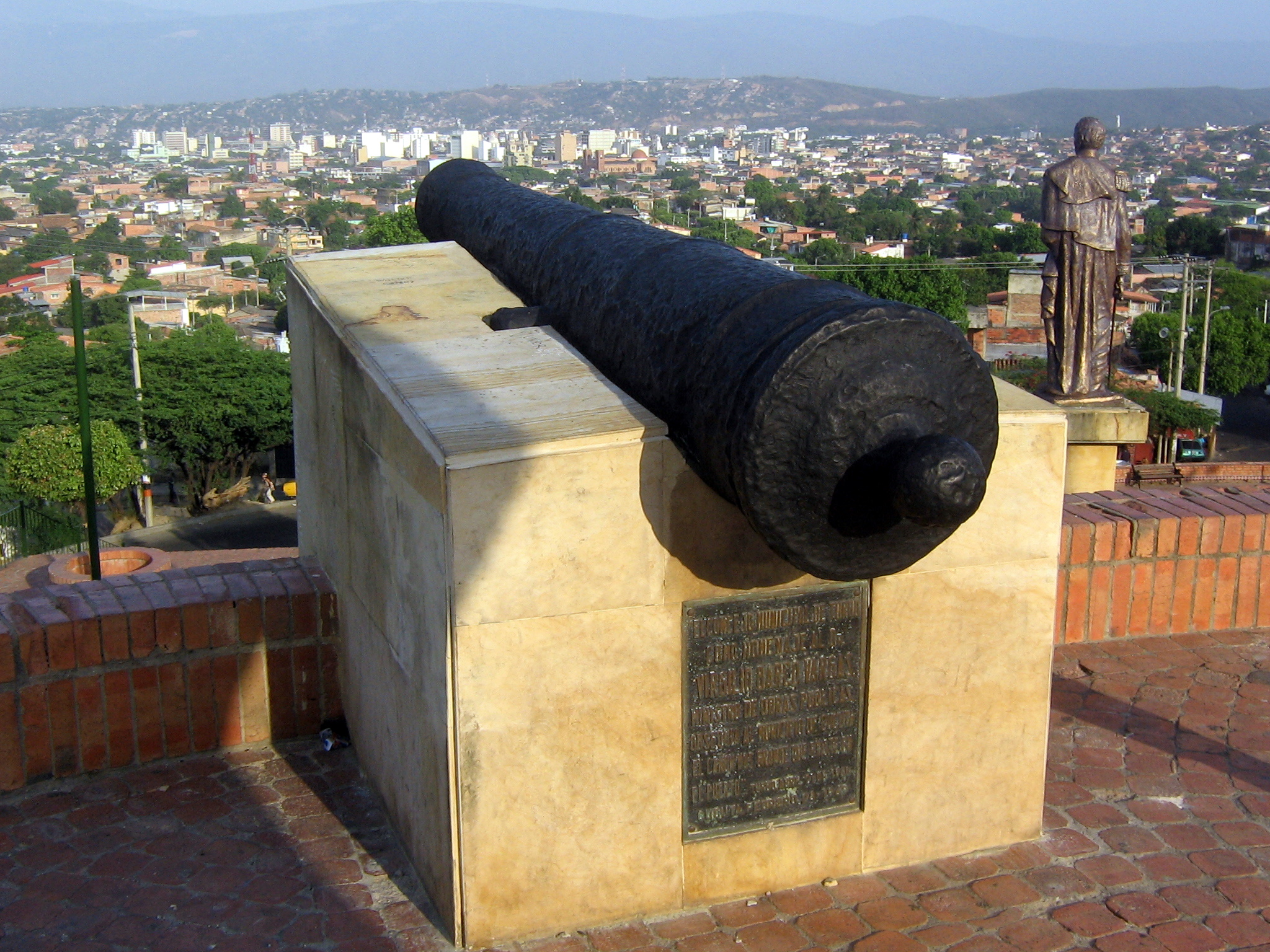
من أثار معركة كوكوتا.

سمح مونتيبيردي لبويلفار الانتقال إلى جزيرة كوراساو المحتلة من قبل البريطانيين على متن المركب الشراعية الإسبانية خيسوس في 27 أغسطس 1812. وصحبه كل خوسيه فيليكس ريباس وبيثنتي تيخير ومانويل دايث كاسادو، الذي ظل لفترة قصيرة.

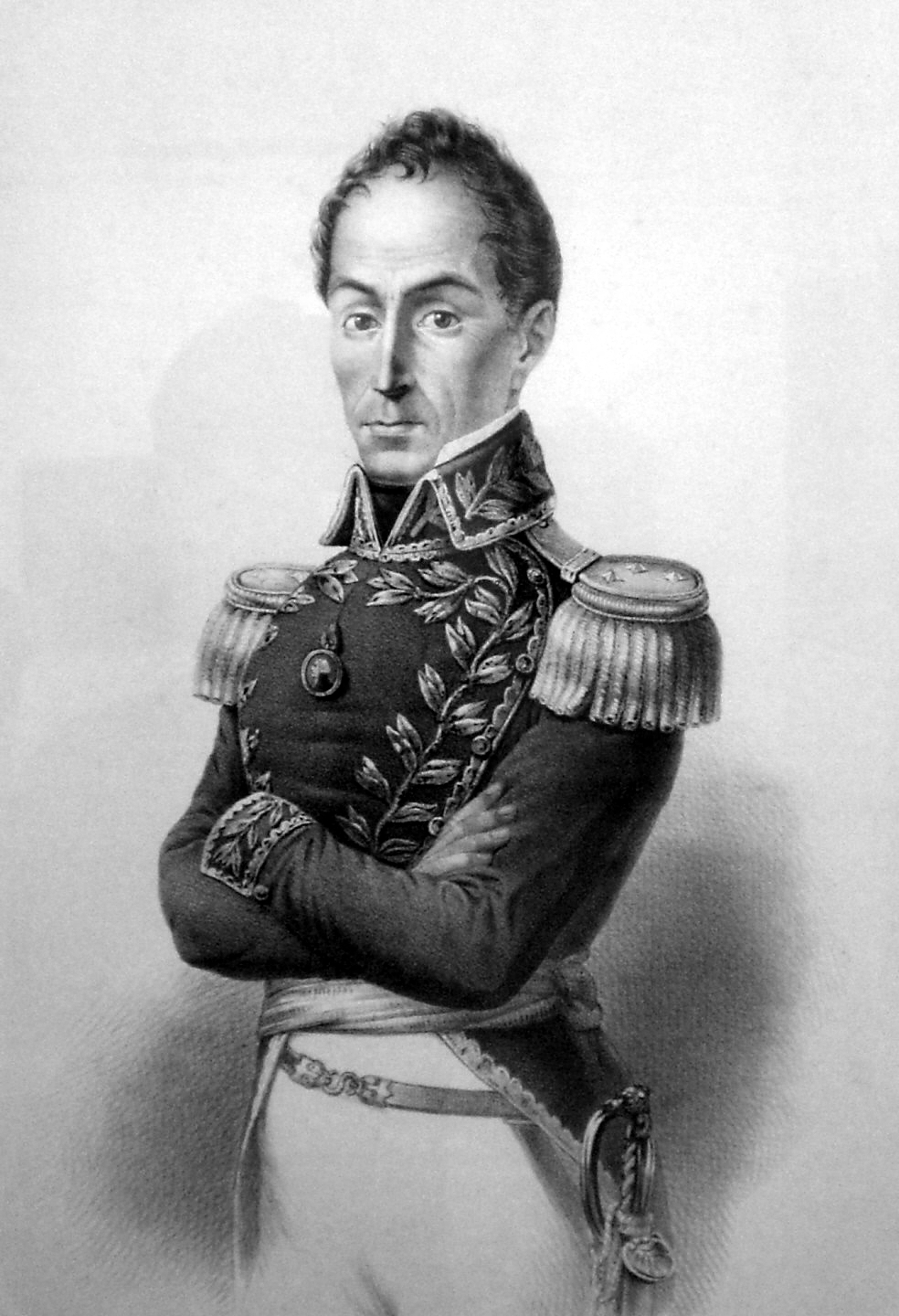
طباعة حجرية لسيمون بوليفار.

انتقل بوليفار بعد ذلك إلى كارتاخينا دي إندياس بغرناطة الجديدة، التي أصبحت في ما بعد كولومبيا، حيث بدأت عملية الاستقلال في 20 يوليو 1810، وأدت إلى تشكيل العديد من المجالس العليا التي تنافست فيما بينهما. وانطلاقًا من هذا المنظور، قام بوليفار بكتابة مخطوط أُطلق عليه بيان كارتاخينا السياسي في 15 ديسمبر 1812، الذي أعقب سقوط الجمهورية الفنزويلية الأولى، حيث أكد أن انقسام شعب فنزويلا هو الذي أعادها إلى العبودية، متناولًا وبقدر كبير من التفصيل والدقة والمسؤولية أسباب هذه الخسارة القارية في الحقول السياسية ووالعسكرية والاقتصادية والاجتماعية، والحث على عدم ارتكاب هذه الأخطاء مجددًا في غرناطة الجديدة، حيث أن فنزويلا لا زالت تعاني جراء هذا الأمر.
وكانت الوثيقة التي كتبها القائد والمُحرر الأمريكي اللاتيني سيمون بوليفار، في إطار رغبته في فنزويلا وكولومبيا وانعتاق شعبيهما قد مثلت فكره، إضافة إلى تحذيره بشكل عام من عدم تكرار الأخطاء ورغبته بكسب كولومبيا الحالية واستحضاره للدعم في محاولة منه في تحرير وطنه. ويشير هذا البيان إلى مفهوم عما يجب أن تكون عليه أية حكومة جيدة وواجبها بتحقيق أكبر قدر من السعادة لشعبها. وكان هذا هو التحدي الذي على الشعب الفنزويلي مواجهته والسبب الذي أدى إلى قيام ثورته. وذكر بوليفار في البيان المشكلات المستعصية آنذاك التي أدت إلى صدوره، ومنها على سبيل المثال لا الحصر، عدم وجود حكومة مركزية؛ وضعف البلاد في مواجهة العدو الخارجي؛ ومساوئ الانهيار الأخلاقي الذي ساد في صفوف القوات الأجنبية؛ وعدم وجود جيش وطني نظامي شامل؛ ومسألة الإفلات مِن العقاب من الجرائم؛ والتأثير السلبي لرجال الدين آنذاك حيال التحرر من الهيمنة الأجنبية والخضوع له والأنظمة التابعة للمستعمر؛وطبيعة الدستور الفنزويلي والمعارضة والقوات المسلحة، إضافة إلى الحالة الاقتصادية الحرجة التي أرخت بظلالها القاتمة على شعبهم. وأيضًا اقترح في هذا البيان وضع صيغ للمساعدة في معالجة الانقسامات مع تعزيز اتحاد شعوب أمريكا لتحقيق الهدف المشترك المتمثل في الاستقلال.
وبعد فترة وجيزة من وصوله، طلب بوليفار من حكومة كارتاخينا الاستعانة بخدمات فرقها، وبدورها منحته قيادة حامية مكونة من سبعين رجلًا في بلدة بارانكاس، والتي مهدت لبداية بزوغ هيبته العسكرية مستقبلًا.
في بداية الأمر، اعتمد بوليفار على مغامر فرنسي يُدعى بيير لاباتو، ولكن خلافًا لأوامره، قرر بوليفار أخذ المبادرة مشنًا حملة لتدمير جموع الجيوش الموالية للملكية الإسبانية، التي كانت على ضفاف نهر ماجدالينا، مع زيادة تدريب قواته العسكرية. ونتيجة لهذه الحملة، تمكن من تحرير العديد من بلدات ماجدالينا مثل تنريفي والجوامال والبانكو وتامالاكي وبويرتو ريال دي أوكانيا، إضافة إلى تمكنه من هزيمة مختلف عصايات الجيش الملكي الموالي التي تشغل المنطقة، وانتهى الأمر باحتلال أوكانيا.
وأمام هذه الانتصارات، طلب العقيد مانويل ديل كاستيو، القائد العام لبنبلونة، مساعدة بوليفار لوقف تهديد الجيش الملكي لهم دخوله عبر فنزويلا. وكان لزامًا على بوليفار طلب الإذن من حكومة كارتاخينا للتدخل في أراضي حكومة المقاطعات المتحدة الفنزويلية. وعندما أعطوه مراده، وصل بوليفار إلى الحدود مع فنزويلا عبر معركة كوكوتا في 28 فبراير 1813، في هجوم ضد القوات الإسبانية، والتي بدورها منحته الجدارة الكافية أمام الكونغرس والحكومة لإعطاءه مواطنة الاتحاد، إضافة إلى منحه رتبة العميد المسؤول عن فرقة كوكوتا.
ومن فبراير إلى أبريل 1813، كان عليه البقاء في كوكوتا موقوفًا على خلفية عقبات قانونية ولخلافات مع كاستيو، الذي بدأ يراه من منظور مشبوه لرغبته تحقيق رغباته وصولًا إلى فنزويلا. وأعد بوليفار، لهذه المرحلة، قوة فاعلة ومحاطة بضباط أكفاء من غرناطة الجديدة، التي كانت على أهبة الاستعداد للسير على خطاه لاستعادته المحتملة لفنزويلا.

### الحرب حتى الموت

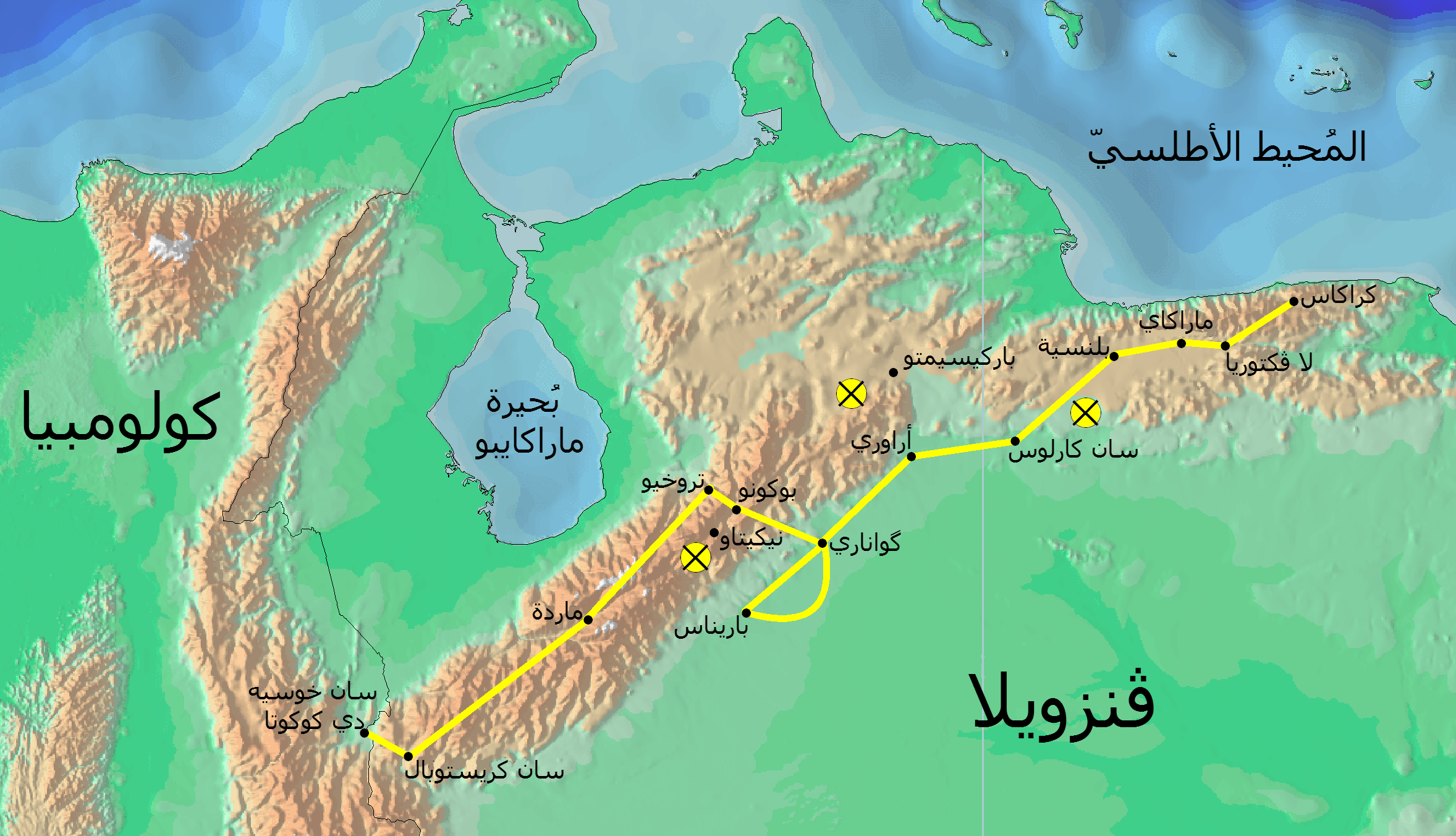
مسار أو الحملة المُثيرة للإعجاب، التي جرت أحداثُها في 14 مايو 1813.

وبعد تلقيه التفويض وإمداده بالموارد في غرناطة الجديدة، بدأ بوليفار واحدة من أشهر حملاته العسكرية وهي الحملة العجيبة في 14 مايو 1813. في البداية، عندما دخل كوكوتا في فبراير 1813 لبدء حملته في جبال الأنديز الفنزويلية، لم يجد أي مقاومة وصولًا إلى ماردة، التي استسلمت عقب هروب القوات الملكية قبل وصوله. وهكذا، منحه دخوله المنتصر لقب المحرر لأول مرة، وبقرار من مجلس ماردة الفنزويلية.

علم بوليفار للإشارة إلى الحرب حتى الموت.

وسريعًا، بدأت قوات بوليفار السيطرة على الوضع، متكسبة أراضٍ من العدو، الذي كان يهرب أمام مفاجأة الهجوم المباغت والتقدم الذي تحرزه قوات بوليفار أمام الجيش الملكي. وأخيرًا، قرر بوليفار إجبار القوات الملكية على محاربته في لوس تاجواناس، منطقة تقع بين توكوبيدو وبلنسية، حيث هزمهم وأجبرهم على الاستسلام، الذي أُقر به في معاهدة لا بيكتوريا.
وعقب استسلام قوات الجيش الموالية للملكية، أصبح الطريق ممهدًا للوصول منتصرًا إلى كاراكاس في 6 أغسطس 1813، وبعد ذلك، حقق نصرًا عسكريًا آخرًا في موسكيتيرو، ومُنح لقب القائد العام، فيما تم التصديق على لقبه المُحرر، ليصبح ملازمًا له طيلة حياته وبعد وفاته.
وانطلاقًا من هذه النقطة، قرر بوليفار التركيز على الجمهورية الفنزويلية الثانية (1813- 1814)، والعمل على توجيه الحرب إلى المرحلة النهائية على ما يبدو. فيما اكتسبت الأنشطة الإدارية التي وضعها بوليفار أبعادًا كبيرة، وأسهمت في تنظيم النظام العسكري من خلال اللوائح والاحتفاظ بالقنصلية، مع خلق نظام نيابي جديد، وكانت بمثابة آلية جديدة رامية إلى إقامة العدل؛ وقام بتعديل الحكومة البلدية، وعرض الجنسية على عدد قليل من الأجانب الراغبين في التعاون مع القضية الجمهورية. وبالمثل اهتم بالشأن الاقتصادي عبر التحفيز على النشاط الزراعي والصادرات وإيجاد العمالة الماهرة.
وفي هذه الأثناء، ظهر على الساحة شخصية قائد الميليشيات الإسبانية، خوسيه توماس بوبيس، الذي اشتهر بشجاعته، وبدأ عملياته العسكرية في لا بويرتا بولاية تروخويو الفنزويلية، في أوائل 1814، مع القوات المحلية بسهول اللانوس، والتي سُمح لها بالسلب والنهب.

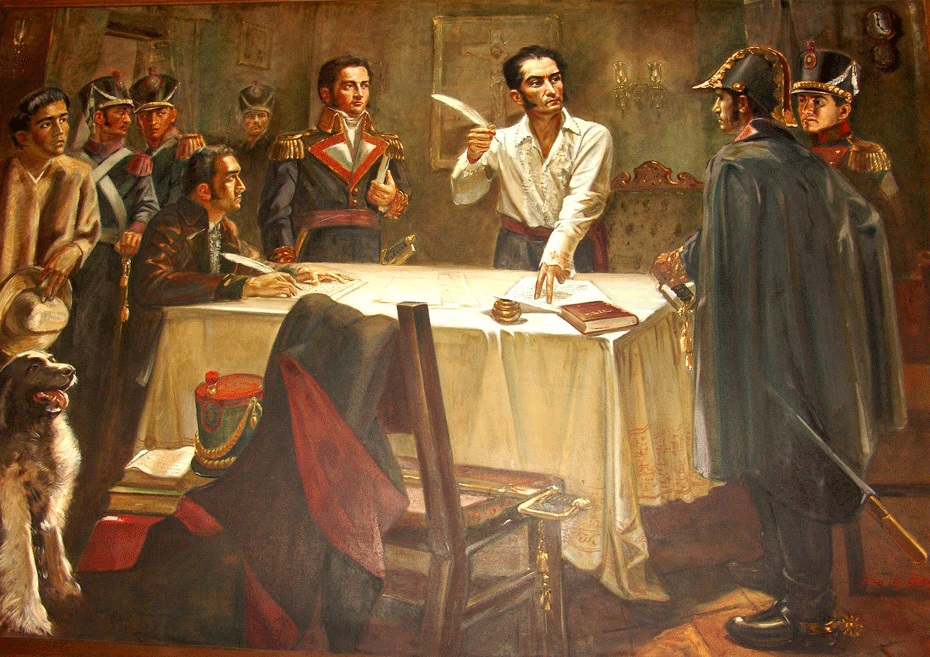
بوليفار أثناء توقيعه على مرسوم الحرب حتى الموت ضد الإسبان.

وفي الوقت نفسه، ضعفت قوات بوليفار، عقب دخولهم في معركة مع بوبيس وأهل اللانوس، بسبب نقص الموارد المادية وعدم وجود قوات احتياطية لتغطية الخسائر التي تكبدها أمام عدوه الذي عمل بلا هوادة ودون تردد على تصفية جميع السجناء لتجنب اضطراره الاحتفاظ بهم. وأمام تزايد حدة الصراع ونقص الموارد اللازمة لمحاربة بوبيس وحلفاءه من سهول اللانوس، قرر بوليفار الانسحاب مع قواته المتبقية نحو أورينتي الفنزويلية في 7 يوليو 1814، مع اتحاد قواته مع سانتياجو مارينيو في جهود مشتركة لوقف بوبيس. وتسبب انسحاب بوليفار الإستراتيجي في نزوح جماعي من للسكان من كاراكاس إلى أورينتي، حيث لقى الكثير منهم حتفه بعد محاولتهم إتباع القوات الجمهورية خوفًا من الانتقام الدامي لقوات بوبيس، والملازم فرانثيسكو توماس مورالس.
ونظرًا لما كانت تمارسه قوات بوبيس من تحرش واضطهاد مع لاجئي كاراكاس، قرر بوليفار مواجهتهم في أراجوا دي برشلونة في 17 أغسطس 1814، في محاولة منه لتأخير تقدم المواليين للملكية، مع إنقاذ أكبر عدد محتمل من اللاجئين. وعقب هزيمته، تمكن بوليفار من الوصول إلى كومانا في 25 أغسطس 1814، والانضمام إلى مارينيو.
وهكذا، فقد تم القضاء على الجمهورية الفنزويلية الثانية، واستطاع المواليين للملكية توطيد سيطرتهم على كل أنحاء البلاد 1814، عدا أورينتي جنبًا إلى جنب مع جزيرة مارغريتا، اللاتي بقين في حوذة الجمهوريين. وعلى الرغم من ذلك، فقد وجد الفريق الجمهوري نفسه مقسمًا إلى فصائل يقودها قادة مختلفين، والذي استطاعوا السيطرة على أجزاء من الأراضي، وتنافسوا فيما بينهم، وكان صعبًا على بوليفار تنسيق الأحداث وفقًا لما حدث. وقد تسببت هذه الأحداث، مع سلوك القرصان الإيطالي، جيوفاني بيانكي، الذي حاول استغلال الوضع لصالحه، في إثارة سلسلة من الأحداث التي أدت إلى خروج بوليفار مع مارينيو، عبر كاروبانو متوجهًا إلى كارتاخينا.

### إقامته في جامايكا
بعد أحداث كاروبانو، وصل بوليفار إلى كارتاخينا في أواخر 1814 للحصول على إعانة جديدة من غرناطة الجديدة، والتي كانت أيضًا في ذلك الوقت في وضع صعب، مما أعاقه عن تطوير مشاريع جديدة.
وجعلته هذه الظروف والدعم الذي حصل عليه من حكومة غرناطة الجديدة معترفًا به بوصفه رئيسًا لكل الفنزويليين المتواجدين بغرناطة الجديدة. وفي 19 سبتمبر 1814، التقى كاميلو توريس تينوريو، الذي ترأس مؤتمر المقاطعات المتحدة بغرناطة الجديدة وقبل حجج بوليفار، وأمام هزيمة الجنرال أنطونيو نارينيو في إحدى حملات الجنوب في يوليو 1814، حمّل بوليفار إدارة الحرب. وفي 10 ديسمبر من العام ذاته، أخذ بوليفار سانتا في، وأجبر كونديناماركا على الاعتراف بها بوصفها سلطة كونغرس المقاطعات المتحدة.
واستقال بوليفار من منصبه بغرناطة الجديدة، بعد استحالته تطوير أي مشروع، ورحل إلى جامايكا على متن السفينة لا ديكوفيرتي، وصولًا إلى الجزيرة في 14 مايو 1815. وبعد بضعة أشهر من وجوده هناك، كتب في 6 سبتمبر 1815، رسالة جامايكا، وهي نص يحتوي على عدة معاني في الشكل والمحتوى والصفات المادية مثل النص الداعٍ للتفكير والتحليل لمرحلة تاريخية تمر بها المنطقة بأسرها. ويعبر بوليفار في الرسالة بشكل واضح عن مبادئه حول الحرية والتكامل في أمريكا اللاتينية، والجهد الذي يتوجب على المنطقة بذله من أجل خير الشعوب والسلام في العالم. وأبدى بوليفار رغبته في الوحدة، بالعبارات التالية: «إنها لفكرة عظيمة أن نسعى لتشكيل أمة واحدة من العالم الجديد، برابطة واحدة، تجمع أجزاءها فيما بينها ومع الأمة ككل. حيث أن أصلها واحد، ولغتها واحدة، وعاداتها واحدة ودينها واحد، وينبغي، بالتالي، أن تكون لها حكومة كونفدرالية واحدة تحت اسم كولومبيا تدير الولايات المختلفة التي يتم تشكيلها، وهو نفس المشروع الذي عرضه فرانثيسكو دي ميراندا في وقت سابق والذي سيصبح في وقت لاحق قاعدة أساسية في مشروعه السياسي؛ (...) وأتمنى أن يحالفنا الحظ ذات يوم، لنرسي هناك مجلسً جليلًا من ممثلي الجمهوريات والممالك والإمبراطوريات، للنقاش والتداول حول المصالح العليا للسلم والحرب مع دول مناطق العالم الأخرى».

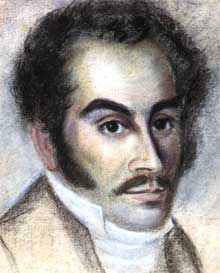
بوليفار أثناء إقامته في هايتي.

ومع ذلك، أصبح وضع بوليفار في الجزيرة متوترًا للغاية، حيث وجد نفسه أمام موارد اقتصادية قليلة، والتي اُضطر على إثرها المرور ببعض الصعاب، وصولًا إلى محاولة اغتياله من قبل الأسود بيو، والذي نجا منها دون أذى، بفضل عدم قدرته سداد تكاليف إقامته، مما دفعه للانتقال في نفس يوم الهجوم. ونظرًا لموقف الحياد الذي اتخذته الحكومة البريطانية، التي لم ترد الالتزام بتقديم دعم مفتوح غير مقيد، مع احتمالية أن يكون الإسبان قد حاولوا اغتياله، ارتأى بوليفار أنه من الضروري الانتقال إلى بلد آخر أكثر أمانًا، حيث يمكنه تنظيم رحلة استكشافية.

### إقامته في هايتي
في ذلك الوقت، تحولت هايتي إلى جمهورية مستقلة عن فرنسا، التي منحت اللجوء وأيدت القضايا الجمهورية في القارة الأمريكية. لذلك، اعتبر بوليفار أن هايتي هي المكان المناسب للتحضير لعملية استكشاف عسكري بعثة إلى فنزويلا بمساعدة رئيس البلاد، الجنرال ألكسندر بيتيون.
في 19 ديسمبر 1815، توجه بوليفار من جامايكا إلى هايتي، بطريقة وصفها بالمتسرعة، ووصل إلى ميناء لوس كايوس يوم في 24 من الشهر ذاته. وعندما غادر جامايكا، كان لديه بالفعل تصورًا أساسيًا في ذهنه لملامح حملته القادمة، والتي كانت تتطلب تحليلًا دقيقًا، لاشتمالها الحصول على دعم سياسي ومساعدات مالية وتعاون تقني وبحرية وعسكري. وعقب مساعدة سرية من حكومة هايتي والأدميرال ذي الخبرة لويس بريون، تمكن بوليفار من تنظيم رحلة استكشاف بحرية، عُرفت باسم استكشاف لوس كايوس، التي خرجت في 23 مارس 1816 متجهة إلى جزيرة مارغريتا، حيث كان سيبدأ من جديد عملياته العسكرية.
وأخرت الحملة الاستكشافية، المكونة من أكثر من ألف جندي من هايتي والتي خرجت في ستة سفن حربية مع أسلحة بيتيون التي منحها في وعد منه في تحرير العبيد عند تحقيق النتائج المتوقعة، رحيلها ستة أيام كاملة، حيث كان بوليفار في انتظار جمعته مع حبيبته خوسفينا ماتشادو، التي كانت ستأتي من جزيزة سانت توماس بالجزر العذراء. ولكن بريون ضغط عليه، لترحل السفن. وعندما وصلوا إلى جنوب هيسبانيولا، وصلت سفينة رسول بحري تُخبر بوليفار أن ماتشادو وعائلتها قد وصلن إلى لوس كايوس، وبدوره طلب بوليفار من بريون أن يتوقف من جديد، مرسلًا مركبًا شراعيًا لإحضارهم. فيما احتج الضباط البريطانيون والألمان وهددوا بالتخلي عن الحملة، التي أخذت بهذا الاستخفاف، إلا أن بريون أقنعهم بالاستمرار.

### بوليفار وكولومبيا الكبرى

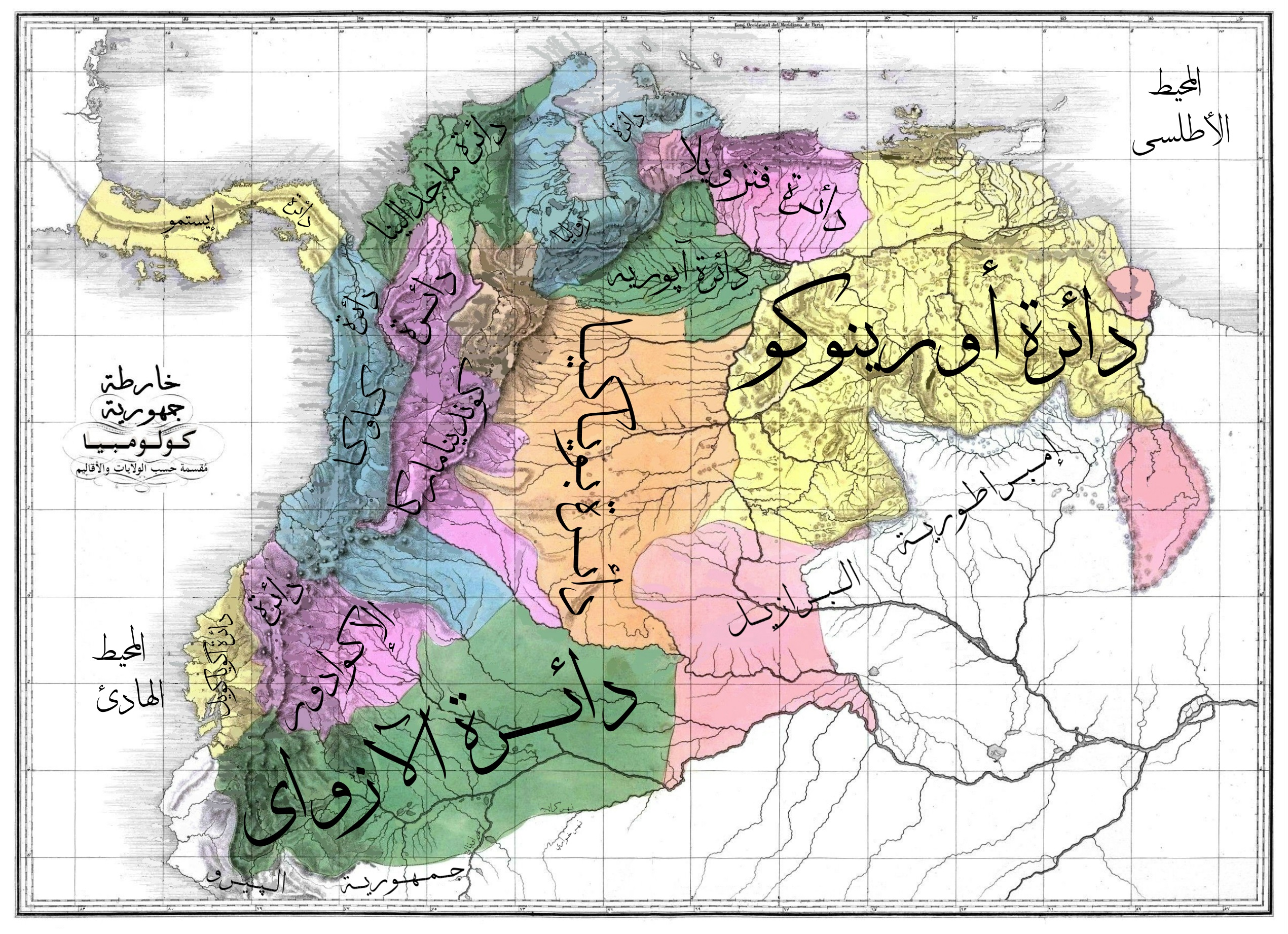
خارطة كولومبيا الكبرى.

بعد فشل الجمهورية الثانية في فنزويلا وإقامته القصيرة في غرناطة الجديدة بوصفه قائدًا عسكريًا، اضطر بوليفار إلى التفكير في أسباب الإخفاقات السابقة والوضع الدولي مع كيفية تحقيق الاستقلال بشكل دائم. ووصل ختامًا إلى التسليم بإن تحقيق الاستقلال النهائي يتطلب هزيمة الإسبان كليًا، لمنعهم من القيام بحملات استعادة، ولكن لم يكن ذلك كافيًا، إضافة إلى الحاجة إلى توحيد الجهود غير المنسقة والمبعثرة من القادة الإقليميين في جميع أنحاء أمريكا تحت قيادة واحدة، وكنوعًا من الضمان للاستقلال الدائم، الذي من شأنه أن يعمل على خلق جمهورية كبيرة وقوية، لها القدرة على تحدي مطامع أي قوة إمبريالية. أدت فكرة تأسيس أمة واحدة شبيبه بتلك ببوليفار إلى التفكير في هف سياسي أكثر توسعًا، وقاده إلى التصرف بشكل مختلف عن المرات السابقة.

### كولومبيا بوصفها مشروعًا سياسيًا
في جامايكا، عرض بوليفار فكرته التي تتفق مع كولومبيا كحقيقة واقعة، وجعلها دولة قابلة للحياة وذات مصداقية؛ وخلص إلى حاجته إلى تشكيل حكومة مركزية قادرة على تنسيق الأحداث الضرورية لحماية الحدود وتوحيد مختلف شعوب أمريكا اللاتينية كضمان للاستقلال. على الرغم من أن مشروع كولومبيا بوصفها أمة واحدة، كان في الواقع من نتاج فكر فرانثيسكو دي ميراندا خلال الأحداث التمهيدية، إلا أنه كان لبوليفار الفضل في إحياء هذا المشروع من صندوق ذكريات اتصالاته الأولى مع سابقه في لندن، والذي أخد ع عاتقه تنفيذه، رغم الصعاب، حتى وفاته.
ولضمان حرية كولومبيا، ارتأى بوليفار أن عليه إحكام السيطرة على فنزويلا في أقرب فرصة لمنع الإسبان من استخدامها كبؤرة استيطانية على الأرض في حملات الاستعادة، ولذلك، قرر البدء في هذه الخطوة ذات الأولوية. واستقر في جزيرة مارغريتا في منتصف عام 1816، هادفًا الوصول، في بداية الأمر، إلى الاعتراف بقيادته وزعامته، وكان ذلك بعدما حقق نحاجًا في باديء الأمر مع الزعيم المحلي خوان باوتيستا أريسميندي، وقرر الإعداد لحملته لتحرير القارة.
وفي 16 يوليو 1816، نزل بوليفار في أوكوماري دي لا كوستا، وأصدر منشورًا، أعلن فيه تغيير قراره إلى الموت، وأردف في ذات المنشور أن الإسبان الأوروبين لا يتم قتلهم، بل هم يحاربون. وأعلن من موقعه هناك، أن جيشه سوف يحرر فنزويلا كافة. وكان يتكون جيشه من ستمائة وخمسين جنديًا، كان من بينهم ثلاثمائة لم يدخلوا في قتال قط. واستطاع بوليفار تجنيد قرابة مائتي شخصًا من السود، ولكن غالبية السكان قد لاذوا بالفرار. وبعد ذلك، شرع في السير صوب بلنسية بغية إقامة اتصالات عدة مع المقاتلين الفارين من سهول اللانوس. فيما توجهت قوات مورالس إلى بلنسية، ومنها صوب التلال المؤدية إلى أوكوماري. وبعد مناوشة قصيرة، فر بوليفار إلى أوكوماري، ومنها إلى بونير. وعندما وصل لويس بريون إلى بونير، عاتب بوليفار على تركه لأوكوماري بهذه الطريقة، وأمره بالذهاب إلى كومانا. فيما رحل بريون إلى مارغريتا لإصلاح عدة زوارق، ونزل بوليفار مجددًا في كومانا. وهناك، احتج عليه بالمثل كل من سانتياجو مارينيو ومانويل بيار على انسحابه من أوكوماري، وهدداه بأخذه إلى محكمة عسكرية، وإطلاق النار عليه. ووفقًا للجنرال الفرنسي الألماني هنري لويس فيليم دوكوداري هولشتاين، فإن بوليفار أصبح عدوًا لدودًا لبيار منذ تلك اللحظة. وتجنبًا لمواجهات أكثر إشكالية مع ضباط ثوريين آخرين، قرر بوليفار الرحيل مجددًا إلى هايتي.

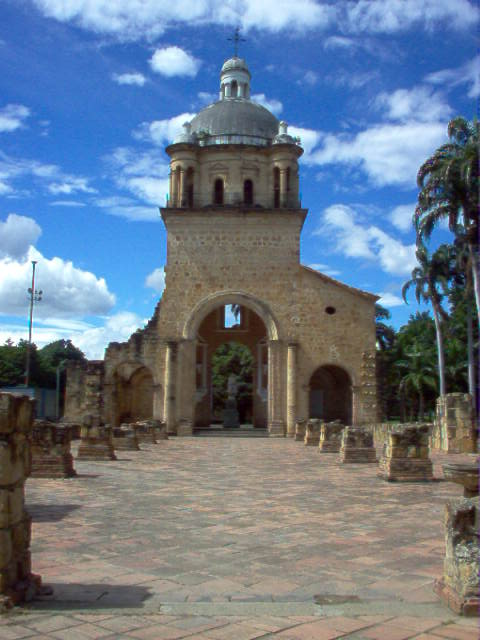
كنيسة كوكوتا التاريخية التي شهدت مؤتمر كوكوتا، الذي أُعلن فيه تأسيس كولومبيا الكبرى.

مع مرور الوقت، كان على بوليفار التعامل مع شخصيات التي أبلت تفوقًا عسكريًا ملحوظًا من خلال العمل، ولكن نظرًا لطبيعة الحرب في تلك اللحظات، كان لزامًا عليهم القبول بالقيادة العليا لبوليفار، رغمًا عنهم، للقدرة على هزيمة الإسبان، ثم النظر بعد ذلك بأمر القيادة. وبدءًا من 1817، نشب صراع على السلطة بينه وبين مانويل بيار، الذي قاد غزو غيانا، واستطاع هزيمة مورالس في خونكال، نهايات 1816، وأخذ أنجوستورا في أبريل 1817. وبدوره، عقد بوليفار مجلس حرب في 24 يوليو 1817 للاعتراف بقيادته. وكتب بيانًا ضد بيار في أغسطس من العام ذاته. وأُرسل أحد أعضاءها لإلقاء القبض على بيار، بتهمة السعي للقضاء على بوليفار وإنشاء باردوكراسيا، والتي اعتبرها بوليفار قريبة الشبه بالفوضى وسوء المعاملة والعنف. وقُتل بيار رميًا بالرصاص في 16 أكتوبر 1817. وبذلك، بقي بوليفار، وبوضوح، رئيسًا للقوات القائمة بحركات الاستقلال في فنزويلا.

قتل بيار رميًا بالرصاص.

وسهلت عملية توحيد القيادة العليا السيطرة والتحكم على الشرق الفنزويلي، واستقر بوليفار في أنجوستورا، والتي بدورها جلبت المواجهة الحتمية والطويلة مع القوات الاستطلاعية للزعيم الإسباني بابلو مورييو، مع تنظيم الآليات الأولية التي تسهل عمل الحكومة.
وخلال تلك الفترة، كان الجيش الإسباني قد تم استنزافه عقب حملة استعادة طويلة جرت في جميع أنحاء أمريكا، وعلى الرغم من أن القائد العسكري الماهر، مورييو، قد حاول، بكل الطرق الممكنة، التخفيف من حدة الوضع، إلا أنه لم يتمكن من تجنب الضعف البطيء، اللا مفر منه، لقواته بسبب نقص الموارد والتعزيزات لتغطية الخسائر التي لحقت بهم. وفي 1818، أصبح وضع الجيش الإسباني في فنزويلا مذريًا، واضطر مورييو لسحب بعض قواته من غرناطة الجديدة في محاولة منه لاحتواء بوليفار. وبناءً على ذلك، ارتأى بوليفار أن الوضع السياسي والعسكري بدا جيدًا بما يكفي للتفكير في تنظيم الدولة، ولذا تم تأسيس المجلس الأعلى للجمهورية في أنجوستورا بحلول عام 1819.

### حملته لتحرير غرناطة الجديدة

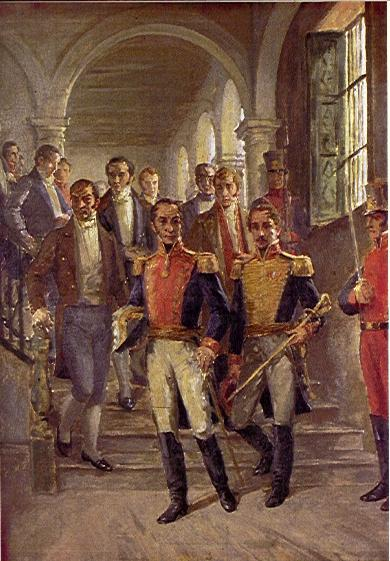
بوليفار وفرانثيسكو دي باولا سانتاندير أثناء مؤتمر كوكوتا، أكتوبر 1821.

بدءًا من 1818، لان الوضع أخيرًا، وأصبح في صالح الوطنيين. ومنذ ذلك الحين، أصبح تقدمه في شتى أنحاء القارة لا يمكن وقفه، وهو بدوره ما سمح لبوليفار، من فنزويلا، وفرانثيسكو دي باولا سانتاندير، من غرناطة الجديدة، في البدء لتنسيق الإجراءات المشتركة من مناطق نفوذهم التي تدعُم الوحدة العسكرية.

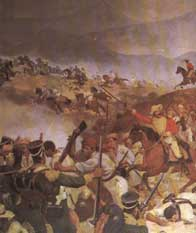
معركة بوياكا في 7 أغسطس 1819.

وفي هذه الأثناء، كان هناك بالفعل في غرناطة الجديدة محورًا رئيسيًا للمقاومة الثورية ضد قوات مورييو في سهول كاساناره الكولومبية، وهي منطقة محاذية لسهول أبوري الفنزويلية وأراوكا الكولومبية، حيث قام بعض الثوار الغرناطيين الأكثر التزامًا بالانسحاب لمقاومة العنف المضاد من قوات القائد العسكري خوان دي سامانو، بوصفها معقلًا وطنيًا لسانتاندير، الذي رفعه بوليفار إلى رتبة العميد، ومنحه لقب قائد عام لفرق الطليعة. وتعاون الاثنين في وضع خطة تسمح لسانتاندير بإعداد محافظة كاساناره وتوحيد متمردي الجنوب مع تقديم تقارير إلى بوليفار عن القوات الإسبانية لبدء غزو غرناطة الجديدة.
جنبًا إلى جنب مع الاستعدادات العسكرية، كان هناك أيضًا بعض الإجراءات السياسية المهمة التي يقومون بها. في 21 يناير 1819، وصلا إلى أنجوستورا سفينتين بريطانيتين، بيرسفرينس وتيرتير، مع مجموعة من المتطوعين، الذين عُرفوا باسم الفيلق البريطاني لدعم لبوليفار. وفي 15 فبراير 1819، أطلق بوليفار في مؤتمر أنجوستورا خطاب أنجوستورا،  الذي يُعد واحد من أفضل خطابات المحرر السياسية، الذي قدم به تحليلًا نقديًا لهذا الوضع، وحدد الطريق الذي عليه سلكه لتأسيس الجمهورية، وأعلن القانون الأساسي لجمهورية كولومبيا الكبرى، الذي تم التصديق عليه من قبل مؤتمر كوكوتا، مثله مثل دستور كوكوتا 1821.
وفي الوقت نفسه، استمر بوليفار في التحضير للغزو العسكري على غرناطة الجديدة، محاولًا قدر الإمكان الحفاظ على تفاصيل الحملة ومدتها وتفاصيلها وتاريخ بدءها، وهو بشأنه ما يسهم في إحداث نوع من المفاجأة وعدم القدرة على تنبؤ الهجوم. كان مورييو بصدد انتظار وصول الفيلق البريطاني في أنجوستورا تحت قيادة جيمس روك، واستشف أن الخطوة المنطقية التالية من بوليفار ستكون اتحاد قواته مع خوسيه أنطونيو بايث، أحد الزعماء المتمردين البارزين في سهول اللانوس، وبعد أن حلل الوضع، قرر روك الهجوم على المعقل الرئيسي للمتمردين الغرناطيين الجدد في كاساناره بقوات يرأسها العقيد خوسيه ماريا بارييرو، التي تعرضت لمناوشات مستمرة من قوات العقيد سانتانديرعبر تكتيكات حرب العصابات، التي بدأت تستنفز قوات الفرقة الثالثة الإسبانية.

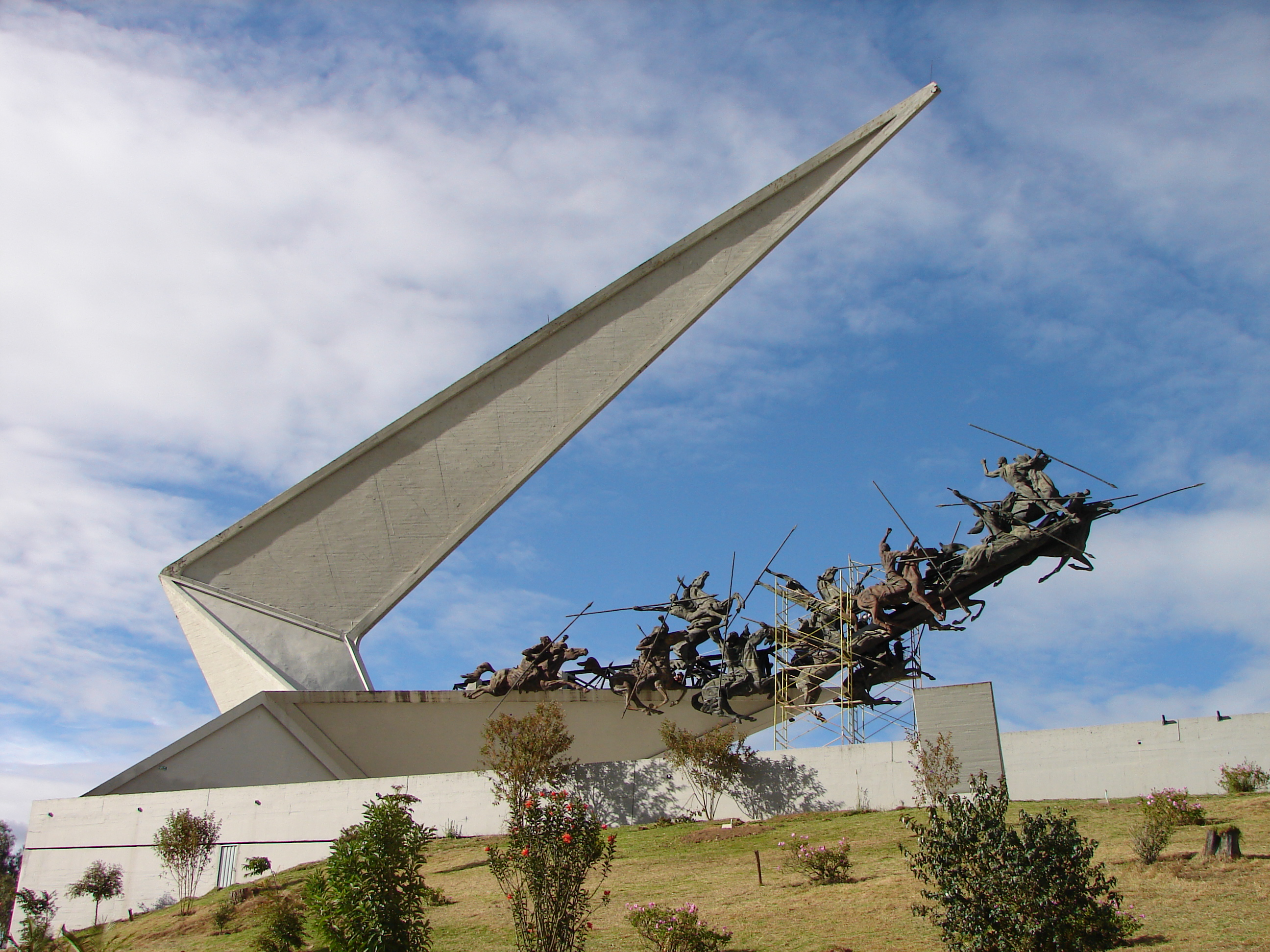
نصب تذكاري لرماة الرمح بمعركة بانتانو دي بارجاس.

صعب هطول الأمطار المهمات العسكرية وجعل الطرق غير ممهدة، وبناءً عليه، قرر الإسبان التراجع أمام النهج ذاته الذي كان من المنطق أن يسلكه الخصم. ومع ذلك، فإن تطور الأحداث كان الأسوء بالنسبة لمورييو، حيث أن جيشه الاستطلاعي كان قد استُنفذ، دون تلقي تعزيزات لفترة طويلة، وكان يقاتل ضد قوات عسكرية فعالة، دون معرفة عددها الفعلي.
ومن ثم، عندما أدرك بوليفار واحدة من أبرز مآثره العسكرية، عبور جبال الأنديز 27 مايو 1819، التي تمت في مرحلة صعبة، والتي اُعتبرت أمرًا مستحيلًا في تلك الفترة، حيث كان عدد الجيش لا يتجاوز ألفي وخمسمائة رجلًا، سلكوا طريقًا صغيرًا في جو ممطر، وقطعوا بحيرات وجبالًا، كان الإسبان يعتبرون المرور فيها متعذرًا وشبه مستحيلًا، وتم بعد ذلك تقدم القوات الوطنية الصعب عبر الحديقة الوطنية الطبيعية بيسبا، حتى اللحاق بالمواليين للملكية في 25 يوليو 1819 في معركة بانتانو دي بارجاس، والذي هرب بنهاية الأمر، مما سمح للوطنيين بالوصول إلى مدينة تونخا في 4 أغسطس. وهناك، التقى مع القوات الوطنية تحت قيادة سانتاندير في بلدة تامي بأراوكا، حيث بدأت حملة تحرير غرناطة الجديدة.

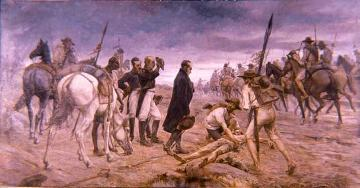
عبور جيش المُحررعبر الحديقة الوطنية الطبيعية.

حاول الإسبان اتخاذ الإجراءات اللازمة، بعد الكارثة التي ألمت بهم عقب هجوم بوليفار المباغت عليهم، والذي اُعتبر من أكثر الحملات جرأة في تاريخ الحملات العسكرية. وكان بارييرو لا يزال يفكر في كيفية السيطرة على الوضع، إلا أن حالة قواته أجبرته على البقاء في موقف دفاع، والذي قرر على إثرها التراجع إلى بوغاتا، حيث تكون الظروف أكثر ملائمة.
مثلت معركة بوياكا المواجهة الحاسمة ونقطة التحول مع المواليين للملكية في 7 أغسطس 1819، والتي هدفت إلى وقف تقدم القوات الموالية لبارييرو صوب مدينة بوغوتا، والتي أسفرت عن انتصار كبير لبوليفار وجيشه الثوري. وعندما علم دي سامانو شأنه شأن باقي المواليين بمرسوم الحرب حتى الموت، علم بأمر الهزيمة، وهرب على الفور من بوغوتا، وبهذا الشكل، دخل جيش المُحرر للعاصمة منتصرًا في 10 أغسطس.

#### مؤتمر كوكوتا

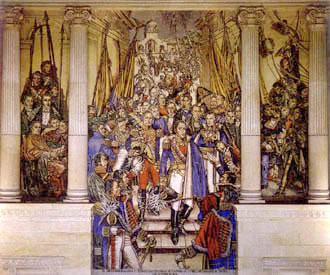
جدارية تذكارية لمؤتمر كوكوتا موجودة في كونغرس الجمهورية في بوغاتا.

أسفر مؤتمر كوكوتا عن الظهور الرسمي لجمهورية كولومبيا، وتأسسيها تحت اسم كولومبيا الكبرى عبر سن القانون الأساسي لجمهورية كولومبيا الكبرى، والذي اشتمل، بدءًا من تلك اللحظة، على أراضي غرناطة الجديدة وبنما والإكوادور وفنزويلا، واللاتي انقسمن سياسيًا إلى ثلاثة أقسام: كونديناماركا (بوغوتا)، وفنزويلا (كاراكاس)، وكيتو. وأعلن في المؤتمر نفسه في ديسمبر 1821 تنصيب بوليفاررئيسًا للجمهورية، فيما ارتقى فرانثيسكو دي باولا سانتاندير إلى منصب نائب الرئيس، في مشهد يجمع بين جمهوريات فنزويلا وغرناطة الجديدة من ذلك اليوم تحت مسمى جمهورية كولومبيا.

### الحملات النهائية
خلال السنوات المقبلة، تم القضاء على معارضة الجيش الموالي للملكية كليًا. وجرت معركة كارابوبو، بالقرب من مدينة بلنسية في 24 يونيو 1821، وتحقق بها نصرًا حاسمًا على الجيش الإسباني، والذي اكتمل بالمعركة البحرية لبحيرة الماراكايبو في 24 يوليو 1923، وتحررت فنزويلا نهائيًا.
وأثناء وجوده في بوغوتا، قاموا بالعديد من العمليات التحريرية مثل غواياكيل في 9 أكتوبر 1820، التي وقعت دون مشاركة بوليفار، والتي أعلنت استقلالها تحت قيادة خوسيه خواكين دي أولميدو. وبعدها بعامين، وصل بوليفار إلى غواياكيل مع جيشه، وعزل مجلس المحافظين، وألحقها بكولومبيا الكبرى.
وعقب انتصار أنطونيو خوسيه دي سوكري على القوات الإسبانية في معركة بيشينشا في 24 مايو 1822، أصبح شمال أمريكا الجنوبية محررًا. وشكلت المعركة الخطوة الرئيسية لتحرير الإكوادور من الحكم الإسباني. وقد كانت نتيجة فشل محادثات السلام مع الحكومة الدستورية الإسبانية الجديدة، ذات الطابع الليبرالي الجديد، التي رفضت قبول التحرير. وكانت بالمثل بمثابة حدثًا تكتيكيًا قاطعًا لحرب استقلال كيتو. وبعد هذا النصر الكبير، استعد بوليفار للسير مع جيشه وعبور جبال الأنديز لتحرير بيرو نهائيًا، والتي كانت بالفعل قد أعلنت استقلالها في 28 يوليو 1821، بعد وصول الجنرال خوسيه دي سان مارتين إلى باراكاس، وأخذه ليما في 12 يوليو.
في 26 يوليو 1822، عقد بوليفار اجتماعًا مع سان مارتين في غواياكيل لمناقشة إستراتيجية تحرير ما تبقى من بيرو. لم يعلم أحد يعرف بما جرى في الاجتماع السري بين بطلي أمريكا الجنوبية، ولكن عاد إلى سان مارتين إلى الأرجنتين، بينما كان يُعد بوليفار لمحاربة آخر المعاقل الإسبانية في أمريكا الجنوبية في الجبال وبيرو العليا. وبقرار من كونغرس كولومبيا الكبرى، تولى بوليفار القيادة، ووصل إلى ليما في سبتمبر، والتي طلبت منه حكومتها قيادة الحرب؛ وبدوره اجتمع بوليفار من سوكري مجددًا للتخطيط للهجوم. وفي 10 فبراير 1824، منحه كونغرس بيرو لقب الدكتاتور، واستطاع بعد ذلك السيطرة على مكائد الجمهورية الجديدة.

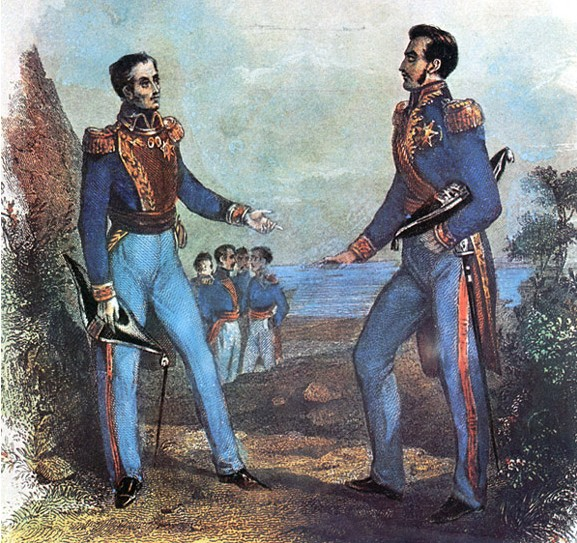
صورة تجمع بين لقاء بطلي أمريكا الجنوبية بوليفار ودي مارتين في غواياكيل.

وفي 6 أغسطس 1824، استطاع كل من بوليفار وسوكري هزيمة الجيش الإسباني في معركة خونين. وبعد هذا الانتصار، كتب الشاعر الغواياكيلي خوسيه خواكين دي أولميدو قصيدته الملحمية نصر غواياكيل.. أنشودة بوليفار، وهي قصيدة شهيرة يتوأم بها الإحساس والتعبير ليصبحا نسيجًا متوافقًا، وتعبر في الوقت نفسه عن شعر دول أمريكا الجنوبية الناشئة والوطن الإكوادوري، وليس فقط وصف المعركة؛ ومنذ ذلك الحين، أصبح دي أولميدو شاعر حرب الاستقلال.
وفي 9 ديسمبر 1824، دمر سوكري المعقل الأخير للجيش الإسباني في معركة أياكوتشو، وتم إنهاء الحكم الإسباني في أمريكا الجنوبية. وبعدها، تم تكريم الجنرال خوسيه دي سوكري بلقب مشير أياكوتشو، وأصبح في الصفوف الأولى لأعلام بيرو.

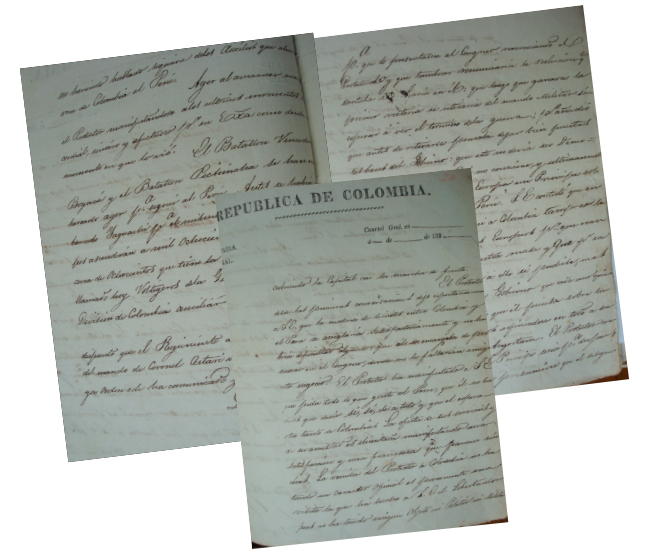
رسالة توضح ما دار في اجتماع بطلي أمريكا الجنوبية بوليفار وسان مارتين في غواياكيل.

### بوليفار شخصية إستراتيجية
عسكريًا، كانت الحروب التي يخوضها بوليفار لا تشتمل على عدد كبير من القوات، وبالمثل، كان نظيره الإسباني الذي لا تتجاوز قواته عشر عدد الملكيين. ومع ذلك، فإن بوليفار لم يكن مهنيًا عسكريًا بالمعنى الحرفي، ناهيك عن كون إستراتيجيته نظرية في بادئ الأمر. كان تدريبه العسكري بسيطًا، بينما لم يتجاوز تعليمه النظري حدود مفاهيم الانضباط والتسلسل الهرمي. وكان تدريبه عبر التشكيلات العسكرية الاستعمارية في فنزويلا وجيزًا، وتأكد عدم وجوده في مدرسة دي سورزاي ولا أي معهد عسكري آخر من أي نوع. ومع ذلك، فإن الطريقة التي قاد بها مختلف حملاته العسكرية والمصطلحات المستخدمة في مراسلاته تشير إلى أن نجاحه لا يمكن أن يكون من قبيل الصدفة، بل أنه يمتلك معرفة بالإستراتيجية العسكرية تفوق تدريبه.
ومن خلال تحليل مآثره الحربية، يظهر أن بوليفار استخدم أساسيات تخطيط وإستراتيجية لتطوير عملياته، وفي بعض الأحداث، أظهر معرفته لفنون الحرب التكتيكية الكلاسيكية، على سبيل المثال، أسلوب الكتيبة المائلة القتالي، المتبع من قبل فريدرش الثاني ملك بروسيا، والذي يتركز فيه الهجوم على جناح واحد من خط العدو، لإفساح المجال لتقدم موضعي على قوة قد تكون أضعف عمومًا، مع التشكيلات الرومانية المستمدة من تيتوس ليفيوس، مع تنفيذ المبادئ العسكرية لمكيافيلي، إضافة إلى كونه على دراية بأهمية اقتصاد القوات، إضافة إلى قيامه بتحليل التضاريس والخصم، مع رؤيته أساسية استخدام الخدمات اللوجستية.
ومن المعروف أن بوليفار داخل مسيرته العسكرية، قرأ بعضًا من أعمال الأدب العسكري مثل تواريخ للمؤرخ الإغريقي بوليبيوس والحروب الغالية ليوليوس قيصر، والتي تتناول الحروب الغالية، إلا أنه بالوقت ذاته، تُوجد بعض الإشارات الكافية للاعتقاد بأنه تعامل مع النصوص العسكرية لموريس دي ساكسونيا والكونت جيببيرت. ومع ذلك، فإنه من شبه المؤكد أنه لم يعرف أعمال الإيطالي رايموندو مونتيكوكولي حتى عام 1824،، ولا دراسات عن نابليون حتى انتهى تقريبًا من حملاته العسكرية.
كل هذا أدى إلى التوازن العسكري لبوليفار منذ ذلك الحين، وعلى الرغم من قلة تدريبه العسكري وفق ما ظهر من مصادر، إلا أنه أثبت أنه زعيم أصيل، الذي أُعطي قدرًا من الإستراتيجية مفعمة بالجرأة والخيال.

### حاكم بيرو

#### وصوله إلى بيرو

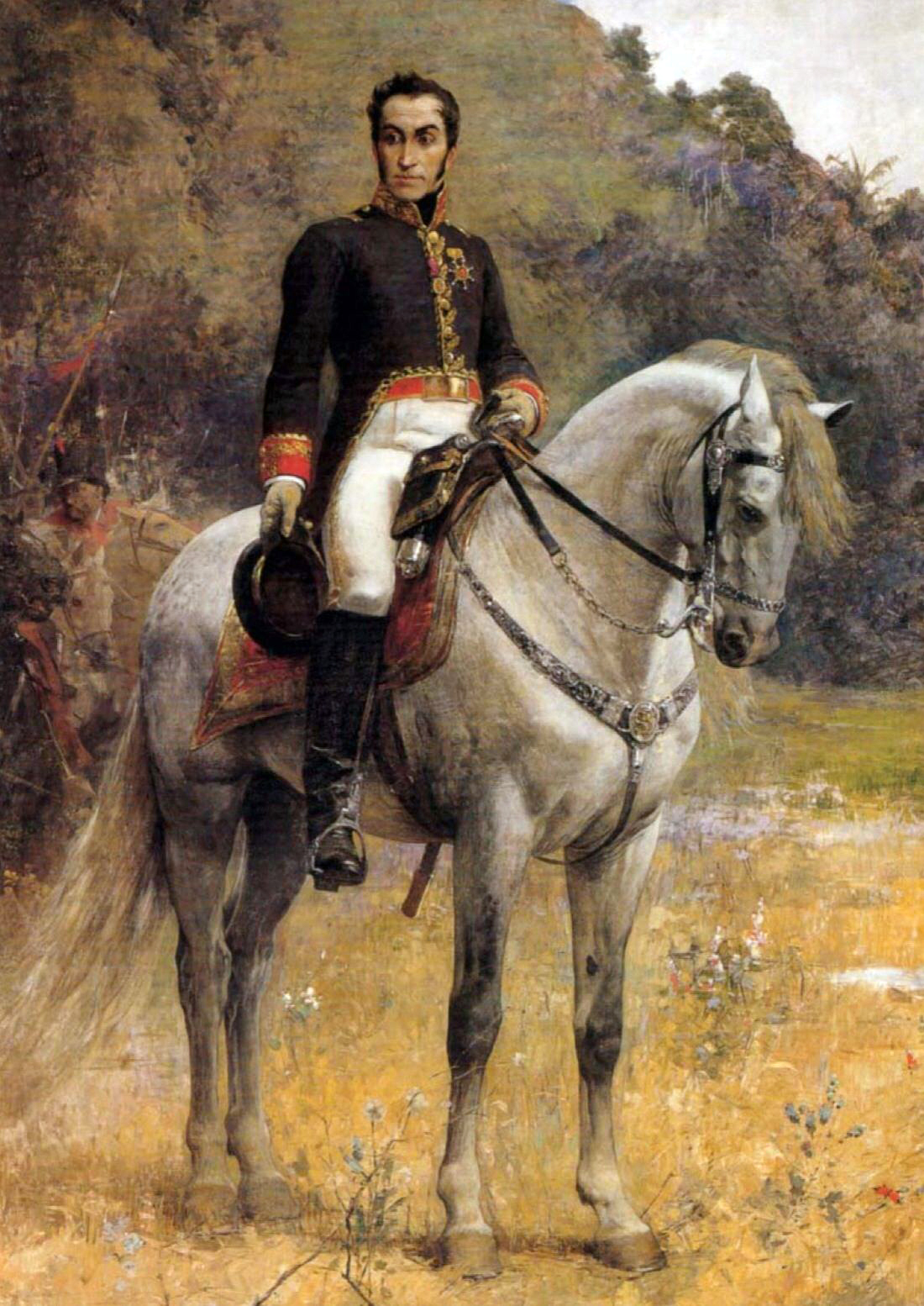
بوليفار في معركة كارابوبو عام 1821 بريشة أرتورو ميتشيلينا.

نزل بوليفار في ميناء كالاو في 1 سبتمبر 1823، في مركب شمبورازو، بعدما أرسل إليه الوفد، الذي أُرسل من قبل كونغرس بيرو، برئاسة خوسيه فوستينو سانشيث، دعوة للمجيء، عقب تواجده في غواياكيل. وحضر الحفل الرئيس البيروفي خوسيه بيرناردو دي توري تاجلي، الماركيث دي توري تاجلي، ومجلس وزرائه. وفي اليوم التالي لوصوله، منحه الكونغرس لقب السلطة العليا، وبعدها بفترة وجيزة، أُعطي قيادة القتال ضد الجيش الملكي، مع وجوب تحمل توري تاجلي نفسه مسؤولية أفعاله.
كان أول ما قام به بوليفار هو القضاء على قوى خوسيه دي لا ريبا أجويرو، الذي كان رئيسًا لبيرو قبل توري تاجلي، والذي عارض وصول المُحرر إلى تروخيو. واُعتقل ريبا أجويرو في نوفمبر من العام ذاته، إلا أنه استطاع الهرب وذهب إلى إنجلترا. وفي وقتها، أصدر الكونغرس التأسيسي الأول، الذي اقترب من إعلان الدستور السياسي الأول لبيرو، قرارًا ينص على تعليق أحكام الدستور التي تتعارض مع متطلبات ورغبات سيمون بوليفار. ولم يدخل الدستور الذي أُقر في 11 نوفمبر حيز التنفيذ نهائيًا.
كان الجيش الملكي يسيطر على المرتفعات الوسطى والجنوبية، وهي المعروفة حاليًا بتقسيمات خونين وأياكوتشو وقوسقو وأريكيبا. وفي الوقت نفسه، وعقب هزيمة ريبا أجويرو، استحوذت قوات الجيش الموحد على الساحل الأوسط والشمال مع المرتفعات الشمالية، المعروفة حاليًا بتقسيمات ومناطق بيورا ولا ليبرتاد وأنكاش وليما وكاخاماركا. ووفقًا لذلك، فإن إمكانية تعرض ليما لغزو قوات النظام الملكي كان ميسرًا، فقرر بوليفار نقل ثكناته إلى باتيبيلكا، على بُعد 200 كم شمال ليما.
طلب بوليفار من توري تاجلي أن يتقرب من القادة الإسبان المتمركزين في خاوخا للتفاوض معهم بغية كسب الوقت لتحقيق لرفع عدد أفراد جيشه، ويكون قادرًا على هزيمة الجيش الملكي. أتمم توري تاجلي هذا المطلب، ولكنه بالتوازي مع هذا الأمر، اتهمه بوليفار بالتفاوض مع خوسيه دي لا سيرنا، لطرد المحرر والتفرد بالحكم بمفرده.
وبعيدًا عن هذه المؤامرات، فإنه في 5 فبراير 1824، قامت القوات البوليفارية بحصن كاياو، التابعة لبعثة التحرير تحت قيادة الرقيب داماسو مويانو، بتمرد كاياو بحجة عدم الدفع للجنود. وأدى هذا التمرد إلى الإفراج عن السجناء الإسبان المحتجزين في حصن ريال فيليب، وقدم لهم التسهيلات ودفاعات الميناء. وبدورها، احتلت قوات الجيش الملكي ليما في 29 فبراير، والتي سحبت قواتها الرئيسية، في وقت لاحق، إلى المرتفعات الوسطى لدعم الحامية في كاياو، وكانت هذه القوات تحت قيادة الإسباني خوسيه رامون روديل، حيث كانت المأوى للعديد من الفصائل الوطنية، بما فيهم توري تاجلي نفسه، الذي بقي في حصن ريال فيليب، حيث تُوفي في العام التالي في حصار كاياو الثاني.
وأمام عدم استجابة الرئيس توري تاجلي، قام الكونغرس بعزله في 10 فبراير، وقام بتسليم السلطة السياسية والعسكرية بأكملها لبوليفار. وتلا ذلك، دخول الكونغرس بفترة توقف، حتى قام المُحرر بعقد جلساته مجددًا. وأصبح بوليفار السلطة الوحيدة والأعلى في بيرو، ومنح خوسيه فوستينو سانشيث كاريون لقب الوزير العام الأوحد. فيما لُقب بوليفار بالقائد الأعلى وعاد إلى باتيبيلكا، وأمر بتراجع واسع النطاق للجيش إلى تروخيو وأواماتشوكو.

### تكوين الجيش
بدأ بوليفار من باتيبيلكا إجراءات عدة لزيادة تعداد جيش التحرير المتحد البيروفي. ومنح كل من قادة كولومبيا الكبرى سوكري وخوسيه ماريا قرطبة وخاثينتو لارا القيادة الرئيسية للجيش. ولم يشكل أي بيروفي جزءًا من الأركان العسكرية عدا الجنرال خوسيه دي لا مار، والذي كان مسؤولًا عن الجناح البيروفي في الجيش.
كتب حيرام بولدينج، البحار بالبحرية الأمريكية في مذكراته التي تزعم أن بوليفار تحدث إليه عن البيروفيين وأخبره «أنهم كانوا جبناء، وأنهم كشعب ليس بهم رجل واحد. وباختصار، كان سبابه لهم فظ ودون تحفظ.. وبعد ذلك، أخبروني أنه اعتاد دومًا الحديث عن البيروفيين بهذا الشكل». ولكن للتوضيح، فقد ألمح لي أن هذه الإدعاءات كانت نتيجة لبطء وتأخر البيروفيين في التفاعل معه من أجل التحرر، ولكن هذا بالتأكيد يتناقض كليًا مع شهامته الواضحة في معركة كاياو البحرية، التي كانت بمثابة حدث نهائي أدى إلى نشأة بيرو الحديثة بوصفها جمهورية.
كتب بوليفار تعليمات دقيقة عن كل ما يتعلق بالجيش في رسائله، التي اشتملت على تعليمات عن كيفية ربط الأحزمة وكيفية دق حدوة الخيول. ولذلك، أمر بأن يأخذ القادة العسكريين الموارد اللازمة من شمال بيرو، وتم الحصول على أغلبيتها عبر التهديد، وأخرى عبر انتزاعها ببساطة من أصحابها. وفيما يتعلق بأمر بوليفار بأخذ الثروات الموجودة بالكنائس، أدى إلى وجود انتهاكات عدة وسرقة ونهب من قادة كولومبيا الكبرى العسكريين.
وخلال تلك الفترة، كانت الحرب تجري في البحر. ودمر الأدميرال مارتين خورخي جيسي، قائد فرقة بيرو، السفن الحربية الإسبانية المحاصرة لسواحل بيرو، مما أتاح وصول إمدادات وتعزيزات من كولومبيا، وبالوقت نفسه، تم محاصرة القوات الملكية الإسبانية في بيرو، المتمركزة في كاياو تحت قيادة خوسيه روديل.
في 2 أغسطس وفي بلدة رانكاس التابعة لتقسيم باسكو البوليفي، استعرض بوليفار ما استطاع الجيش تحقيقه حتى تلك اللحظة، وكانت المحصلة أنه استطاع تجنيد قرابة الإثني عشر ألف رجلًا على استعداد لمواجهة جيش التاج الملكي الإسباني لبيرو، والذي كان خارج نطاق الخدمة منذ أوائل 1824 عقب تمرد بيدرو أنطونيو أولانيتا. وكانت معركة خونين في 6 أغسطس 1824 قد أدت إلى هزيمة الجيش الإسباني في بيرو لأول مرة. بينما كان النصر في معركة أياكوتشو في 9 ديسمبر من العام ذاته، قد وضع نهاية للتاج الملكي الإسباني في بيرو.

### تحرر أمريكا الجنوبية وبيرو

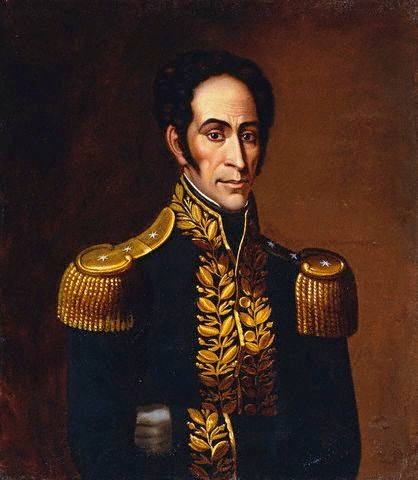
سيمون بوليفار بريشة أنطونيو صالاس.

قبل معركة أياكوتشو، قام بوليفار بتشكيل حكومة وزارية مجددًا. وظل خوسيه فوستينو سانشيث في الحكومة، ولكنه تولى وزارة الخارجية، فيما تولى إيبوليتو أوانوي وزارة المالية، بينما كان القائد توماس دي إيريس، من كولومبيا الكبرى، وزيرًا للحرب. وتميزت حكومته في بيرو بقمعها الشديد للشعب ومعارضيهم، إضافة إلى عزمها على التدخل الكبير في السلطة القضائية، المشكلة حديثًا، وفي انتخاب الكونغرس. ومع ذلك، فإن حكومة بوليفار تميزت عبر إنشاءها المؤسسات الأساسية، التي كانت بمثابة تنظيم دولة بيرو الوليدة.
في 10 فبراير عام 1825، وبعد سنة من دخول الكونغرس بفترة توقف، وقيام المُحرر بعقد جلساته مجددًا. عقد الكونغرس جلساته لمدة شهر قبل حله وإنهاء مهامه في 10 مارس. وخلال هذه الفترة، أذن الكونغرس بخروج ستة آلالاف جنديًا بيروفيًا إلى كولومبيا الكبرى، وبالمثل وافق على منح جوائز للعسكريين المنتصرين، وأصدر قرارًا بتجاهل مستقبل اختيار بيرو العليا.
وفي 20 مايو 1825 ومن مدينة أريكيبا، أجرى بوليفار انتخابات لكونغرس عام للبلاد، التي كانت ستجرى جلساته لاحقًا في 10 فبراير من العام المقبل. وعلى الرغم من ذلك، فلم يستطع المُحرر افتتاح جلسات المجلس الجديد، حيث لم يكن موافقًا على انضمام بعض النواب مثل فرانثيسكو خابيير دي لونا بيثارو، الذي انتُخب عن تقسيم أركيبا. وفي شهر أبريل، استطاع عقد جلسات تمهيدية، إلا أنها فشلت ولم تكن مثمرة، فأعلنت الحكومة عدم جدوى سلطات نواب أريكيبا وليما وقوسقو ومقاطعات أخرى.
في 26 مايو 1826، سحبت الحكومة من البلديات حق انتخاب سلطاتها، وبعدها بفترة وجيزة، أصدرت ما يفيد بأن يترشح حكام المناطق الإدارية للهيئات الانتخابية لمقاطعتهم، لتصادق كل واحدة منهم مباشرة على الدستور السياسي الدائم لبيرو، الذي أعده بوليفار، والذي منحه لقب الرئيس الدائم للبلاد مدى الحياة.
وفي 4 سبتمبر من العام ذاته، توجه بوليفار، عبر مركب كونغرسو، إلى كولومبيا، تاركًا مجلس الحكومة في بيرو نائبًا عنه لضمان صلاحية الدستور مدى الحياة. ولم يعد بوليفار مجددًا إلى بيرو. وبدوره، فشل مجلس الحكومة في إقناع المحكمة العليا للبيرو المصادقة على الدستور الدائم ولا تعيين بوليفار كرئيسًا مدى الحياة؛ وهو ما أدى بمجلس ليما، مضغوطًا، إلى إعطاء صلاحية لمحاضر الهيئات الانتخابية والضوء الأخضر لصدور الدستور. وجرى العمل بالدستور حتى يوم 26 يناير من 1827، حتى سقط مجلس الحكومة، وتم إجراء انتخابات جديدة.
وخلال فترة حكمه، أتمّ بوليفار اتفاقه بإحياء جيش كولومبيا الكبرى، عقب الخسائر التي ألمت به خلال معاركه التحريرية في البيرو، وليس فقط القتلى في أرض المعركة، بل أيضًا بسبب الفرار والمرض. ولذلك أمر المُحرر بالتجنيد القسري للبيروفيين لإعداد القوات، وإرسالها لاحًقا إلى فنزويلا، فيما بقيت فرق كولومبيا الكبرى في البيرو.

#### أمور أخرى
في مجال تنظيم الدولة، استعاض بوليفار، في 6 مارس 1824، بمجلس العدل الأعلى، أو ما سُمي محكمة الشمال العليا، الذي تم استبداله في وقت سابق بأمر من سان مارتين عام 1821 إلى محكمة الاستئناف، عن محكمة ليما الملكية. وكان هذه المجلس أساسًا لمحكمة ليما العليا، والتي بعد معركة أياكوتشو، أصبحت محكمة العدل العليا. وعين بوليفار مانويل لورينثو دي بيداوري رئيسًا لها حتى عام 1828. وعاد بيداوري ليشغل المنصب مجددًا فيما بين أعوام 1813 و1834، ومن 1837 حتى 1839. وبينما كان بيداوري رئيسًا للمحكمة، وخوسيه ماريا جالديانو نائبًا عامًا، أجريا محاكمة خيانة ضد كل من فيكونت سان دونس، خوان دي بيريندواجا وخوسيه تيرون، والتي انتهت بحكم الإعدام لكليهما رميًا بالرصاص في بلازا مايور دي ليما في 15 أبريل 1826، ولا يزال هذا الحادث مثيرًا للجدل، فيما حاول المتعاطفون مع بوليفار التبرير للأمر والتقليل من حدته. علاوة على ذلك، كان ما حدث في محاكمة اغتيال برناردو دي مونتياجودو، فقد استجوب بوليفار المشتبه بهم مباشرة، وأصدر أحكامه عليهم، حيث كان المُحرر يتدخل بشكل مباشر في المحكمة العليا وقرارتها. وتعود أحداثها إلى أن بوليفار كان قد أدخل مونتياجودو في دائرته الخاصة، وعهد إليه مهمة إعداد اجتماع الكونغرس في بنما، لإكمال مهمته لوحدة أمريكا اللاتينية. وكان يوجد من بين أصدقاء بوليفار المقربين ألد أعداء مونتياجودو، وعلى سبيل المثال، سكرتير المُحرر، الجمهوري خوسيه سانشيث كاريو، الذي كان لا يثق في مونتياجودو، ويعتبره مواليًا للملكية. واعُتقل كانديلاريو إسبينوسا، واستجوبه بوليفار شخصيًا ليعرف من استأجره لقتل مونتياجودو، ولكن المسلح احتفظ بالسر. ولكن وفقًا للإصدارات المختلفة غير المؤكدة، فإن المحرض على الجريمة كان سانشيث كاريو، والذي مات مسمومًا بعدها بفترة وجيزة. وإضافة إلى محكمة العدل العليا، قام بوليفار أيضًا بتأسيس المحكمة العدل العليا في كل من تروخيو، وأريكيبا وقوسقو.

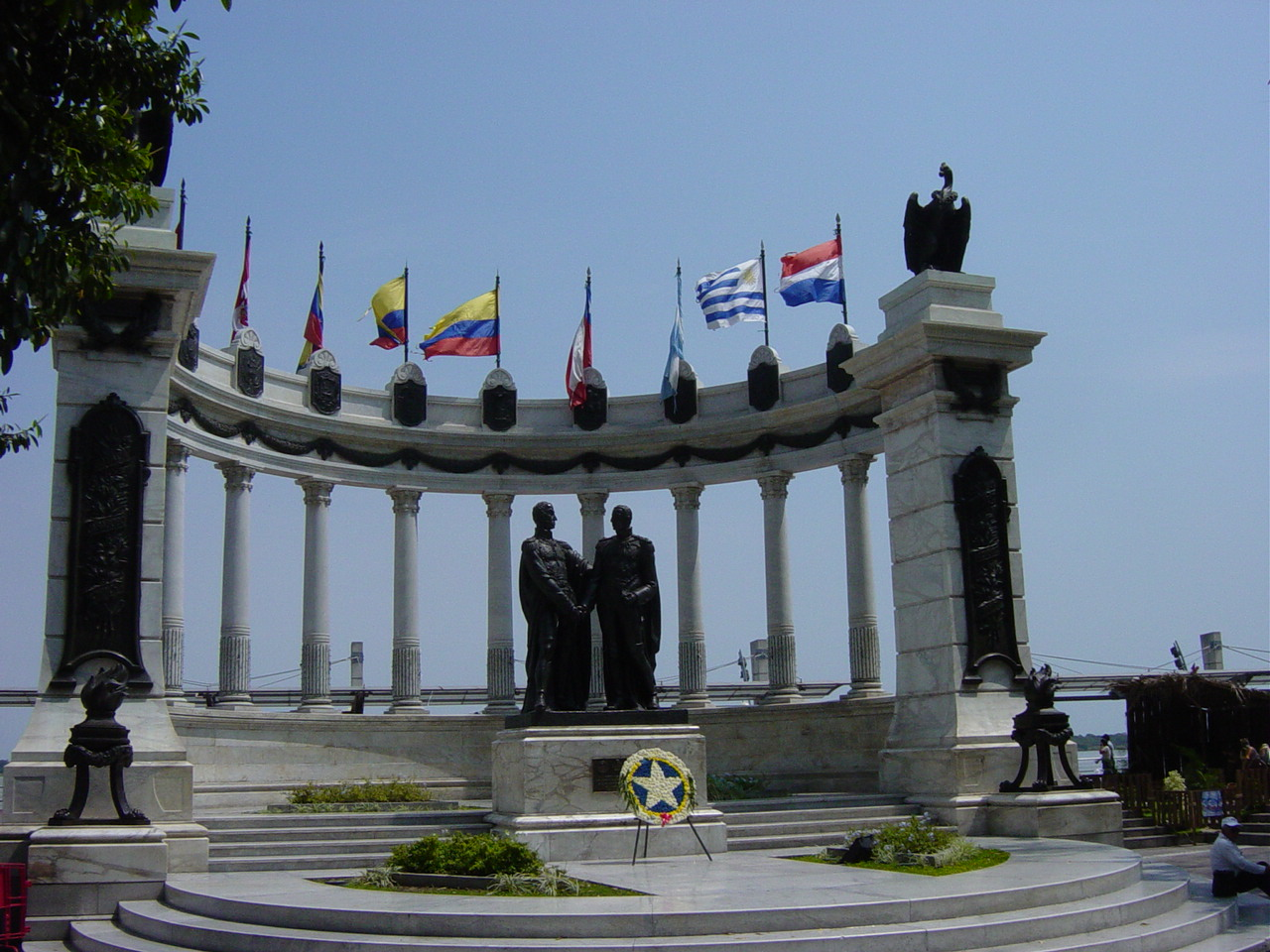
نصب تذكاري يجمع بين كل من بوليفار وسان مارتين في غواياكيل، الإكوادور.

قام بوليفار بتأسيس عدة كليات وطنية هامة مثل الكلية الوطنية للعلوم ومدارس لتعليم الأطفال في قوسقو، وهي مؤسسات تعليمية عُرفت باسم المدارس البوليفارية. وبالمثل أسس الجريدة اليومية إلبيروانو عام 1825، التي تُعد الجريدة الرسمية للبيرو. كما أصدر قانون الصحافة الأول، الذي بموجبه، استطاع قمع كل مصدر مكتوب لا يحبذه. وكانت تنص لائحته على السجن ست سنوات لمؤلفي الكتابات التي تعتبرها الحكومة بمثابة فعلًا تخريبيًا، وكانت تمنع الهجاء ضد الأنظمة الحكومية.
ضمن الموارد المالية البيروفية، قامت حكومة بوليفار بعملين رئيسيين. الأول، وضعوا المكافآت للجيش الموحد، حيث تتولى دولة بيرو الدفع لهم حتى منتصف القرن التاسع عشر، مع أخذ قرض من إنجلترا، والذي مثل قيمة 25٪ فقط من رأس المال، وكان عليها دفع كاملًا، إضافة إلى الفوائد. وكان بوليفار قد تسلم دولة مهلهلة، ولم تستطع إدارتها تحسين تلك النقطة.
وأثناء حكمه، كان بوليفار يقمع كل معارضييه الرئيسيين. ولذلك نفى كل من فرانثيسكو خابيير دي لونا بيثارو وماريانو نيكوتشيا، وسجن كل من الأدميرال مارتين خورخي جيسي والأخوين إجناثيو وفرانثيسكو خابيير مارياتيجي، وبعض العسكريين التشيليين والأرجنتينيين، فيما نفذ حكم الإعدام في كل من خوسيه بيرناردو دي توري تاجلي وخوان دي بيريندواجا، فيكونت سان دونس. إضافة إلى ذلك، تدور الشكوك حوله بشأن اغتيال برناردو دي مونتياجودو.
وكان بوليفار قد ألحق غواياكيل، التي أعلنت استقلالها تحت قيادة خوسيه خواكين دي أولميدو عام 1820، بكولومبيا الكبرى، عقب اجتماعه مع سان مارتين عام 1822. وقد سبقت غواياكيل كل من البيرو والإكوادور، والتي في الوقت نفسه أدت إلى بدء النزاع الإقليمي بين البيرو والإكوادور.
وأعلن شعوب الكريول في بيرو العليا عام 1825 عن تفردهم بالدولة وإعلانها مستقلة، ورفضوا الانضمام إلى ليما أو بوينس آيرس. وبذلك، تأسست جمهورية بوليفيا من بيرو العليا. وعلى لسان المؤرخ البيروفي خورخي باسادري «أن جذور بوليفيا ترجع إلى محكمة تشاركس الملكية، التي تأسست أولًا تحت التاج الملكي في بيرو ثم تحولت إلى ملكية ريو دي لا بلاتا».

## حياته السياسية

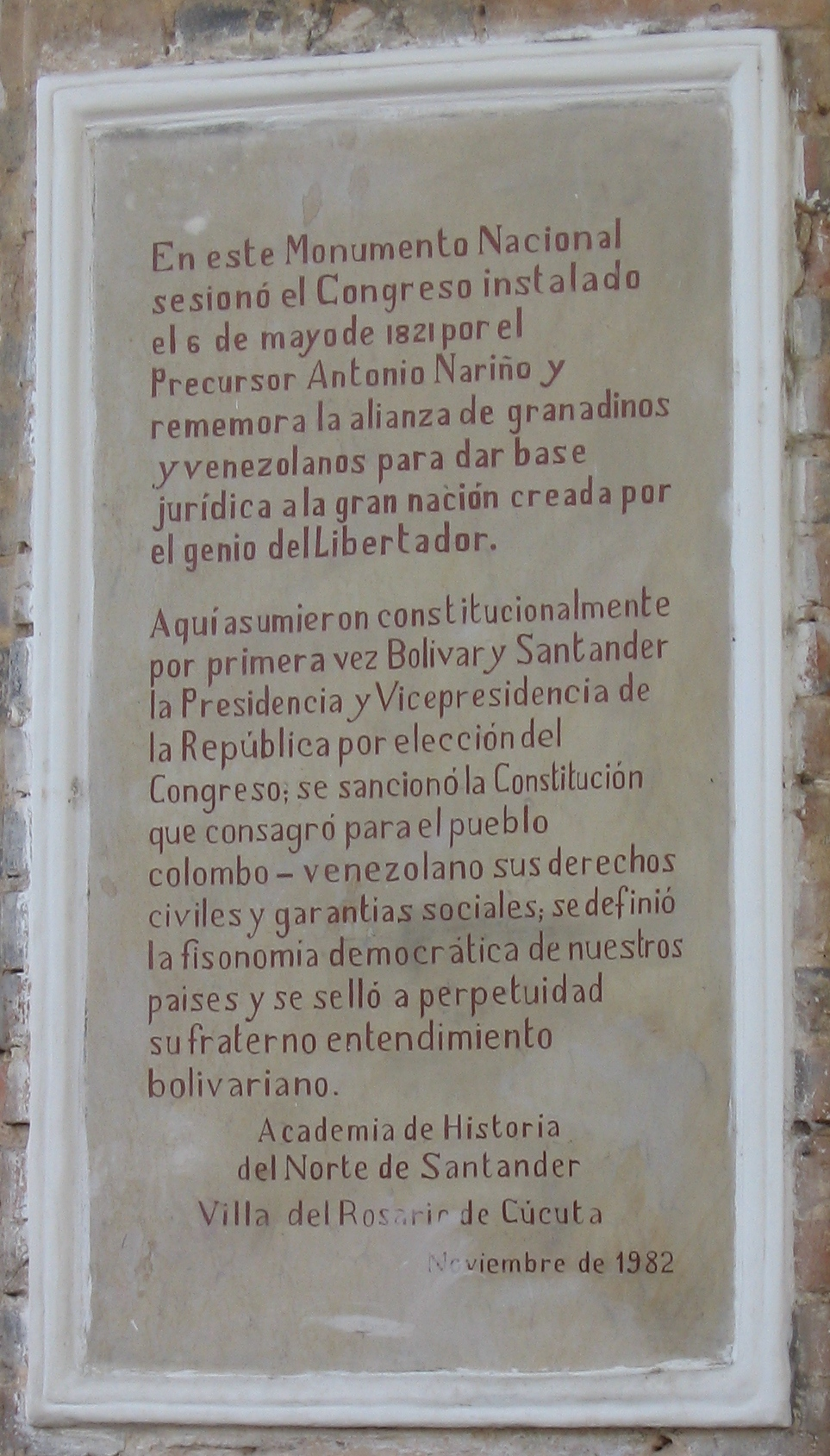
لوحة تذكارية في موقع جلسات مؤتمر كوكوتا حيث أُقر دستور كوكوتا 1821.

في 6 أغسطس 1825، أسس سوكري كونغرس بيرو العليا، حيث نشأت جمهورية بوليفيا على شرف بوليفار. وكتب بوليفار دستور 1826، إلا أنه لم يتم استخدامه مطلقًا. وفي العام نفسه، عقد بوليفار كونغرس بنما، والذي يُعد أول مؤتمر في نصف الكرة الآخر.
عندما كان مسافرًا إلى فنزويلا، قبل اندلاع تمرد لا كوسياتا في 30 أبريل 1826، تم تعيين بوليفار رئيسًا للبيرو مدى الحياة في 30 نوفمبر من ذلك العام، إلا أنه رفض ذلك، وتم تعيين الجنرال أندريس دي سانتا كروث رئيسًا لبيرو في 28 يناير 1827. وتمرد لا كوسياتا هي حركة سياسية اندلعت في مدينة بلنسية الفنزويلية تحت قيادة خوسيه أنطونيو بايث في 30 أبريل 1826 بهدف فصل فنزويلا عن كولومبيا الكبرى. وكان يطالب هذا التمرد بإصلاح دستور كوكوتا وإعلان انفصالهم عن سلطات بوغوتا، بالرغم من بقاءهم تحت حماية المُحرر بوليفار.
وبدءًا من عام 1827، دبت الخصومات الشخصية بين قادة الثورة، وقاموا باستغلال الصراعات السياسية، التي انتهت بتدمير آفاق اتحاد أمريكا الجنوبية التي حارب بوليفار من أجلها. وفي فنزويلا، عفا بوليفار عن المتورطين في لا كوسياتا، وفي 1 يناير 1827، تولى بايث منصب القائد الأعلى المدني والعسكري. وأصلح النظام الأساسي لجامعة كاراكاس، حاليًا جامعة فنزويلا المركزية، وتوجه إلى سانتا في في بوغوتا في 5 يوليو لعقد اتفاقية من شأنها إنشاء دستور جديد واستعادة الوفاق الوطني بعد المعارك ضد الإسبان والخلافات التي نشبت بين الأحزاب. ولم يعد بوليفار بعدها أبدًا إلى فنزويلا.
وعُقد مجلس أوكانيا في 9 أبريل 1828، ومنذ بداية الاجتماع، انفسم الحاضرون إلى ثلاثة مجموعات، كان الجنرال فرانثيسكو دي باولا سانتاندير، نائب رئيس كولومبيا الكبرى، على رأس المجموعة الأولى، والذي دافع عن مفهوم الحكومة الفيدرالية؛ فيما كان سيمون بوليفار نفسه على رأس المجموعة الثانية المدافعة عن الحكومة المركزية؛ بينما كان المستقلين بقيادة خواكين موسكيرا، وبعض القادة بالمجموعة الثالثة. وفشل المجلس، حيث لم يتم الموافقة على أي واحدة من الحلول المقترحة لوضع دستور جديد. ولذلك، قام أتباع بوليفار بالتغيب عن أوكانيا في 10 يونيو 1828، ولم يكتمل بعده النصاب القانوني لاستكمال المجلس.
وفي 9 أغسطس 1828، سن بوليفار قانونًا يحظر زواج المواطنين الإسبان في كولومبيا الكبرى. فيما تم إلغاء هذا القانون في كونغرس فنزويلا 1831.
وحظر بوليفار تدريس أعمال عالم القانون والفيلسوف الإنجليزي جيرمي بنثام في جامعات كولومبيا بوصفها تضر الشباب، حيث اشتهر بدعواته إلى النفعية وحقوق الحيوان والحرية الاقتصادية والفصل بين الكنيسة والدولة، حرية التعبير، كما طالب بإلغاء الرق وعقوبة الإعدام وإلغاء العقوبات البدنية، وذلك على الرغم من أنه يُعد واحدًا من المفكرين الأوروبيين المشهورين القلائل الذين أيدوا الاستقلال. وبالمثل وقع مرسومًا ينص على أنه يتوجب على الحكومة تعزيز وحماية الكاثوليكية بوصفها الديانة الرسمية للكولومبيين.
كان بوليفار يعتقد أنه فعلته هذه من شأنها فرض النظام والحفاظ على اتحاد كولومبيا الكبرى، وأعلن نفسه دكتاتورًا في 27 أغسطس 1828، بموجب مرسوم الدكتاتورية الاستبدادي، والذي ألغى منصب نيابة رئيس الجمهورية.

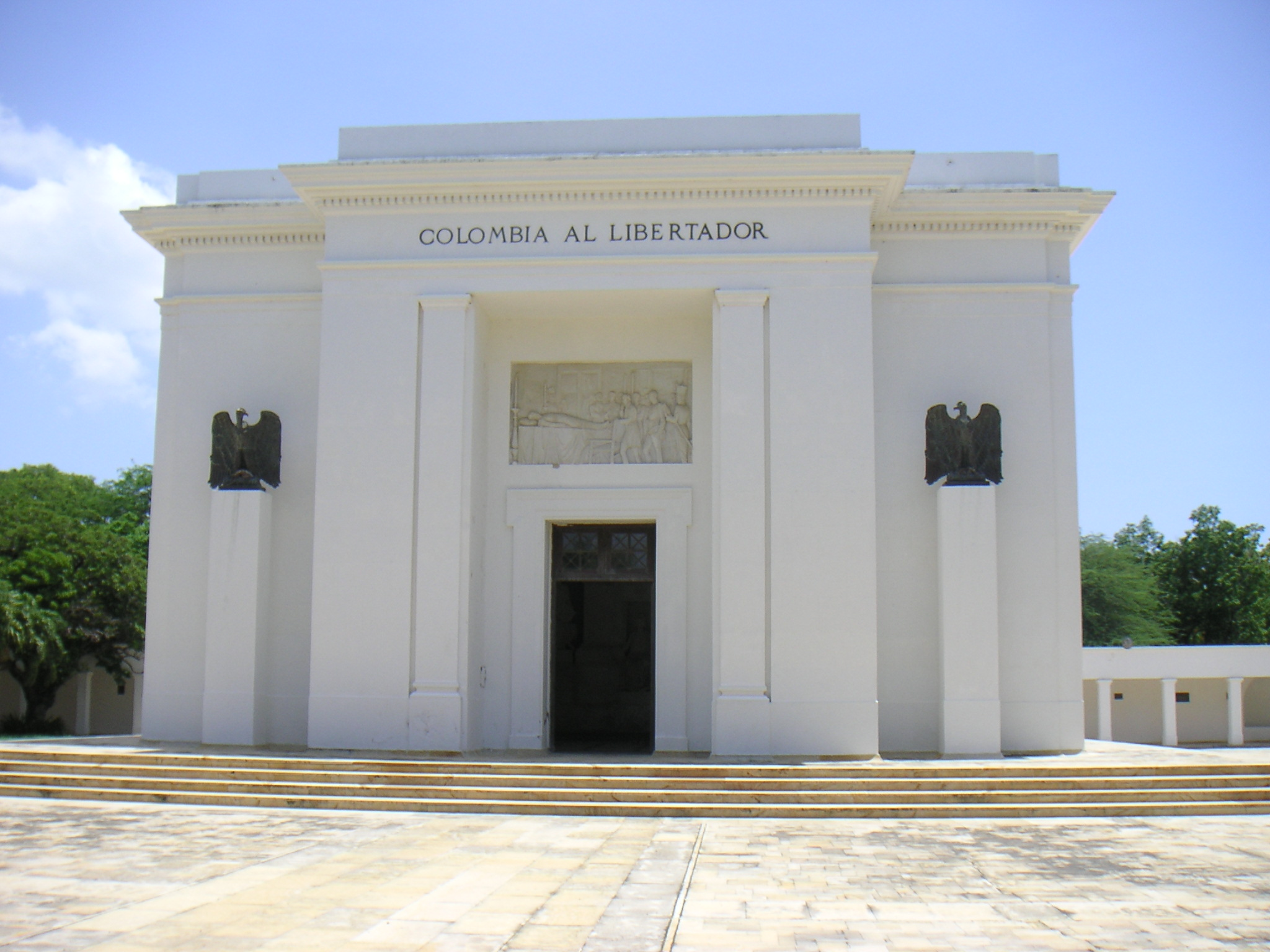
نصب تذكاري في كينتا دي سان بيدرو أليخاندرينو، حيث تُوفي بوليفارفي سانتا مارتا بكولومبيا.

وفي 25 سبتمبر 1828، نجا بوليفار من محاولة اغتياله في بوغوتا، والتي عُرفت باسم مؤامرة سبتمبر، بفضل صديقته مانويلا ساينث من كيتو، التي تسلمت وسام الشمس من الجنرال خوسيه دي سان مارتين، ولقبها بوليفار على خلفية الحدث باسم محررة المحرر. وأسفل نافذة مقر إقامته، المواجهة حاليًا لمسرح كريستوفر كولومبوس، حيث تمكن من الهرب، وُضعت لوحة تسجيلية على الإطار الجانبي.
حاول بوليفار في بداية الأمر أن يسامح آولئك الذين اعتبرهم متأمرين عليه، أعضاء الفصيل الموالي لسانتاندير. وفي النهاية، قرر تقديمهم لمحكمة العدل، والتي أقرت بوجوب إعدام من تآمر عليه رميًا بالرصاص، بالرغم من وجود البعض الذين لم تثبت مسؤوليتهم كاملة. وكان فرانثيسكو دي باولا سانتاندير نفسه يعلم مسبقًا بهذه المؤامرة، ولم يعارضها بشكل مباشر لخلافه مع بوليفار، ورحل إلى المنفى. وعقب هذه الأحداث، استمر بوليفار في حكمه في بيئة مخلخلة، محاصرًا بمنازعات فصائلية ومصابًا بمرض السل. واستمرت أعمال الشغب. وأعلنت كولومبيا الكبرى الحرب على بيرو، وقام رئيس البيرو خوسيه دي لا مار بغزو غواياكيل، ولكن تغلب عليه أنطونيو خوسيه دي سوكري في معركة بورتيتي دي تاركي في 27 فبراير 1829، فيما أعلنت فنزويلا استقلالها في 13 يناير 1830، واحتل خوسيه أنطونيو بايث رئاسة الدولة، منحيًا بوليفار.
استقال بوليفار من الرئاسة في 20 يناير 1830 في مجلس أدميربالي، إلا أنها لم يتم قبولها حتى 4 مايو من نفس العام، وقد حصل على معاشًا تقاعديًا، قُدر بثلاثين ألف بيزو سنويًا.
بينما كان وحيدًا وخائب الأمل، قرر بوليفار السفر إلى جامايكا وأوروبا، إلا أن مرضه منعه، فيما رحب به الإسباني السيد خواكين دي ميير إيه بينيتيث، ليكون في حمايته ومعيته، ودعاه للبقاء في مزرعته كينتا دي سان بيدرو أليخاندرينو، جنوب غرب مدينة سانتا مارتا، بمقاطعة ماجدالينا بكولومبيا الكبرى.

### ولايته
مناصب سياسية:
| المناصب السياسية                  | المناصب السياسية                                   | المناصب السياسية            |
| --------------------------------- | -------------------------------------------------- | --------------------------- |
| سبقه كريستوبال ميندوثا            | رئيس فنزويلا 6 أغسطس 1813 – 7 يوليو 1814           | تبعه خوسيه أنطونيو بايث     |
| سبقه اتحاد فيدرالي                | رئيس كولومبيا الكبرى 17 ديسمبر 1819 – 5 مايو 1830  | تبعه دومينجو كايثيدو        |
| سبقه خوسيه بيرناردو دي توري تاجلي | ديكتاتور ورئيس بيرو 17 فبراير 1824 – 28 يناير 1827 | تبعه أندريس دي سانتا كروث   |
| سبقه حكومة مشكلة/ بيرو العليا     | مًحرر ورئيس بوليفيا 12 أغسطس 1825 - 19 ديسمبر 1825  | تبعه أنطونيو خوسيه دي سوكري |

## وفاته

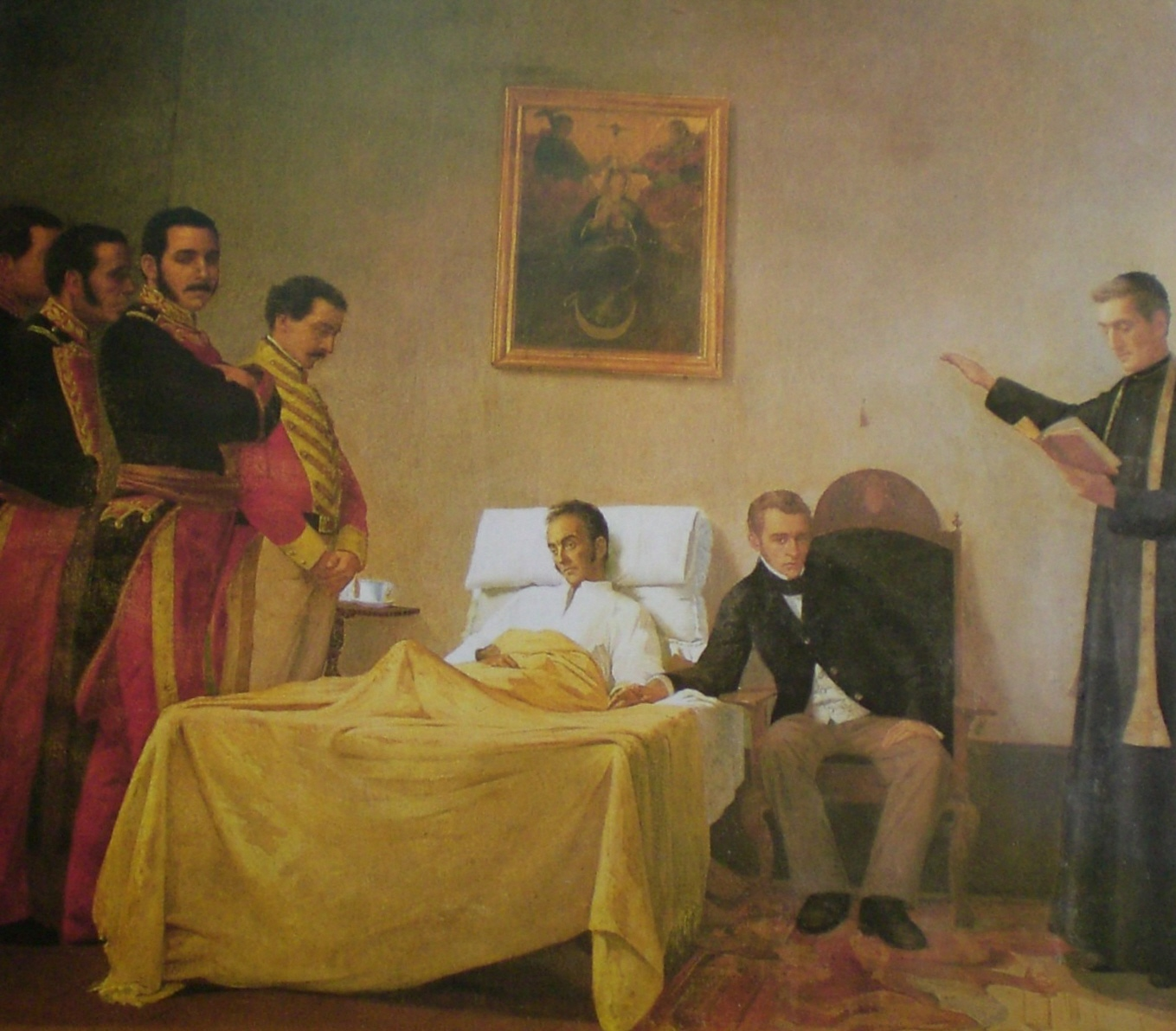
وفاة بوليفار بريشة الرسام الفنزويلي أنطونيو إيريرا تورو.

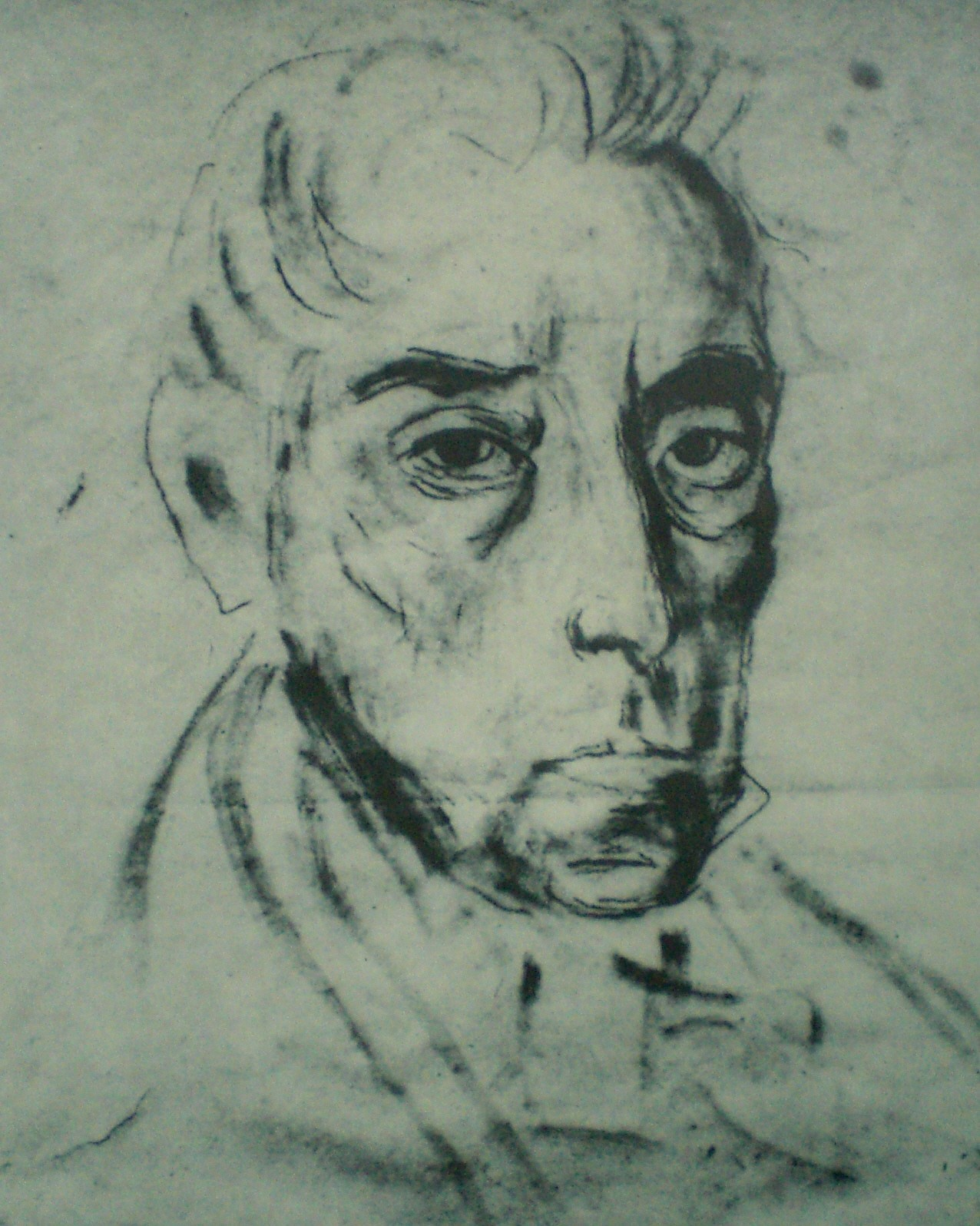
رسم تقريبي لسيمون بوليفار في نهاية حياته بريشة خوسيه ماريا إسبينوسا.

في 8 مايو 1830، غادر بوليفار إلى بوغوتا برفقة مجموعة من الأصدقاء والسياسيين ومعه سبعة عشر ألف بيزو، حصيلة بيع أدوات المائدة الفضية ومجوهراته وخيوله. فيما أرسل له نائب رئيس كولومبيا الكبرى دومينجو كايثيدو جواز سفره، حيث كان ينوي العودة إلى أوروبا. وفي يونيو، وصل إلى كارتاخينا، حيث شجعه السكان المحليين على مواصلة القتال، فيما استمرت الحملة ضده في بوغوتا. وفي 1 يوليو، أبلغه القائد ماريانو مونتييا اغتيال مشير أياكوتشو، أنطونيو خوسيه دي سوكري، وهو الخبر الذي أدى إلى انهيار بوليفار بشكل كبير. وشاهد في نهاية الشهر خبرًا صحفيًا عن قرار الكونغرس الفنزويلي بقطع العلاقات مع كولومبيا، في حالة بقاء المُحررعلى الآراضي الكولومبية. وتسببت هذه الإساءة في تدهور صحة بوليفار، فيما اقنعه أتباعه بعدم مغادرة كولومبيا.
وصل بوليفار إلى سانتا مارتا هزيلًا في 1 ديسمبر 1830، بعد رحلة مؤلمة عبر نهر ماجدالينا من بوغوتا. وبالرغم من الطقس الجيد والرعاية المقدمة، إلا أن حالته الصحية ساءت خلال تلك الأيام، ولكن تخللتها بعض لحظات التركيز التي سمحت له بكتابة وصيته وإعلانه الأخير في 10 ديسمبر، حيث كان مريضًا بشدة، إلا أنه تمنى موته، حيث أنه يسمح، على الأقل، بتدعيم الاتحاد واختفاء الأطراف المتصارعة.
وأخيرًا، تُوفي المُحرر سيمون بوليفار في 17 ديسمبر 1830، عن عمر ناهز السبعة والأربعين عامًا في كينتا دي سان بيدرو أليخاندرينو بسانتا مارتا. وكانت الوفاة في الساعة الواحدة وثلاث دقائق بعد الظهر، حسبما أعلن البيان الرسمي.
وبعد وفاته بفترة وجيزة وفي عام 1831، تم حل كولومبيا الكبرى قانونيًا، حيث ضربها التفكك بسبب الخلافات السياسية التي جزأت النظام الدستوري. وتأسست الجمهوريات الثلاث غرناطة الجديدة وفنزويلا والإكوادور، واللاتي بقين تحت قيادة ونفوذ قائد غرناطة الجديدة، فرانثيسكو دي باولا سانتاندير، العائد من المنفى، والفنزويلي خوسيه أنطونيو بايث، والإكوادوري خوان خوسيه فلوريس.

## تاريخ رفاته

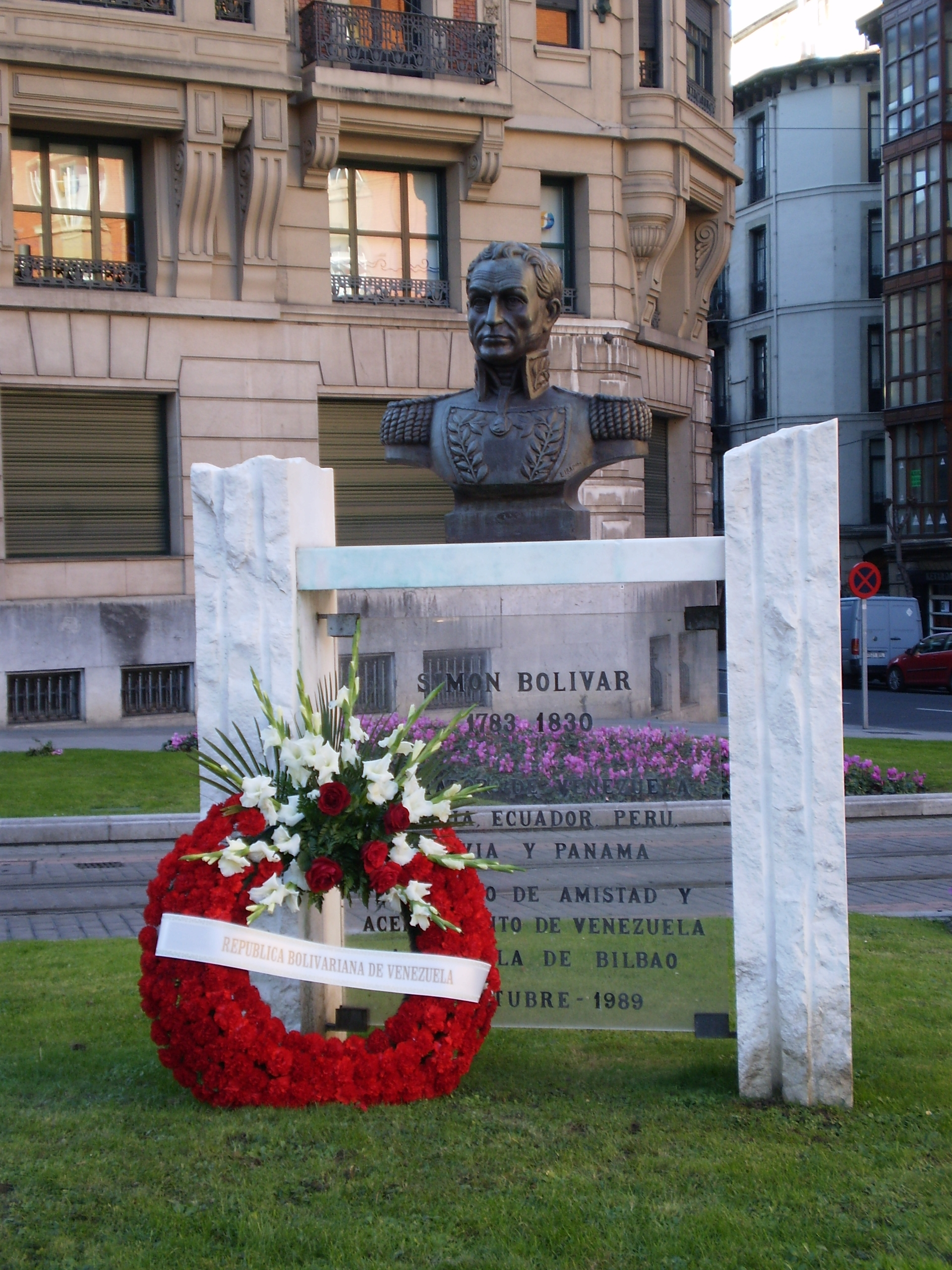
نصب تذكاري لسيمون بوليفار، مع إكليل من الزهور من حكومة فنزويلا في ذكرى وفاته في ساحة فنزويلا في بلباو بإسبانيا.

أُقيمت مراسم دفن مسيحية لرفات بوليفار في كاتدرائية سانتا مارتا، وظلت موجودة بها حتى 22 نوفمبر 1842، عندما تم استخراجها لنقلها إلى بلده الأصلي فنزويلا، وفقًا لما جاء بوصيته. ووصلت رفاته إلى كاراكاس في 16 ديسمبر 1842، وسط احتفال رسمي كبير ودفنت في سرداب الثالوث المقدس بكاتدرائية كاراكاس، والذي يحفظ رماد آبائه وشقيقتيه وزوجته، وظلوا هكذا حتى نقلهم بشكل نهائي إلى البانثيون الوطني في 28 أكتوبر 1876، في عهد حكومة أنطونيو جوثمان بلانكو.
في عام 1947، طلب البرلماني أندريس إيلوي بلانكو أمام الكونغرس الفنزويلي أن لا تكون رفات بوليفار في ناووس في مادة دون المستوى كمادة الرصاص. وتم فتح الناووس في 1972، وليس الجرة التي تحتوي على رفاته، وتم تغطيته بعلم فنزويلا المصنوع في بريطانيا.
في 16 يوليو 2010، تم استخراج رفات بوليفار بأمر من حكومة هوجو شافيز الفنزويلية لتحليل ومحاولة معرفة ما إذا كان مات، في الواقع، لأسباب طبيعية أو تم قتله. وأرسل العلماء عينات من حمضه النووي المستخرج من عظامه وأسنانه إلى المختبر بهدف تحليلها. وتم استبدال الناووس المصنوع من الرصاص بآخر من مادة بولي ميثيل ميثاكريلات، مطبوع عليه بالذهب، وتم وضعها بعد ذلك في آخر مصنوع من خشب الأرز، مع درع ذهبي. وبدءًا من 24 يوليو 2010، تم استبدال العلم بآخر من جمهورية فنزويلا البوليفارية، مطرزًا من نساءٍ ينتمين إلى سبع مناطق مختلفة من البلد، ليغطي الرفات مجددًا.
وفي 15 يوليو 2011، ذكرت وحدة الطب الشرعي التابعة لوزارة الشؤون العامة في فنزويلا التي استخرجت رفات بوليفار أن سبب الوفاة لم يكن مرض السل، وهو التشخيص الذي أقره الطبيب الذي فحصه عام 1830، ولكنه كان فقدان توازن الكهارل المائية، وأشارت مصادر رسمية أخرى أن لا يمكن تحديد سبب الوفاة. وأشار نائب الرئيس إلياس خوا إلى عدم وجود آثار السل المزمن على العظام، في حين أنه لا يستبعد أن يكون السل الدخني الأكثر خبثًا، والذي لم يصل إلى اختراق العظام.
وفي 24 يوليو 2012، قدَّم الرئيس الفنزويلي هوجو شافيز في بث تلفزيوني مشترك، صورة معالجة رقمًيا لوجه المُحرر، استنادًا إلى مذهب التأنيس في دراسة جمجمته، عقب استخراج رفاته عام 2010، والتي يمكن مشاهدتها على الموقع الرسمي للحكومة البوليفارية لفنزويلا، مع تقرير أولي أعده كل من الدكتورة يانواثيليس كروث والدكتور خوسيه مونكي، والذي يظهرغير حاسمًا حول طبيعة المرض الذي أدى إلى الوفاة.

## إرثه وتكريمه والهوس بشخصيته

غلاف.

بشكل عام، كان على بوليفار التوفيق بين الالتزامات السياسية مع نظيرتها العسكرية، والتي في كثير من الأحيان تختلط فيما بينها. ومع ذلك، فأنه أهمية أفكاره السياسية أدت إلى تقديس شخصه في دول أمريكا اللاتينية، التي تُعد ورثة عمله التحريري. وقد تم تحليل عمله السياسي بشكل رئيسي من خلال مراسلاته وخطاباته وتقاريره التي ألقاها طيلة حياته. وبالتالي، فإن بيان كارتاخينا ورسالة جامايكا وخطاب أنجوستورا يُعدا على رأس عروضه السياسية.
تتعارض الكمية الكبيرة من المراجع البوليفارية مع الرتابة التفسيرية وتسريبات القصص التي خدمت هيكلة تقديس بوليفار. هناك عدد قليل من الأعمال التاريخية النقدية لحياة وأعمال سيمون بوليفار. فتيار الرومانسية الأدبي يشتمل على كثير من ملامح التمجيد المتبع من كتاب ليسوا مؤرخين، والذين بدأوا تيار تقديس وعبادة بوليفار.
وكتب الكاتب الكولومبي غابرييل غارثيا ماركيث سيرة سيمون بوليفار في رواية الجنرال في متاهته. وهي رواية ذات طابع تاريخي، نُشرت عام 1989، وتُوثق الأيام الأخيرة من حياة الجنرال سيمون بوليفار، بدءًا من رحلة المنفى من بوغوتا إلى الساحل الكاريبي لكولومبيا في محاولة لمغادرة أمريكا والذهاب إلى منفاه في أوروبا. الذي

### تقديس شخصيته

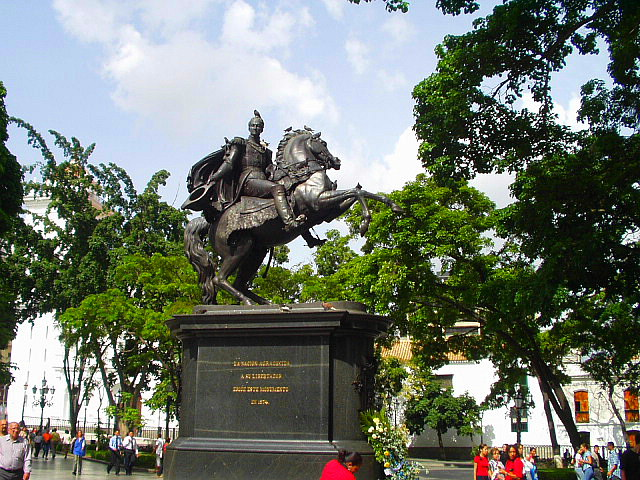
تمثال الفروسية لبوليفار في كاراكاس بفنزويلا.

أثارت شخصية وفكر بوليفار في أمريكا اللاتينية مختلف التيارات السياسية للدفاع عن أفكاره ومشاريعه، بدءًا من أقصى اليسار إلى أقصى اليمين. كان تقديس شخصية بوليفار ملحوظًا للغاية في فنزويلا، وكانت تستخدمه الحكومات المتعاقبة لتبرير وحماية مشاريعهم. وكانت واضحة جهود الرئيس الفنزويلي الراحل، هوجو شافيز، الذي حاول منح شخصية بوليفار طابعًا مقدسًا، جاعلًا منه شخصًا كاملًا ولا تشوبه شائبة، وتملئه الفضائل ولا يمكن الاقتراب منه.
ووصف المؤرخ الفنزويلي خيرمان كاريرا داماس عملية تشكل تقديس شخصية سيمون بوليفار، بشكل اقترب من عبادتها في كتابه عبادة بوليفار. فيما خصص المؤرخ الفنزويلي مانويل كاباييرو العديد من أعماله لتحليل انتشار هذه العبادة لمآرب سياسية من قبل مجموعات مختلفة في فنزويلا وخارجها.
فيما قام أنطونيو بايث، بالرغم من صراعه مع بوليفار، باستخدام شخصيته لتوحيد الشعب تحت قيادته. ولفترات طويلة، رفض العديد من البرلمانيين الفنزويليين هذه العبادة. ولكن بدءًا من 30 أبريل 1834، نجح بعض البرلمانيين باستصدار مرسوم يسمح بعبادة المُحرر. ونص المرسوم على عودة بوليفار إلى الكونغرس، على الأقل، في شكل تمثال من الرخام.
في 30 أبريل 1842، وقع خوسيه أنطونيو بايث مرسومًا يأمر، من بين أمور أخرى، بإعادة رفات بوليفار، وإعلان الحداد لثمانية أيام، إذا كان موظفًا حكوميًا، والاحتفال بذكراه السنوية في جميع أنحاء العاصمة. وبالمثل، أمر ببناء تماثيل في كل قاعات الكونغرس والسلطات التنفيذية. وفشل بايث في تغيير اسم كاراكاس إلى ثيوداد بوليفار، فيما مُنحت أنجوستورا في 1846.
وتحدث المؤرخ داماس عن المفهوم اللاهوتي للتاريخ، حيث تعرض لعملية الاستقلال، التي هي مجهود جبار من شخص واحد. فيما علق المؤرخ الألماني نوربرت ريحرمان على أن «في السنوات الأولى لإعادة البناء، كانت واضحة مزايا الرؤى المتشابهة. ولكن، وبعد كل شيء، هدد الجميع، الذي صاروا ضد التيار، بعقوبة الخالق، حتى ولو كانت في شكل ممثليه في الأرض».
كان جوثمان بلانكو الزعيم الثاني، بعد بايث، الذي أعاد عبادة بوليفار. فقدم عملة المًحرر، والتي سُميت بعد ذلك، بوليفار. وكان جوثمان، الذي أراد تعزيز النظام المركزي، قد أعاد تسمية بلازا مايور باسم بلازا بوليفار أو ساحة بوليفار، وعهد إلى إيطاليا بعمل تمثال الفروسية لبوليفار، حيث يشغل هذه الساحة.

### تكريمه
تم تكريم سيمون بوليفار عدة مرات، حتى بعد وفاته عبر إقامة العديد من المجسمات والتماثيل مثل:
- في بوغاتا في 20 يوليو 1847، أُعيد تسمية بلازا مايور القديمة باسم بلازا بوليفار، تكريمًا للمُحرر. وفي وسط الساحة، أُقيم أول تمثال كامل لبوليفار في منتصف القرن التاسع عشر، وقد نحته بيترو تينيراني عام 1844.[396] فيما أتخذت الساحات الرئيسية في العديد من مدن كولومبيا هذا الاسم، ومثله حمل إحدى تقسيمات كولومبيا بالبحر الكاريبي اسم بوليفار.
- في فنزويلا، تقريبًا، تحمل كل عواصم البلديات ساحة بوليفار، إضافة إلى وجود بعض الحدائق والمعالم والمدن والقرى باسمه، إضافة إلى ولاية بوليفار، وعاصمتها ثيوداد بوليفار، بجنوب شرق البلاد. فيما تحمل كل دول أمريكا الجنوبية المستقلة عن إسبانيا بعض التقسيمات الإدارية الهامة والمدن والساحات والشوارع والمعالم المكرسة للمُحرر بوليفار.
- وفي مدينة بنما، أُقيم تمثال شرفيًا بالساحة التي تحمل اسم بوليفار. وعلى أحد جوانبها، يقع قصر بويلفار، مقر وزارة الخارجية لجمهورية بنما. وداخل المبنى، تقع الصالة التي عُقد بها كونغرس بنما، حيث يُوجد سيف المُحرر.
- ويوجد تمثال نصفي لبوليفار في سوشا بكولومبيا في ذكرى إحياء المسار التحريري.
- في الأرجنتين، يُوجد تمثالًا ضخمًا لبوليفار، من عمل النحات الأرجنتيني خوسيه فيورابانتي، وتم افتتاحه في 28 أكتوبر 1942، وهو يتوسط حديقة ريفادافيا في بوينس آيرس. ويتكون العمل الفني من قوس من خطوط مستقيمة بطول 11 مترًا وعرض 22 مترًا، مع نقش كُتب فيه: إلى سيمون بوليفار، من الأمة الأرجنتينية، مع أربعة نقوش سفلية، وبالمنتصف يقع التمثال. وأيضًا تُوجد مدينة سان كارلوس دي بوليفار، حيث حزب بوليفار بمحافظة بوينس آيرس.
- وفي مدينة سانتا كروث دي تينيريفه، التي هي في توأمة مع كاراكاس منذ عام 1981[397] للروابط التاريخية بين جزر الكناري وفنزويلا، يُوجد تمثال نصفي للمُحرر في شارع بينيتو بيريث أرماس، بنهاية شارع فنزويلا. أيضًا في جزيرة تنريفي، هناك تمثالان للمُحرر؛ الأول في سان كريستوبال دي لا لاغونا؛ والآخر في غاراتشيكو، حيث منشأ أسلافه.[398]
- أهدت فنزويلا تمثالًا لسيمون بوليفار إلى قادس. وأمامه مباشرة، يُوجد قاعة سيمون بوليفار بجامعة قادس.

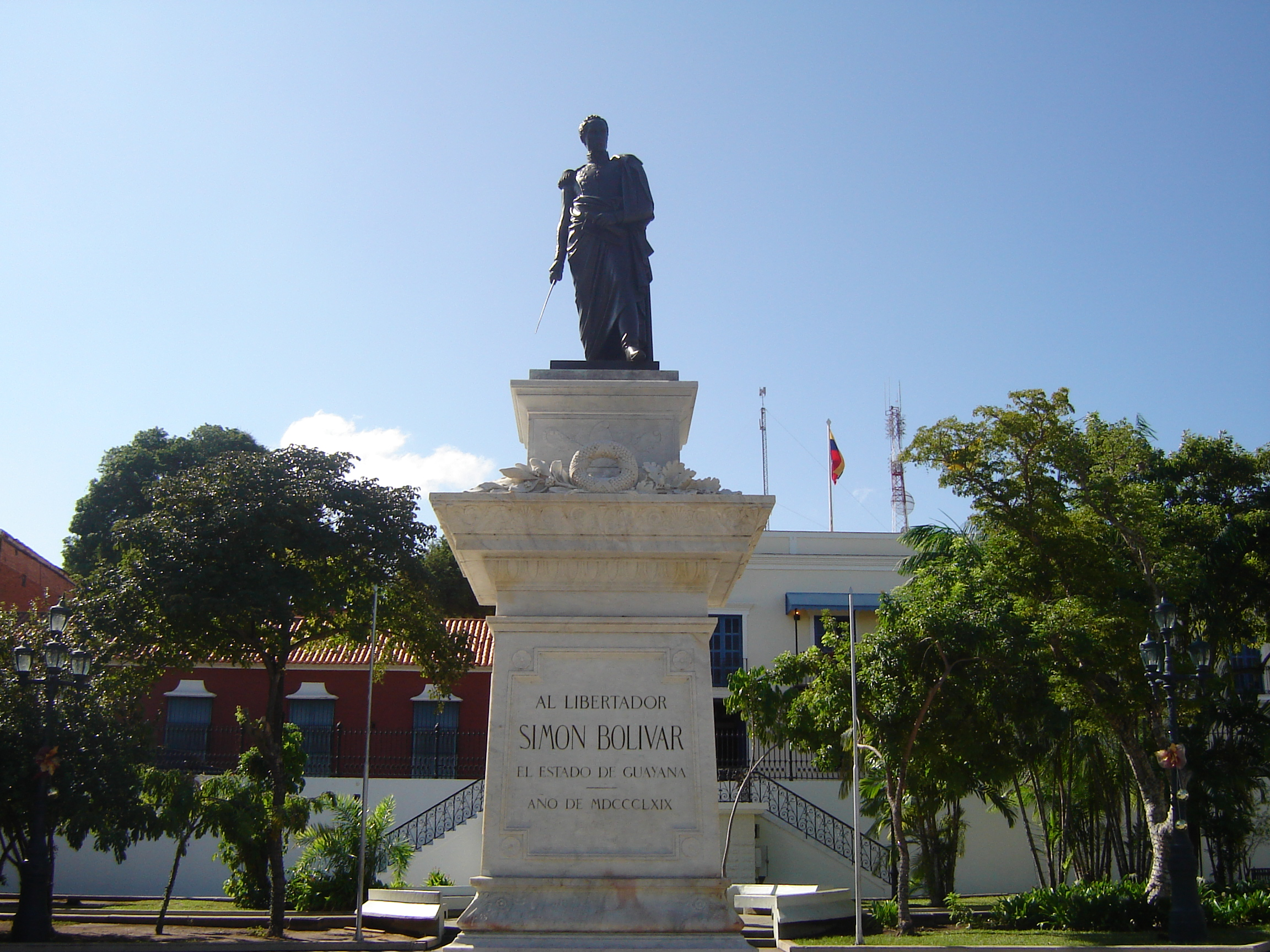
تمثال بوليفار في ثيوداد بوليفار.

- تمثال المُحرر في الحديقة الغربية في مدريد.
- تمثال المُحرر في برشلونة.
- تمثال المُحرر في إشبيلية.
- تمثال المُحرر في حي جاردن سيتي بوسط القاهرة. وقد افُتتح التمثال في الميدان الذي يحمل اسمه في 11 فبراير 1979، وقد حضر الافتتاح زوجة رئيس فنزويلا دونا بلانكا رودريجيث ده بريث، يبلغ وزن التمثال البرونزي 500 كم، وارتفاعه 2.3 مترًا، وقد قام بعمله النحات الفنزويلي كارملو تباكو؛ أما القاعدة المصاحبة فهي من صنع مواطنه، مانويل سيلڤيرا بلانكو.[399]
- تمثال المُحرر في العديد من بلدان خارج أمريكا الجنوبية مثل الولايات المتحدة وألمانيا والبرتغال وفرنسا وإيران.
- بدءًا من عام 2001، قررت جمهورية فنزويلا إطلاق اسم جمهورية فنزويلا البوليفارية، تكريمًا لأب الوطن.[400]
- هناك بعض المحافظات والمؤسسات والمدارس التي تحمل اسم المُحرر في البيرو. أيضًا هناك تمثال للمُحرر بساحة الكونغرس. فيما تحول المنزل الذي عاش فيه في حي بويبلو ليبري دي ليما إلى متحف. ومع ذلك، فإنه في ضوء نتائج أعمالهم في هذا البلد، فهو شخصية مثيرة للجدل، وانقسم حوله المؤرخون، فيما تنوعت الكتابات الأدبية.
- تم تسمية المطارات والسكك الحديدية ومترو ومحطات الأنفاق باسمه، إضافة إلى العديد من المدارس والجامعات الحكومية في أمريكا اللاتينية.
- في ولاية دورانغو المكسيكية، تُوجد البلدية التي تحمل اسمه.
- ثيوداد بوليفار هي عاصمة ولاية بوليفار الأكبر في فنزويلا. ويُوجد بها الحديقة الأكبر في المدينة وهي حديقة متروبوليتان سيمون بوليفار، التي تشتمل على الملاعب الرياضية والبحيرات ومسارات الدراجات والمكتبة والمتحف وملعب ألعاب القوى، وكولوسيوم، تسع ساحته مائة الف شخص.[401]
- البوليفار الفنزويلي هو عملة فنزويلا ابتداءً من الأول من يناير عام 2008.[402]
- تحتفظ متاحف أمريكا اللاتينية بوثائق عن أفكاره وبيئته، خاصة في البلدان الذي حررها.
- جامعة سيمون بوليفار هي واحدة من أهم الجامعات في فنزويلا، والتي تُقدم دراسات علمية وتكنولوجية فيما قبل التخرج، ودراسات عليا في مختلف المجالات مثل الموسيقى والعلوم السياسية والفلسفة والعلوم والتكنولوجيا.[403]
- دشن الرئيس الراحل شافيز شارع جمهورية فنزويلا البوليفارية في حي تشرين في مدينة السويداء، وغرس شجرة فيه بمناسبة إطلاق اسم بلاده على هذا الشارع. كما وضع الرئيس شافيز حجر الأساس لمقر جمعية الصداقة العربية السورية الفنزويلية وحديقة باسم سيمون بوليفار في منطقة ظهر الجبل في السويداء.[404]
- البيزو الكولومبي هو عملة كولومبيا الرسمية. ووضعت صورة سيمون بوليفار على قطعتي 1 و2 بيزو، وعلى عملة 20 بيزو.
- وفي جمهورية الدومينيكان، أُطلق اسمه على واحد من طرقات مدينة سانتو دومينجو دي جوثمان؛ والذي يقع جنوب غرب المدينة، ويُوجد بها العديد من المباني ذات الأهمية، والمقار الوطنية للأحزاب المختلفة في البلاد. وعند تقاطع هذا الطريق مع طريق ماكسيمو جوميث، تُوجد ساحة سيمون بوليفار دي سانتو دومينجو، التي اُفتتحت في 6 نوفمبر 2004 بحضور الرئيسين ليونيل فرناندز وهوغو تشافيز.[400]
- في نيكاراغوا، أُطلق اسمه على واحد من طرقات العاصمة ماناغوا، تكريمًا له.
- تحمل بطولة كرة القدم الأشهر في أمريكا الجنوبية اسم كأس ليبرتادوريس، وتأتي هذه التسمية تكريمًا لأبطال حروب الاستقلال بالقارة الجنوبية مثل بوليفار وبرناردو أوهيغينز وخوسيه دي سان مارتين وبيدرو الأول.[293]

### معرض الصور

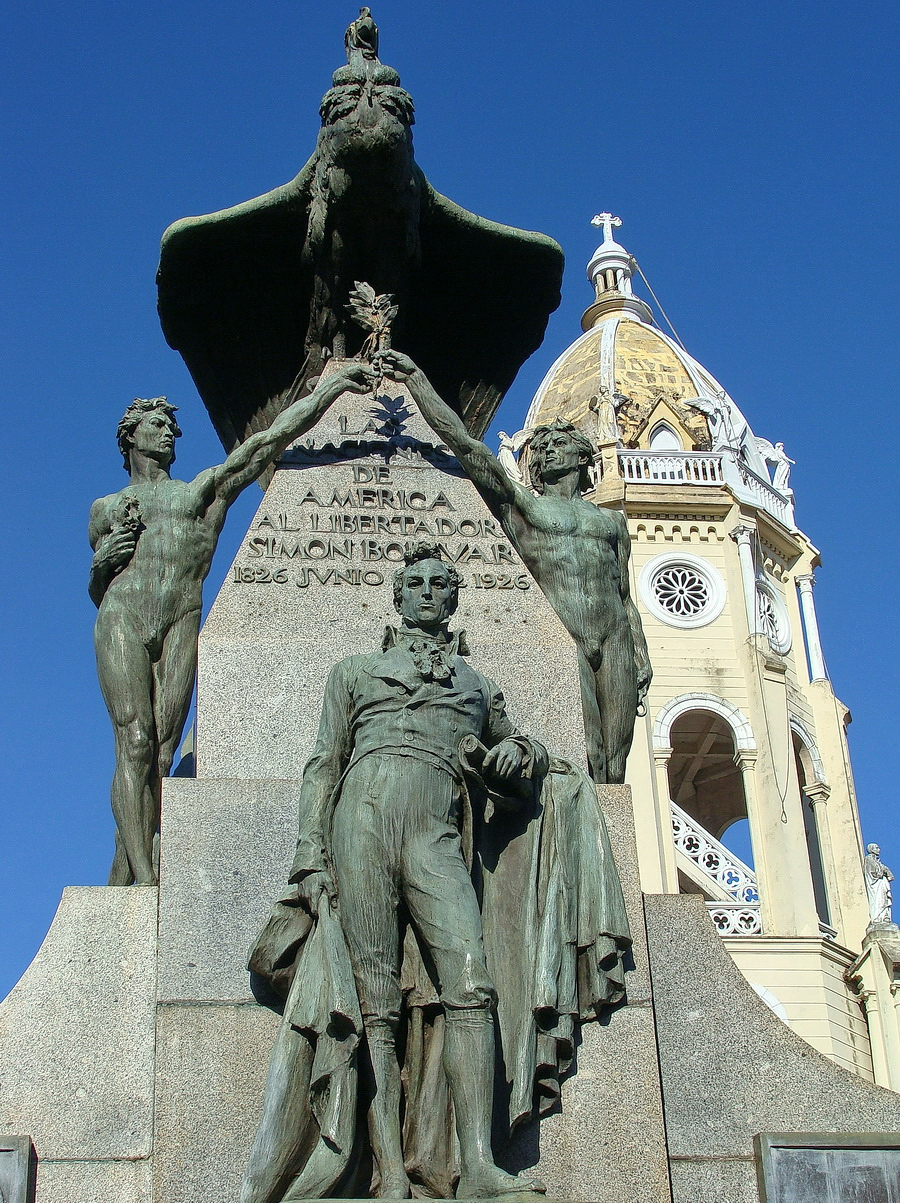
تمثال بوليفار في مدينة بنما.
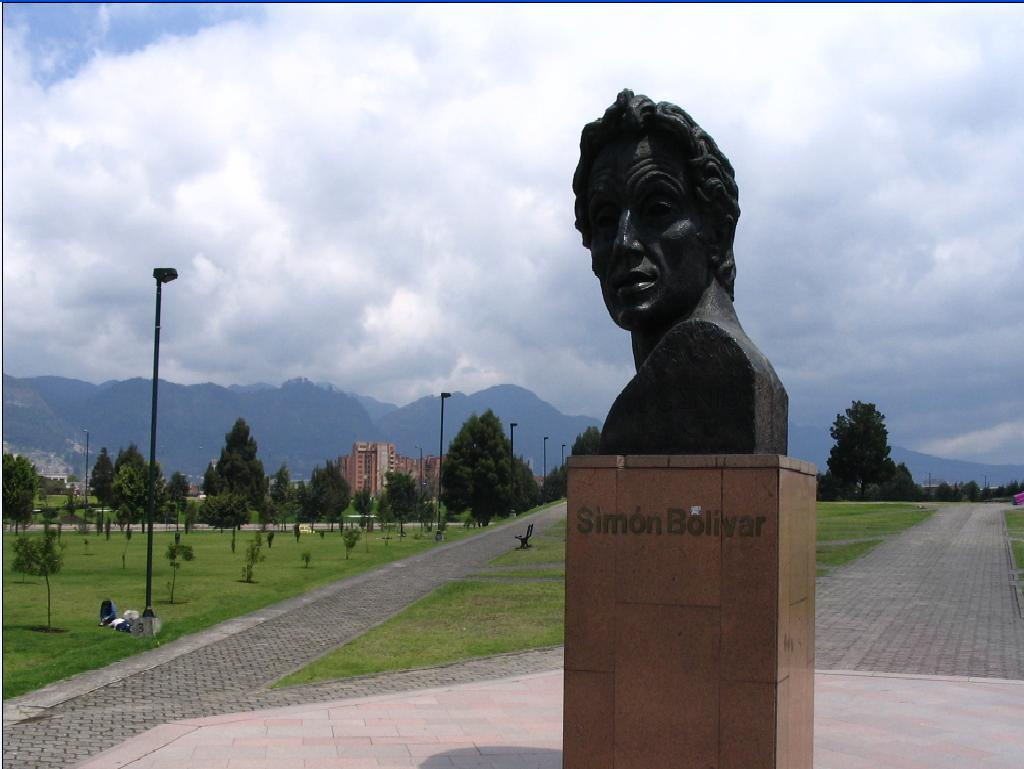
تمثال نصفي للمُحرر في حديقة سيمون بوليفار في بوغاتا بكولومبيا.
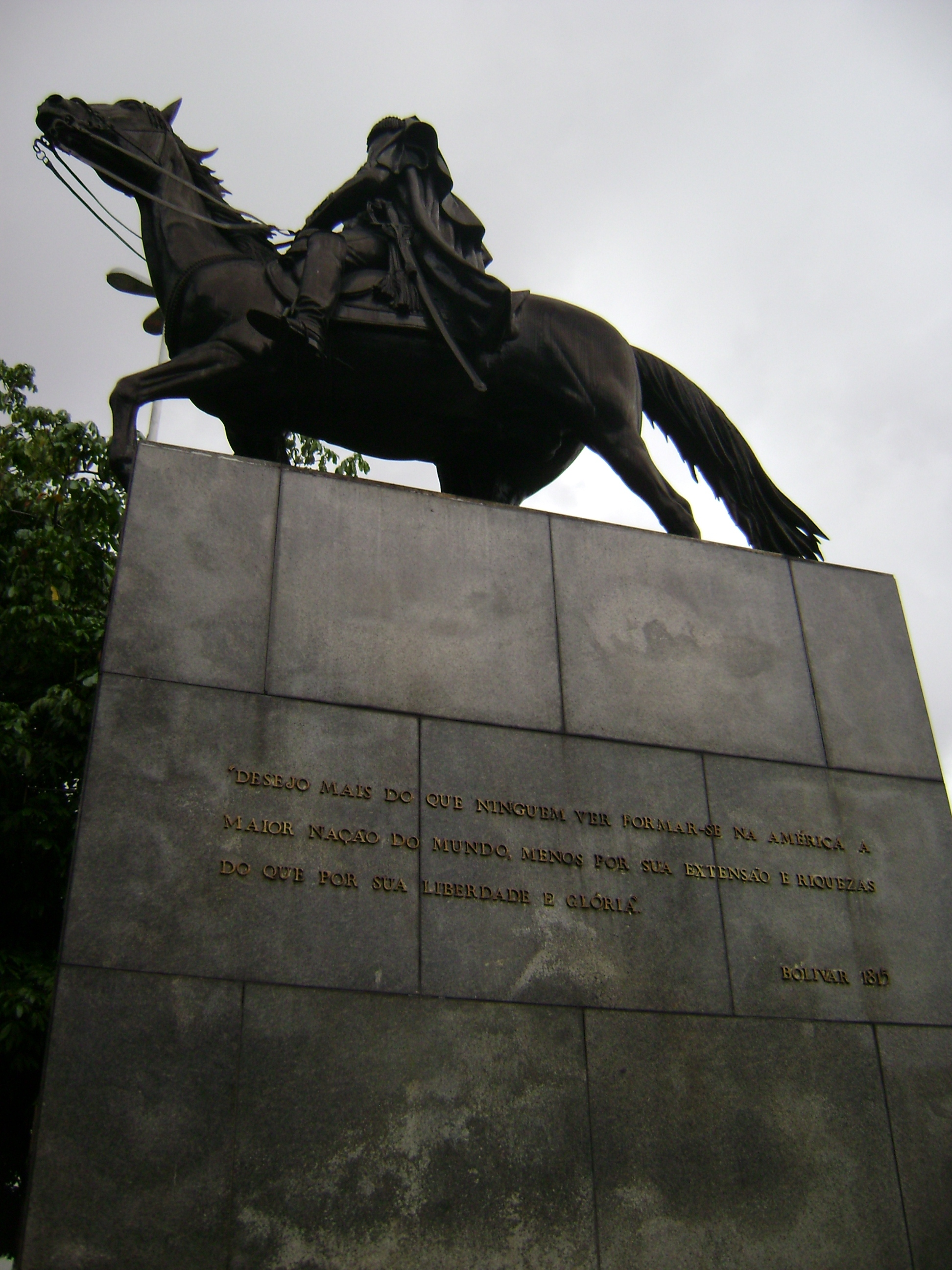
تمثال بوليفار في ريو دي جانيرو.
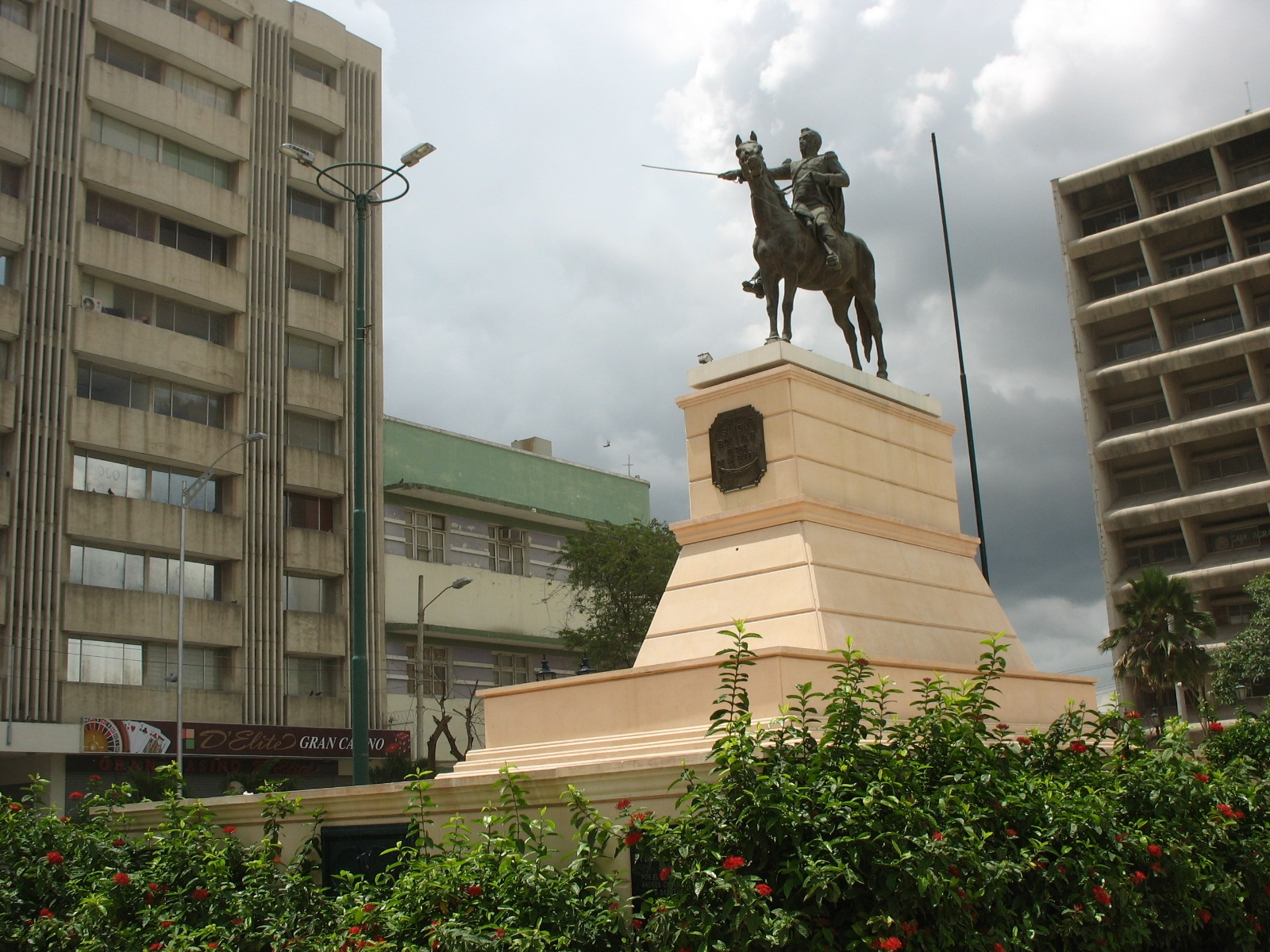
تمثال بوليفار في بارانكويلا.
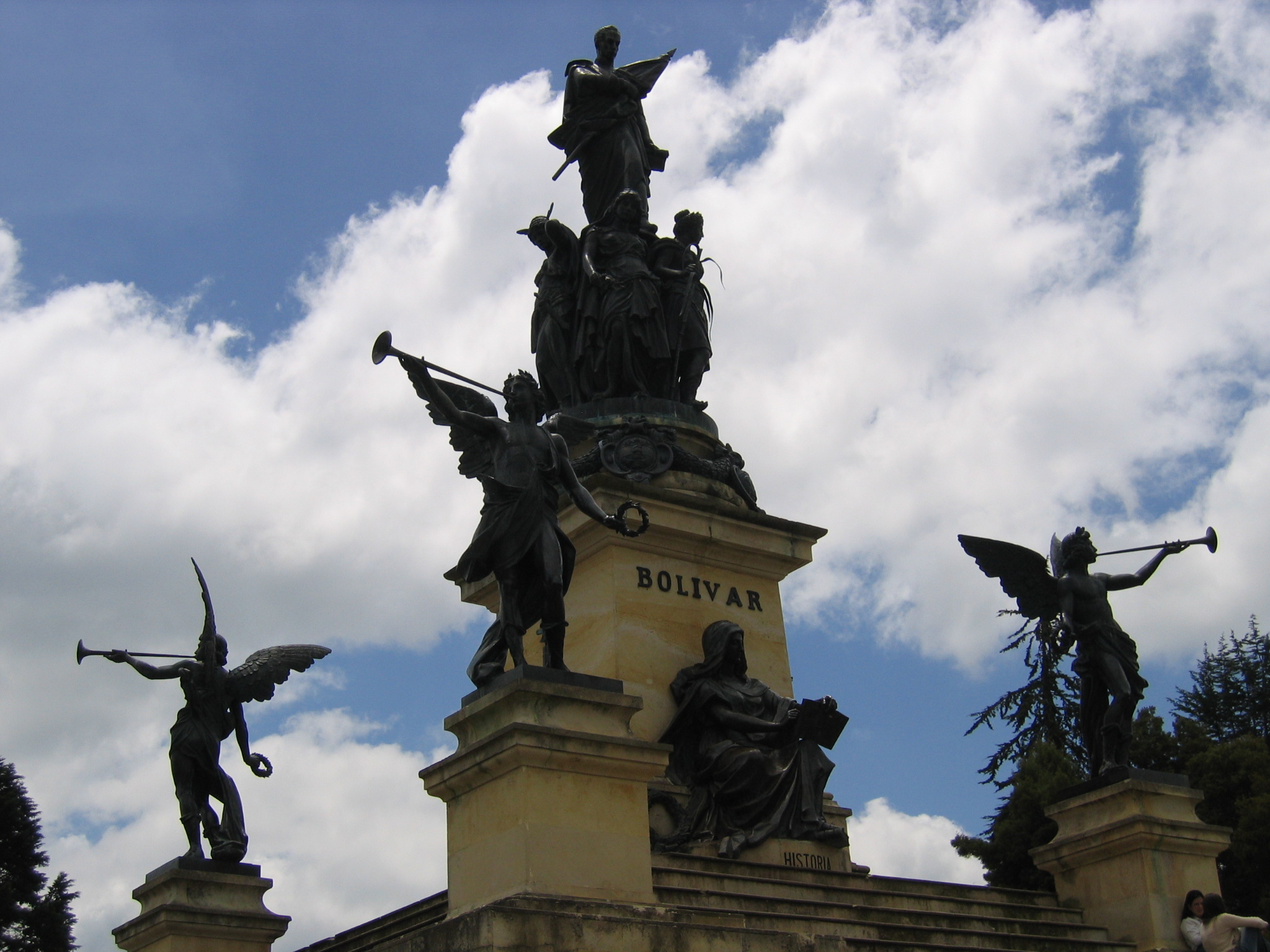
نصب تذكاري لبوليفار في بوينتي دي بوكايا بكولومبيا.
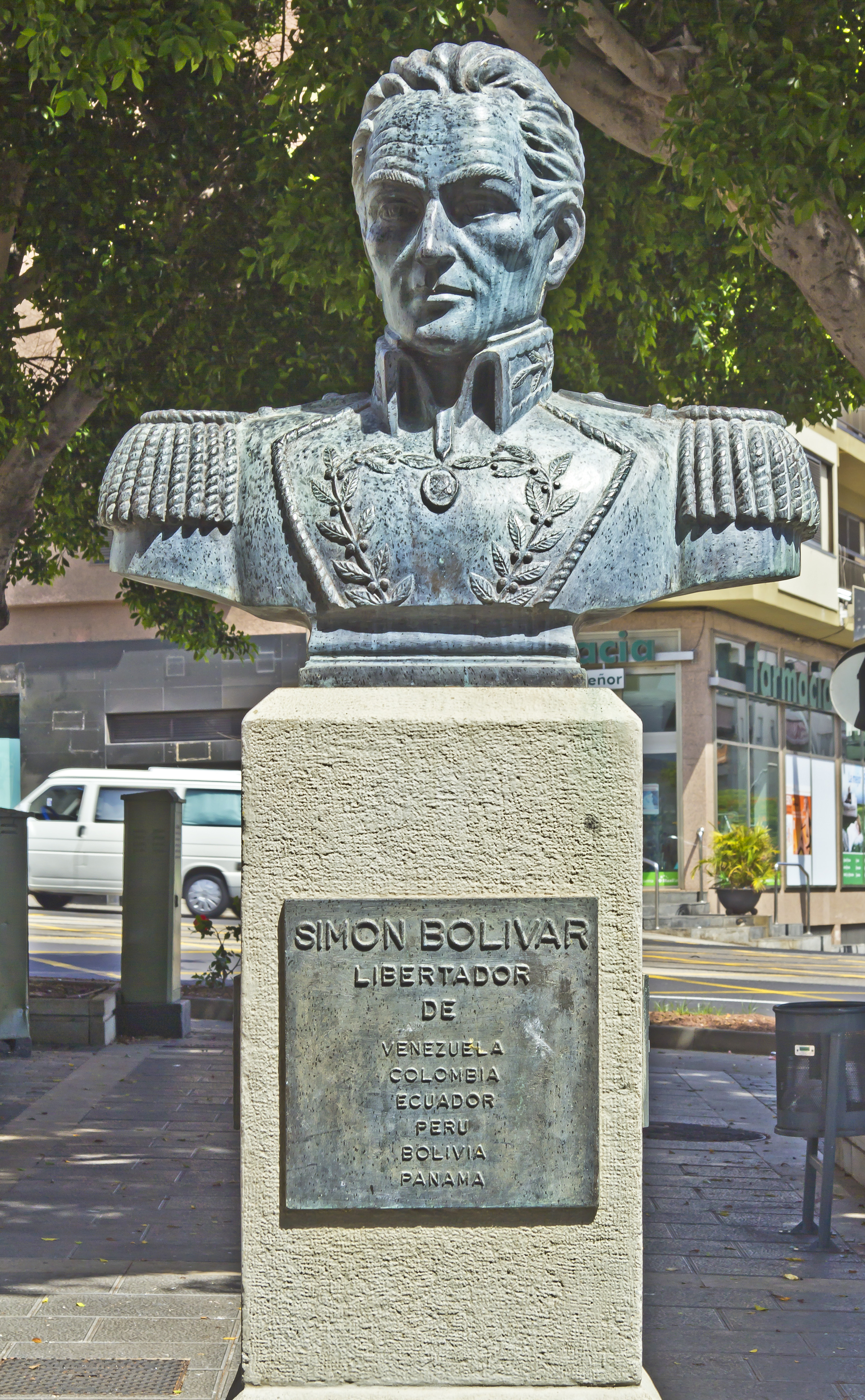
مثال نصفي للمُحرر في سانتا كروث دي تينيريفه.
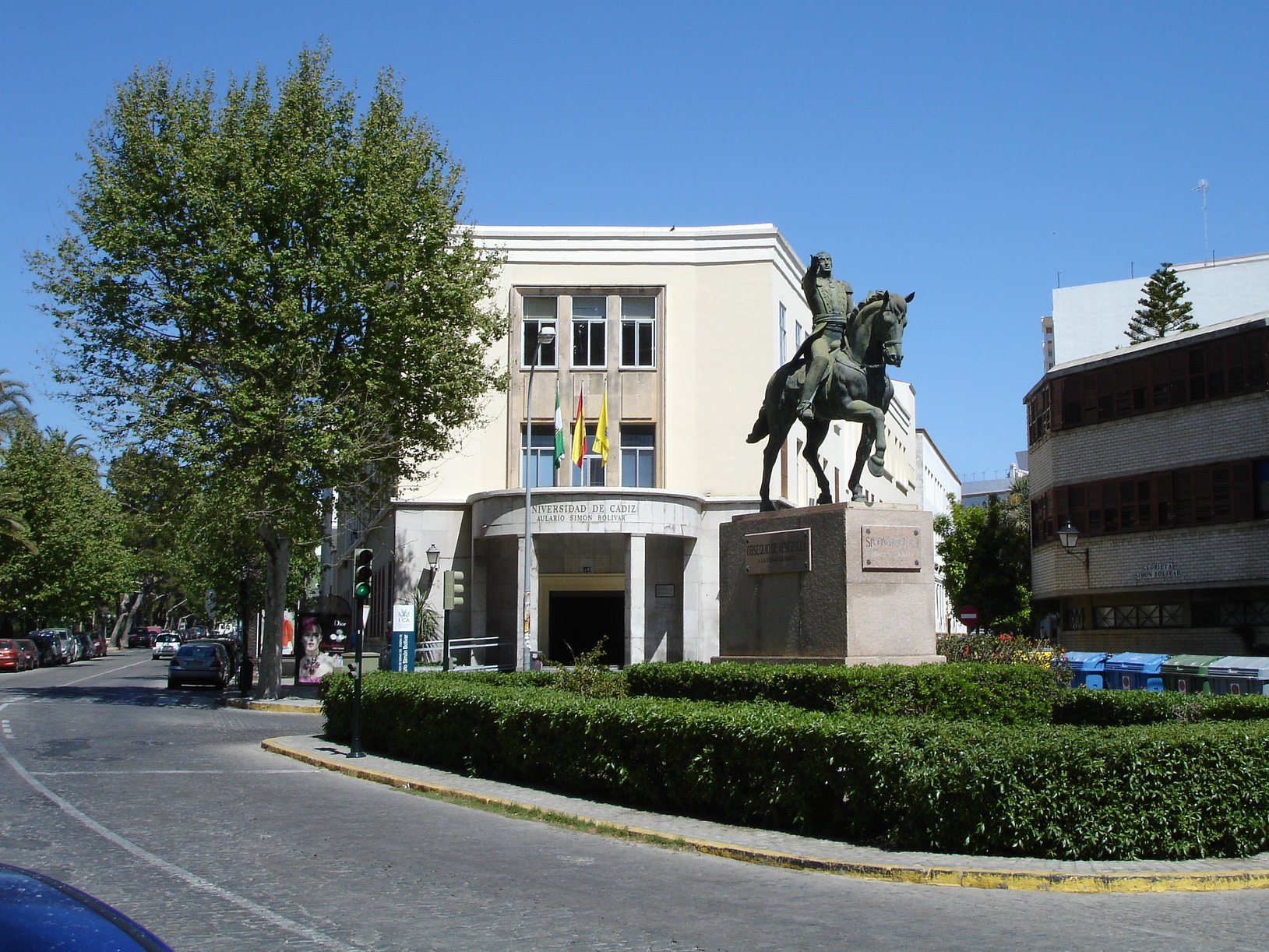
تمثال بوليفار في قادس.
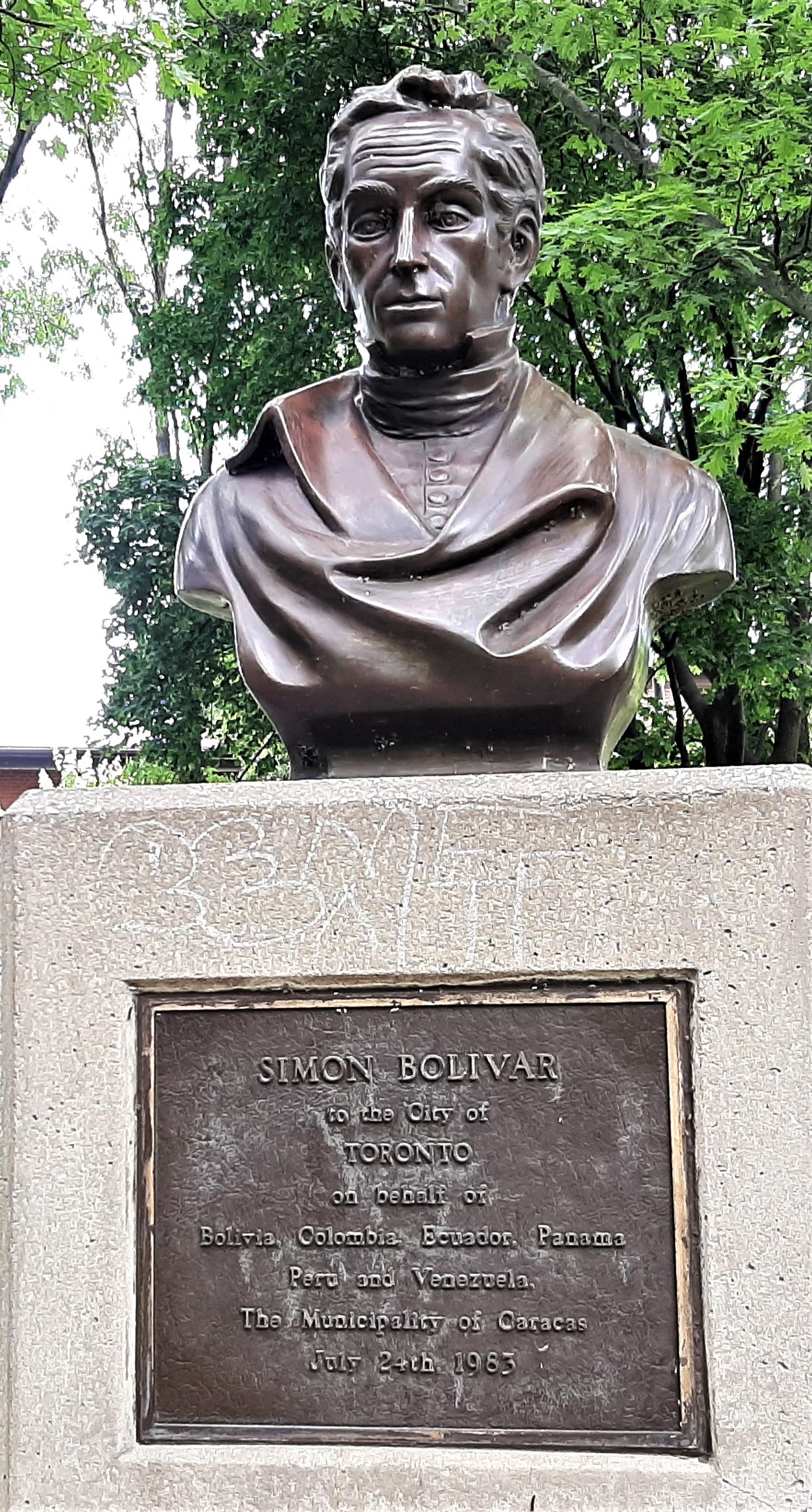
تمثال سيمون بوليفار في تورونتو- كندا
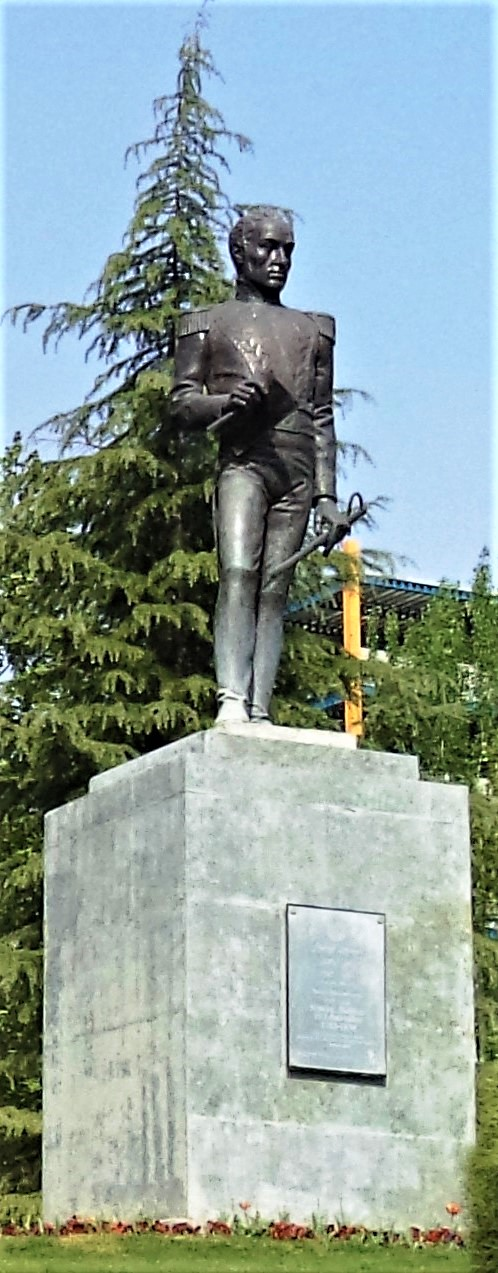
تمثال سيمون بوليفار في طهران- إيران

## وثائق بويكي مصدر

### خطاباته
خطابات بوليفار في المؤتمرات والجمعيات:
- خطابه أمام الجمعية الوطنية في 4 يوليو 1811.
- خطابه في مؤتمر أنجوستورا في 15 فبراير 1819.
- خطابه في مؤتمر كوكوتا في 30 أغسطس 1821.
- خطابه في بوليفيا في 25 مايو 1826.

### وثائق أخرى
وثائق متعددة لبوليفار:
- قسم روما في 15 أغسطس 1805.
- بيان كارتاخينا في 15 ديسمبر 1812.
- مرسوم الحرب حتى الموت في 15 يونيو 1813.
- بيان كاروبانو في 7 سبتمبر 1814.
- رسالة جامايكا في 6 سبتمبر 1815.
- رسالته إلى كونغرس كولومبيا في 20 يناير 1830.
- إعلانه الأخير في 10 ديسمبر 1830.
- وصية سيمون بوليفار في 10 ديسمبر 1830.

## وصلات خارجية
- معارك بوليفار.
- مجموعة كتب عن بوليفار.
- سيمون بوليفار على موقع الموسوعة البريطانية (الإنجليزية)
- سيمون بوليفار على موقع إن إن دي بي (الإنجليزية)